# Le Faouët (Morbihan)
Pour les articles homonymes, voir Le Faouët.
Le Faouët [lə fawɛt] est une commune française située dans le département du Morbihan, en région Bretagne.

## Géographie

### Situation

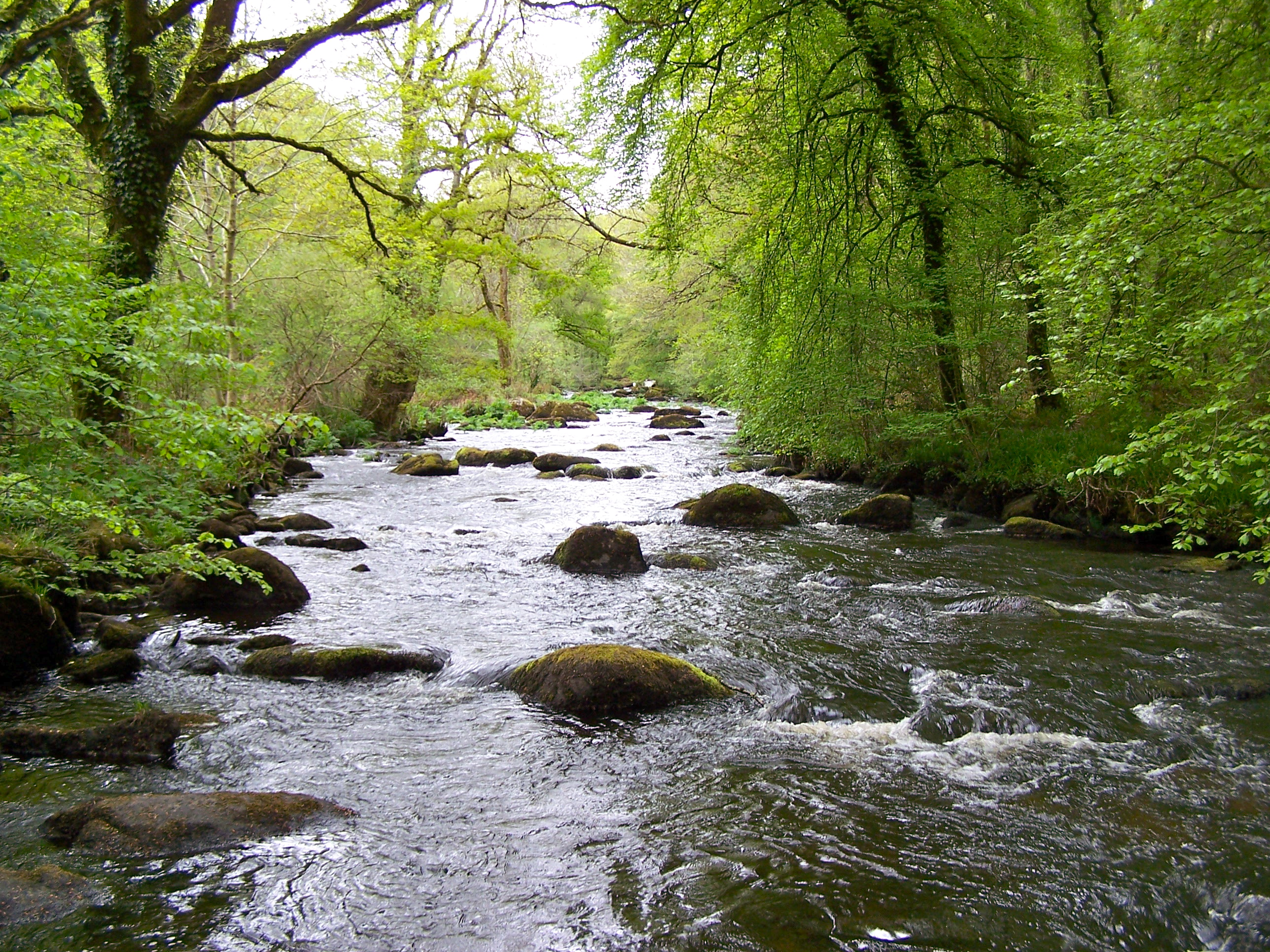
L'Ellé, en contrebas de la chapelle Sainte-Barbe du Faouët.

Le Faouët (Ar Faoued en breton) fait partie de la Cornouaille morbihannaise. Son territoire est délimité à l'ouest par le cours du ruisseau du Moulin du Duc (frontière avec la commune limitrophe de Le Saint), au sud-ouest par celui de la rivière Inam (frontière avec les communes limitrophes de Guiscriff et Lanvénégen) et à l'est par celui de la rivière Ellé (frontière avec les communes limitrophes de Priziac et Meslan). La confluence de l'Ellé et de l'Inam constitue l'extrémité sud de la commune.
| - Localisation du Faouët sur une carte des communes du Morbihan. - Carte de la commune du Faouët et de ses environs. |

| Le Saint   | Langonnet |         |
| Guiscriff  | Faouët    | Priziac |
| Lanvénégen |           | Meslan  |

### Distance de plusieurs villes françaises
| Ville                | Quimperlé | Lorient     | Pontivy   | Quimper   | Morlaix     | Vannes      | Saint-Brieuc | Brest       | Rennes     | Nantes       | Paris        | Nice         |
| -------------------- | --------- | ----------- | --------- | --------- | ----------- | ----------- | ------------ | ----------- | ---------- | ------------ | ------------ | ------------ |
| Distance Orientation | 19 km (S) | 33 km (S-E) | 39 km (E) | 47 km (O) | 66 km (N-O) | 69 km (S-E) | 75 km (N-E)  | 84 km (N-O) | 134 km (E) | 171 km (S-E) | 439 km (N-E) | 959 km (S-E) |

### Relief

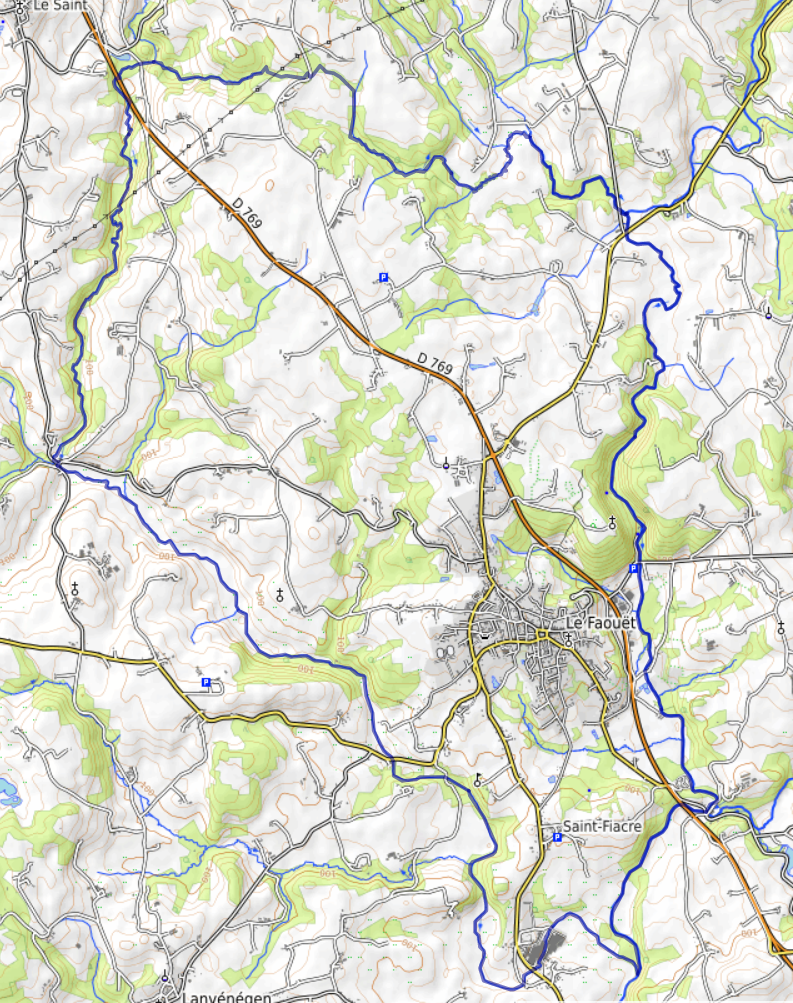
Carte topographique de la commune du Faouët.

La ville est installée sur une colline qui culmine à 152 mètres. Au centre de la ville, se trouvent les halles du XVIe siècle, vers lesquelles convergent les routes des villages voisins. La route départementale 769, une voie rapide reliant Lorient à Roscoff, contourne par l'est la ville en décrivant une grande courbe. Le plateau de Sainte Barbe, au nord-est de la petite cité, sur lequel est construit un clocher-beffroi abritant une cloche, surplombe de plus de 100 mètres le cours de l'Ellé. Ses versants abrupts, au sud et à l'est, sont occupés par une futaie. Au XVIe siècle, sur un terrain exigu, une chapelle dédiée à sainte Barbe a été construite.

### Hydrographie
Pour un article plus général, voir Réseau hydrographique du Morbihan.
La commune est située dans le bassin Loire-Bretagne. Elle est drainée par l'Ellé, l'Inam ou Stêr Laër, le Langonnet, le Moulin du Duc et divers autres petits cours d'eau,.
L'Ellé, d'une longueur de 76 km, prend sa source dans la commune de Glomel et se jette  dans la Laïta, estuaire formé par l'Ellé et l'Isole en limite d'Guidel et de Clohars-Carnoet, après avoir traversé 16 communes. 
L'Inam, d'une longueur de 34 km, prend sa source dans la commune de Gourin et se jette  dans l'Ellé à Lanvénégen, après avoir traversé cinq communes.  Les caractéristiques hydrologiques du Ru de Vaux sont données par la station hydrologique située sur la commune. Le débit moyen mensuel est de 2,35 m3/s. Le débit moyen journalier maximum est de 50,7 m3/s, atteint lors de la crue du 12 décembre 2000. Le débit instantané maximal est quant à lui de 88,3 m3/s, atteint le 24 décembre 2013.
Le Langonnet, d'une longueur de 17 km, prend sa source dans la commune de Langonnet et se jette  dans l'Ellé à Le Faouët. 
Le Moulin du Duc, d'une longueur de 17 km, prend sa source dans la commune de Langonnet et se jette  dans l'Inam à Guiscriff, après avoir traversé cinq communes. 

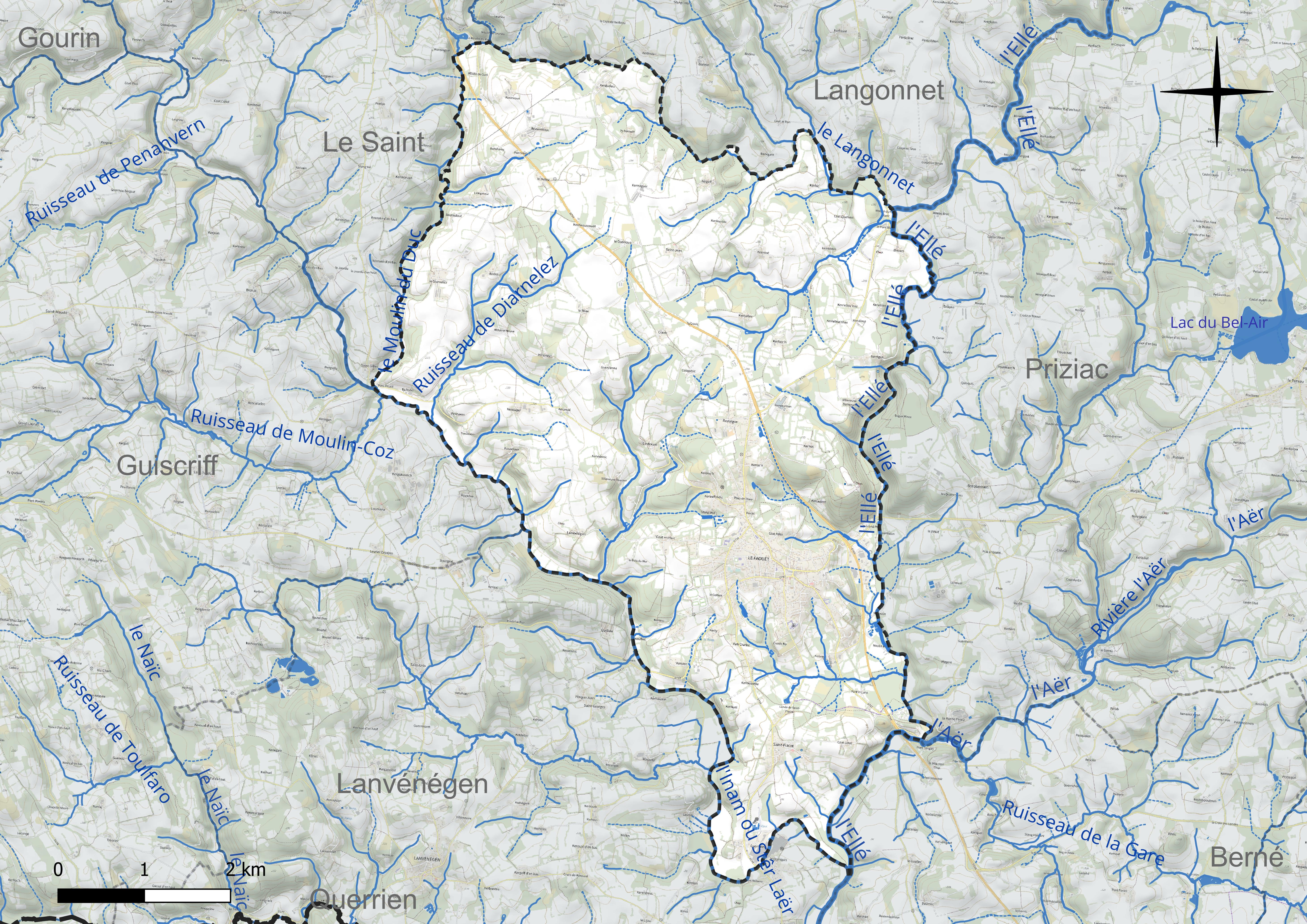
Réseau hydrographique du Le Faouët.

### Climat
Pour des articles plus généraux, voir Climat de la Bretagne et Climat du Morbihan.
En 2010, le climat de la commune est de type climat océanique franc, selon une étude du Centre national de la recherche scientifique s'appuyant sur une série de données couvrant la période 1971-2000. En 2020, Météo-France publie une typologie des climats de la France métropolitaine dans laquelle la commune est exposée à un climat océanique et est dans la région climatique  Bretagne orientale et méridionale, Pays nantais, Vendée, caractérisée par une faible pluviométrie en été et une bonne insolation. Parallèlement l'observatoire de l'environnement en Bretagne publie en 2020 un zonage climatique de la région Bretagne, s'appuyant sur des données de Météo-France de 2009. La commune est, selon ce zonage, dans la zone « monts d'Arrée », avec des hivers froids, peu de chaleurs et de fortes pluies.  
Pour la période 1971-2000, la température annuelle moyenne est de 11,2 °C, avec une amplitude thermique annuelle de 11,7 °C. Le cumul annuel moyen de précipitations est de 1 133 mm, avec 16 jours de précipitations en janvier et 8,2 jours en juillet. Pour la période 1991-2020, la température moyenne annuelle observée sur la station météorologique la plus proche, située sur la commune de Lanvénégen à 5 km à vol d'oiseau, est de 12,1 °C et le cumul annuel moyen de précipitations est de 1 215,0 mm,. Pour l'avenir, les paramètres climatiques de la commune estimés pour 2050 selon différents scénarios d'émission de gaz à effet de serre sont consultables sur un site dédié publié par Météo-France en novembre 2022.

## Urbanisme

### Typologie
Au 1er janvier 2024, Le Faouët est catégorisée commune rurale à habitat dispersé, selon la nouvelle grille communale de densité à sept niveaux définie par l'Insee en 2022.
Elle appartient à l'unité urbaine de Le Faouët, une unité urbaine monocommunale constituant une ville isolée,. La commune est en outre hors attraction des villes,.

### Occupation des sols

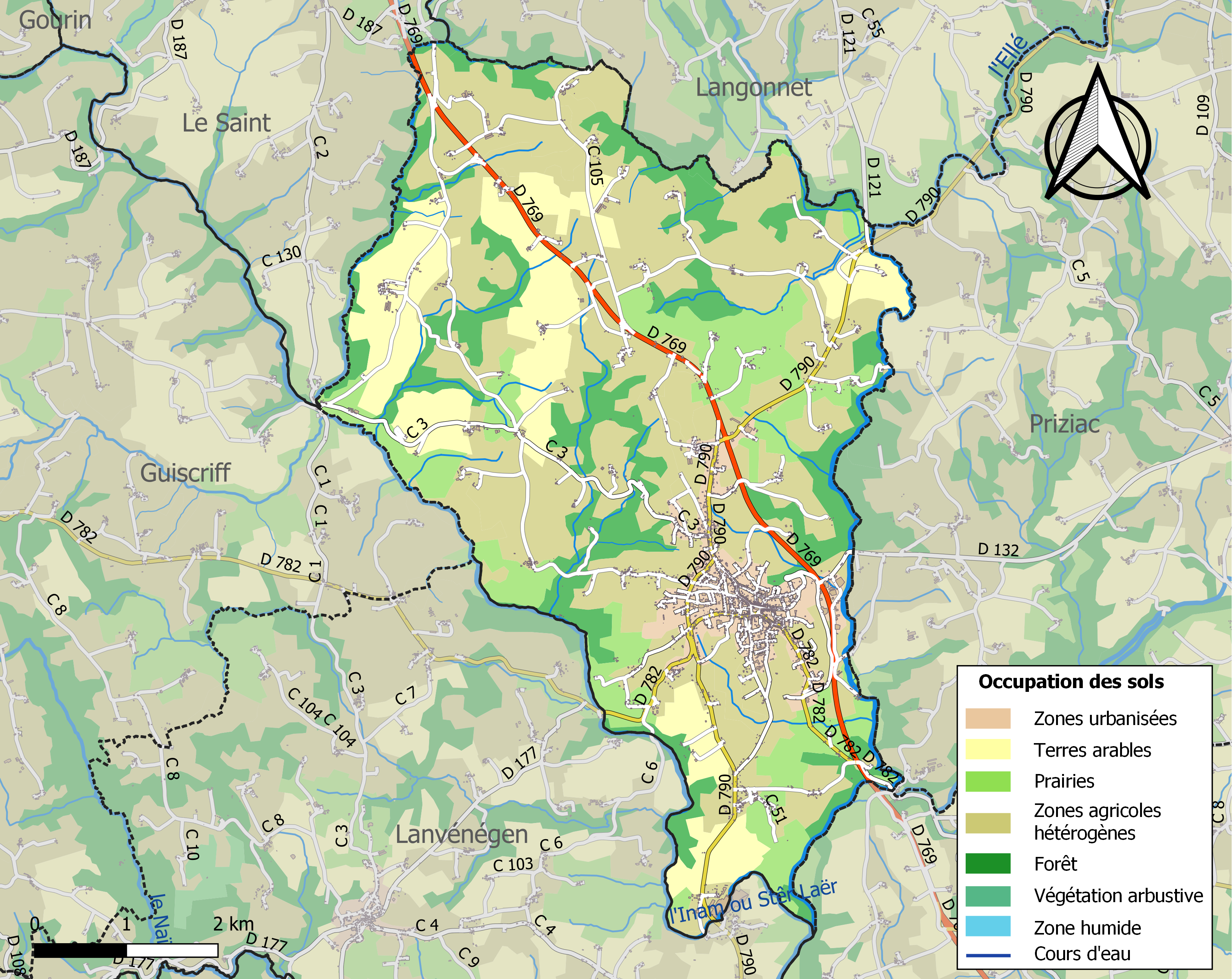
Carte des infrastructures et de l'occupation des sols de la commune en 2018 (CLC).

Le tableau ci-dessous présente l'occupation des sols de la commune en 2018, telle qu'elle ressort de la base de données européenne d’occupation biophysique des sols Corine Land Cover (CLC).
| Type d’occupation                                                                   | Pourcentage | Superficie (en hectares) |
| ----------------------------------------------------------------------------------- | ----------- | ------------------------ |
| Tissu urbain discontinu                                                             | 6,2 %       | 218                      |
| Terres arables hors périmètres d'irrigation                                         | 14,9 %      | 524                      |
| Prairies et autres surfaces toujours en herbe                                       | 11,2 %      | 498                      |
| Systèmes culturaux et parcellaires complexes                                        | 41,4 %      | 1452                     |
| Surfaces essentiellement agricoles interrompues par des espaces naturels importants | 6,6 %       | 230                      |
| Forêts de feuillus                                                                  | 11,4 %      | 402                      |
| Forêts de conifères                                                                 | 1,1 %       | 40                       |
| Forêts mélangées                                                                    | 4,2 %       | 147                      |
| Source : Corine Land Cover                                                          |             |                          |

### Morphologie urbaine

#### Description du bourg
André Mussat a décrit en ces termes le bourg du Faouët :

« Au Faouët, la célèbre halle du XVIe siècle occupe le centre d'une très vaste place loin du château, disparu dès le XVe siècle, et de l'église, un peu à l'écart et sans dégagement. Autour de cette halle, le souci de garder des terrains libres explique une ampleur dans laquelle pouvait se loger, en 1715, une chapelle de la Congrégation (abattue en 1953) et, dès le XVIIe siècle, le couvent des Ursulines. Toute la vie se concentra alors autour de ce grand espace. »

#### Bourg de Saint-Fiacre
À environ 2 km au sud de la ville, le bourg de Saint-Fiacre, qui s'est développé à proximité de la chapelle homonyme, constitue une importante agglomération secondaire. En 1793, y étaient recensés 129 habitants. Ce village comportait un grand nombre de chaumières au début du XXe siècle comme l'attestent les photographies de Philippe Tassier.

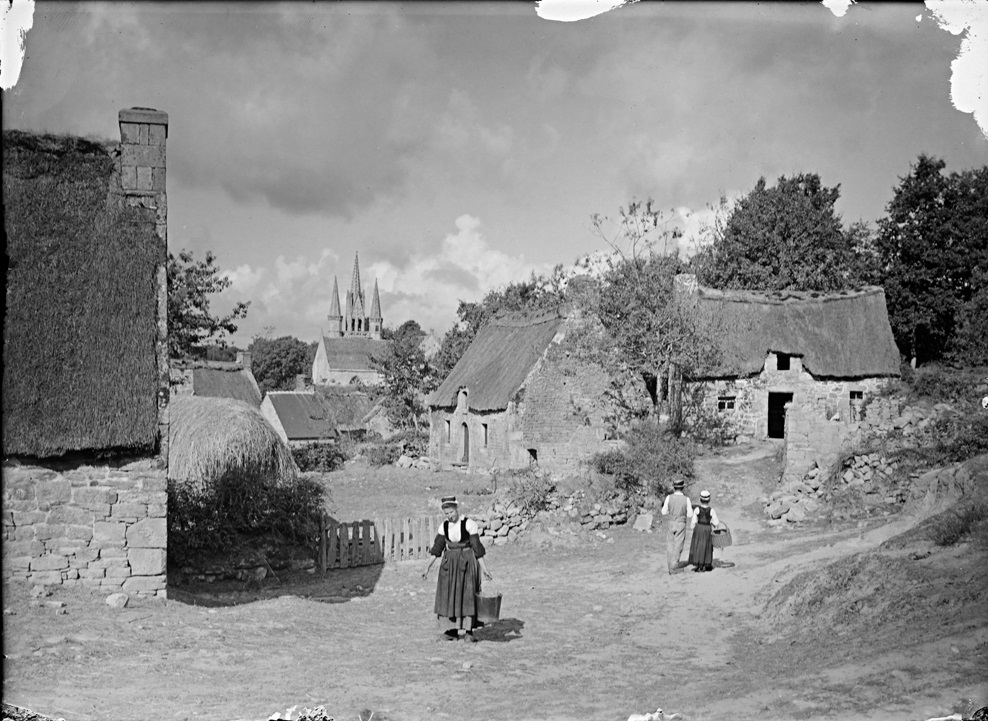
Chaumières du village de Saint-Fiacre vers 1910.

## Toponymie
Le nom en breton de la commune est Ar Faoued (à comparer au gallois ffawydd).
Les plus anciennes graphies connues du nom de la ville sont Fauet vers 1330, sous la forme latine Fagetum en 1368 et 1405 et Le Fauoet au XVe siècle. L'étymologie du lieu (qui se retrouve dans celle du Puy du Fou, de Torfou, Faux, Faye ou dans l'anthroponyme du marquis de La Fayette), provient de faou, lui-même issu du latin fagus (hêtre), et conduit à interpréter le toponyme comme la « hêtraie », cette essence étant en effet très abondante dans la commune.

## Histoire

### Préhistoire

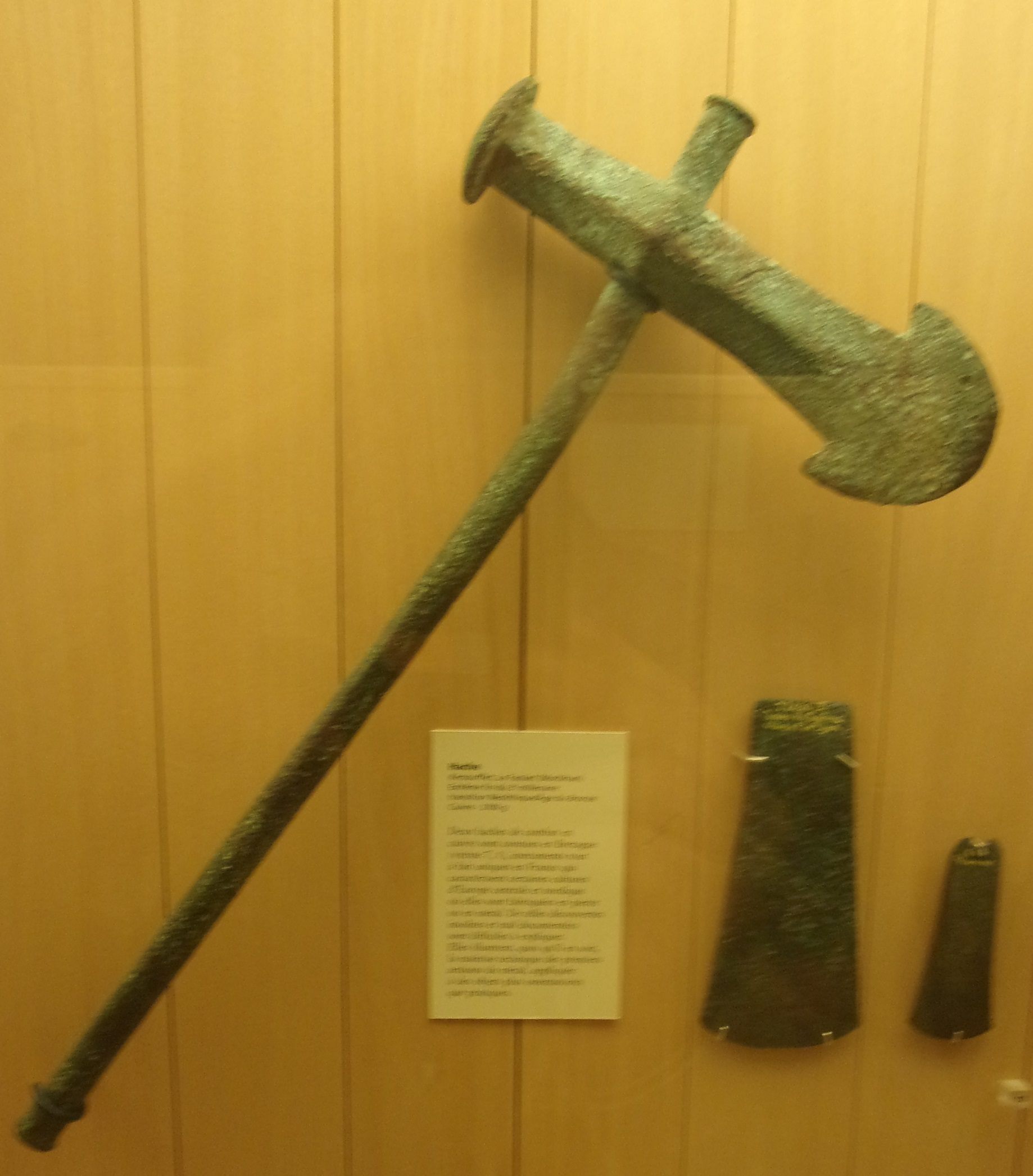
hache de combat en cuivre de Kersoufflet (hache avec le manche)

Plusieurs trouvailles attestent une présence humaine à l'âge du bronze sur le territoire de la commune. Ainsi une hache de combat en cuivre arsenié d'un poids de 2 700 grammes datant de l'extrême fin du troisième millénaire avant notre ère (transition Néolithique/Âge du Bronze) a été découverte en 1882 au village de Kersoufflet et un petit dépôt de 14 haches à douille, sorte de monnaie avant l'heure, a été découvert en 1909 au village de Keranval et Rosenlaër. La hache de combat est aujourd'hui en exposition au Musée d'Archéologie nationale. Cette hache avait plus une fonction ostentatoire que pratique. Elle dénote de la maîtrise technique des premiers artisans du métal.

### Moyen Âge et Époque moderne

#### Le Haut Moyen-Âge
Selon Arthur de la Borderie, citant le cartulaire de Landévennec, vers le VIe siècle, un moine ou ermite disciple de saint Guénolé « nommé Ratian ou Ratian, à la fois barde et prêtre (...) semble avoir évangélisé toute la région comprise de Langolen au Faouët, et notamment les paroisses de Tourch, de Corai et de Scaër ; il habitait, sur le territoire de cette dernière, un petit monastère appelé de son nom Lan-Ratian [Larragen de nos jours], et avait pour compagnon, au moins pour voisin, le pieux Tanvoud, émule de ses vertus et de ses travaux ».

#### Les seigneurs du Faouët

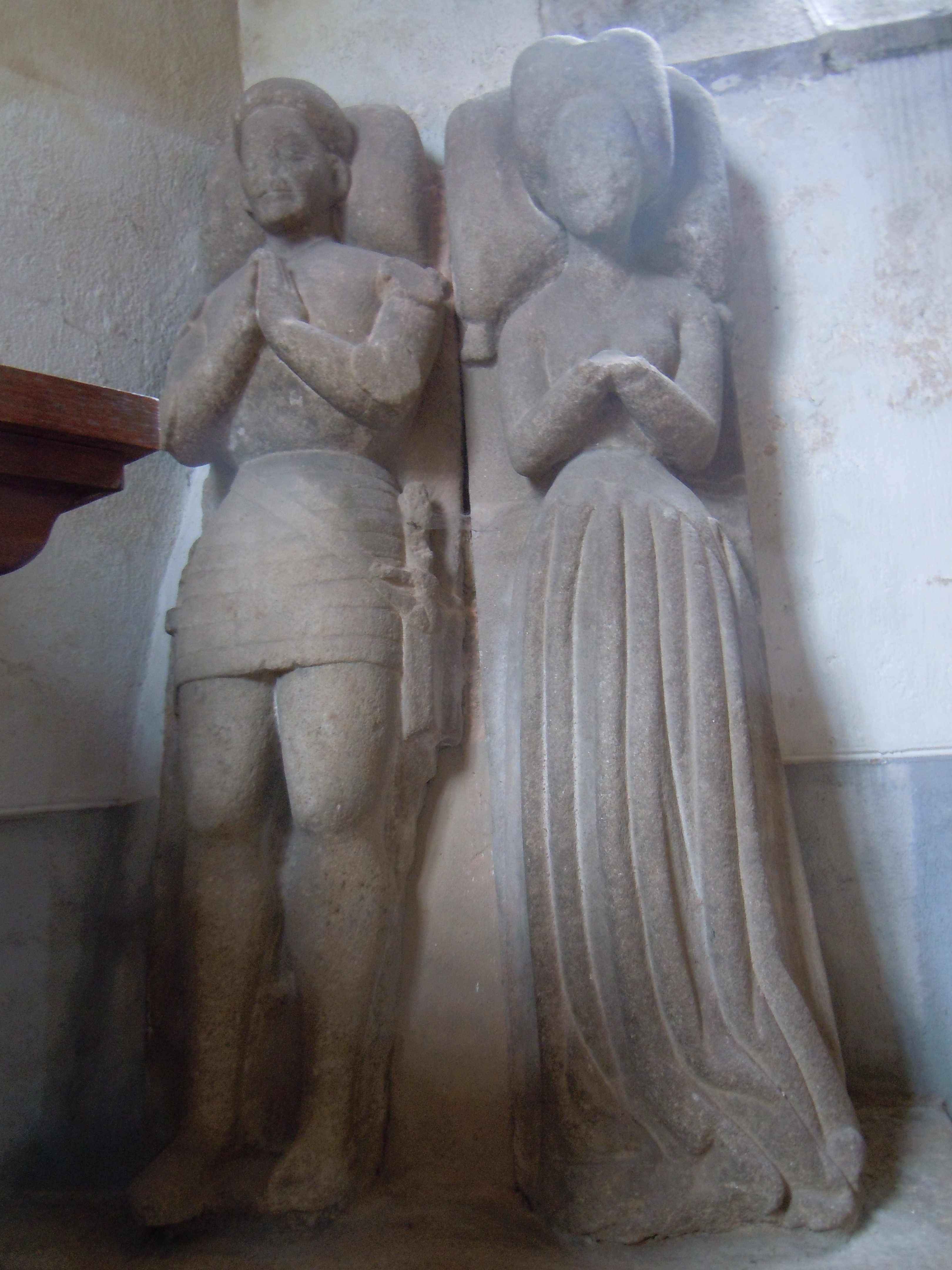
Gisants de Perronnelle de Boutteville et de Bertrand de Trogoff, seigneurs locaux.

La châtellenie du Faouët était située tout le long de la partie ouest de la vicomté de Gourin. Cette châtellenie était bornée au nord par la châtellenie de Carhaix et la baronnie de Rostrenen ; à l'est elle joignait les territoires de Rohan et de Guémené ; au sud ceux de la Rochemoisan (près d'Hennebont) et Quimperlé. Une de ses dépendances, la seigneurie de Kerjan, englobait les paroisses de Paule et Glomel, ainsi que la trève de Trégornan.
Le Faouët était le siège d'une seigneurie, l'agglomération devant probablement son existence à un château fort détruit lors de la guerre de Succession de Bretagne au XIVe siècle. Les premiers seigneurs du Faouët, dont nous ignorons le nom, furent sans doute des cadets des vicomtes de Gourin. L'un d'entre eux, Geoffroy du Faouët, participa aux croisades au temps de Saint Louis ; sa veuve vivait encore en 1273 : c'est d'elle qu'il est question dans la "ballade de l'épouse du croisé"). Plusieurs familles se succédèrent par la suite à la tête de celle-ci : les Bouteville, originaires de Normandie, du XIVe au XVIe siècle (par exemple Yves de Bouteville est baron du Faouët en 1547), puis à la suite d'une alliance, les Goulaine du XVIe au XVIIe siècle, puis les Du Fresnay et en 1740 les Argouges de Rannes ; enfin à la veille de la Révolution, les Montreuil.
La seigneurie fut érigée en baronnie en 1495 par la duchesse Anne de Bretagne. La famille de Bouteville a laissé le souvenir d'une famille de grands bâtisseurs. On leur doit notamment la construction des chapelles de Saint-Fiacre et de Sainte-Barbe, des joyaux de l'art gothique flamboyant, et des halles du Faouët. Ils occupèrent des charges importantes de chambellan du duc François II et du roi de France François Ier. Leurs armes « d'argent à cinq fusées de gueules en fasce » figurent toujours sur les vitraux des chapelles Sainte-Barbe et Saint-Fiacre. Elles y sont soit entières soit mi-parti avec celles des Quimerch, des Coëtquenan et des du Chastel, les familles avec qui ils étaient alliés. Elles servent aujourd'hui de blason à la ville du Faouët. Les Goulaine participèrent activement aux guerres de la Ligue. Bien qu'ils aient soutenu Mercœur dans ses visées séparatistes, ils réussirent à obtenir le pardon du roi en raison de leur droiture. Claude II de Goulaine, le dernier des Goulaine, démembra le domaine de la baronnie et vendit séparément les différentes parties. René Du Fresnay de Coetcodu, dont la famille était originaire de Langoëlan, lui acheta en 1644 le château du Faouët et de nombreuses terres. Les seigneurs du Faouët percevaient de nombreux droits et taxes dont un droit de passage sur les différents ponts permettant d'accéder à la ville : le pont Dynam à l'ouest, le pont de la Coutume au sud et le pont Tanguy à l'est.
Le château fort des Boutteville au Faouët, que le chroniqueur médiéval Jean Froissart qualifie de « petit fort », fut assiégé en 1342 par les troupes du roi d'Angleterre Édouard III pendant la guerre de Succession de Bretagne. Une garnison anglaise s'y installa mais le château fut successivement repris par les partisans de Charles de Blois et de Jean de Montfort. À la fin de la guerre, le château était ruiné et les seigneurs du Faouët firent de leur manoir à Le Saint leur résidence principale. Ils ne se réinstalleront dans la petite ville qu'au milieu du XVIe siècle.
Les seigneurs du Faouët étaient également seigneur de Barrégan, du nom d'une terre leur appartenant où se dressait autrefois un château-fort dominant la vallée de l'Ellé dont les restes encore impressionnants sont toujours visibles. Cette forteresse constituait peut-être le premier château du Faouët.
L'auditoire de la juridiction seigneurial du faouët et la prison étaient situés sur l'actuelle place des halles. L'auditoire était adossé à la chapelle de la congrégation, aujourd'hui détruite. Il servira après la Révolution pendant un temps de mairie.

#### Les Hospitaliers
Les Hospitaliers de l'ordre de Saint-Jean de Jérusalem possédaient au Faouët une commanderie au XIIe siècle. Il reste, après la révolution, qu'une chapelle Saint-Jean classée aux monuments historiques.

#### Les seigneurs de Diarnelez

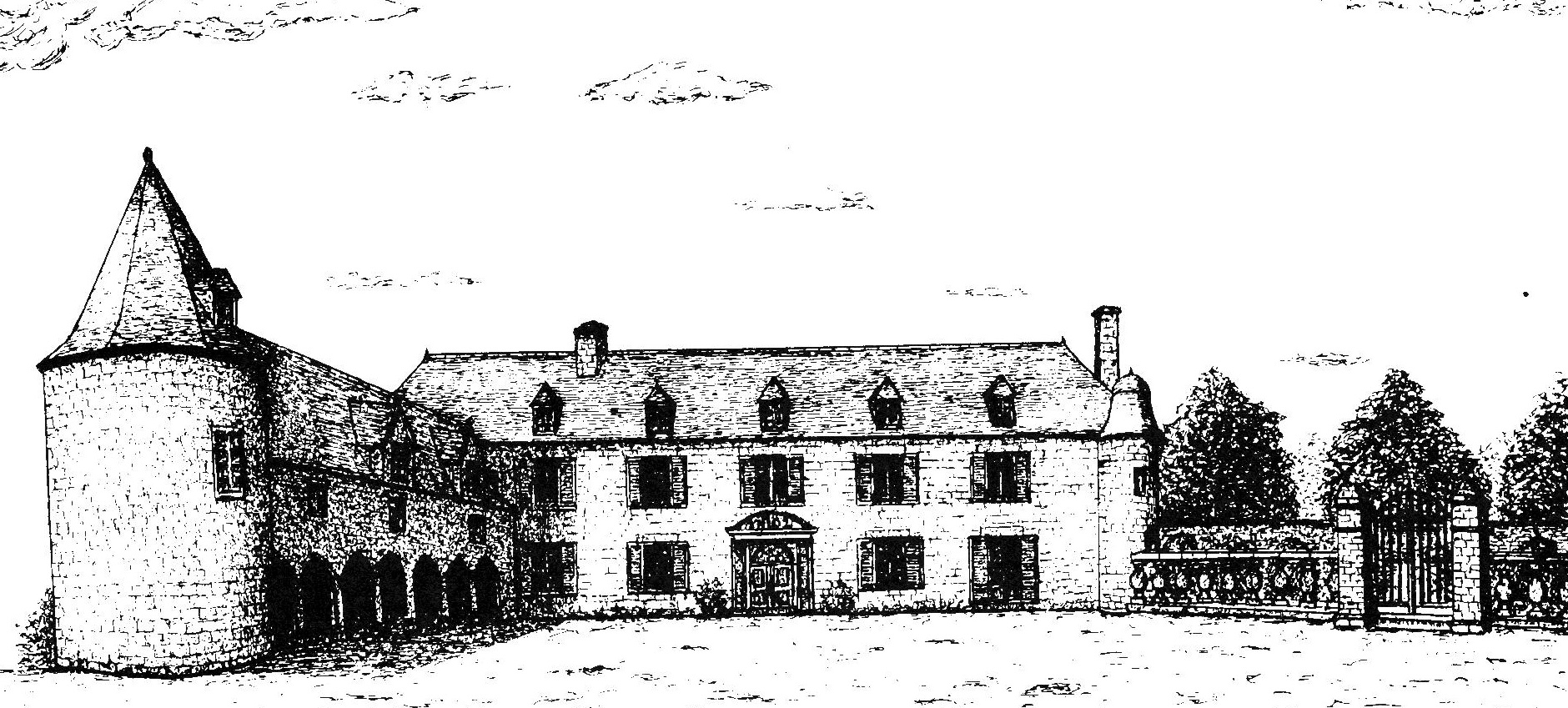
Croquis du manoir de Diarnenez tel qu'il apparaissait au début du vingtième siècle.

Le manoir ou château de Diarnelez était situé à 5,5 km au nord-ouest du bourg du Faouët, sur un plateau dominant la vallée du ruisseau du moulin du Duc. La seigneurie de Diarnelez appartenait à la fin du XIVe siècle à un dénommé Daniel Adam. Ensuite la seigneurie passa à la famille Le Rousseau de Lanvaux, par le mariage d'Alix Adam, fille de Daniel, avec un dénommé Alain Le Rousseau. Elle appartiendra à la famille Le Rousseau jusqu'en 1717 et la disparition de Guillaume Colomban Le Rousseau, dernier représentant mâle de cette famille, ces derniers se succédant de père en fils. Le domaine passera par la suite à la famille de Maupeou, par le mariage d'une petite-fille de Guillaume Colomban Le Rousseau avec René Théophile de Maupeou, oncle du chancelier de Louis XV. Le seigneur de Diarnelez avait droit de haute, moyenne et basse justice, et l'auditoire de la juridiction se trouvait à Restangoaquen, sur la paroisse de Langonnet. Les Le Rousseau portaient : d'argent à 3 fasces de gueule. Ces armes figurent à côté de celles des barons du Faouët sur les vitraux de la chapelle Saint-Fiacre.
Le manoir de Diarnelez se présentait au début du XXe siècle, avant sa destruction, comme un ensemble composé d'un corps de logis principal datant probablement du règne de Louis XIII bien que portant la date 1702 sur un fronton et d'une aile en équerre à l'ouest plus ancienne. L'aile comportait une belle galerie de sept arcades en arc brisé datant du XVIe siècle et se terminait par une tour massive avec un toit en poivrière, la tour étant peut-être le reste d'un ancien château fort. Les quatre fenêtres de l'aile étaient surmontées de lucarnes avec gâbles à crochets. La chapelle et le colombier avaient déjà disparu à cette époque. Par la suite la tour sera décapitée et en 1973, l'aile sera démontée et transférée dans le Finistère.

#### XVesiècle

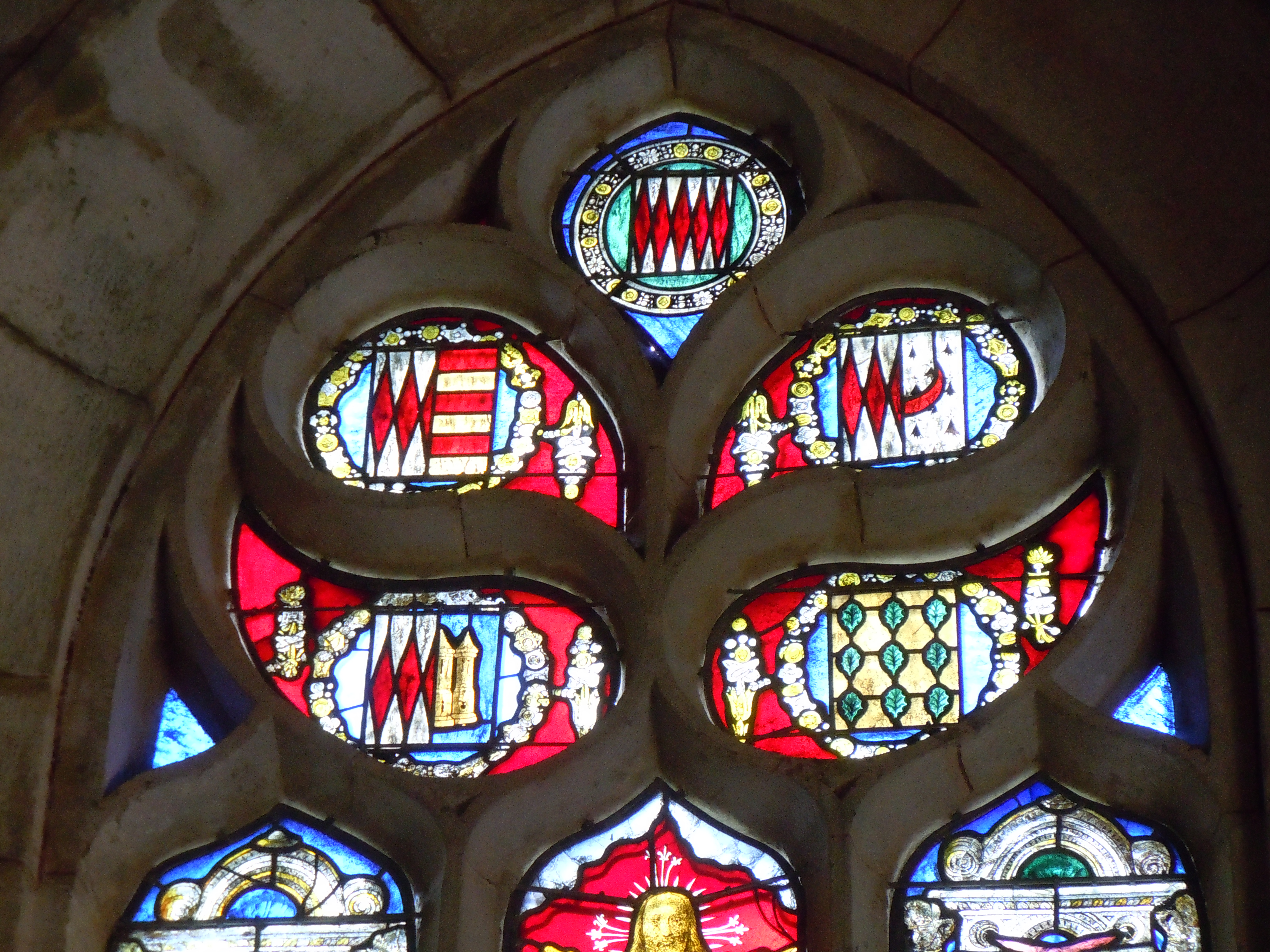
Blasons d'un vitrail de la chapelle Sainte-Barbe du Faouët; y figurent les armes des Bouteville (en entier en supériorité et sinon mi-parti avec celles des familles alliées : du Chastel ; Quimerch ; Coëtquenan) ainsi que les armes entières des Toulbodou.

Dans un acte daté du 6 juillet 1489, Jean de Bouteville, à la demande de Jean de Toulbodou, fait donation d'une parcelle de terre au lieu-dit Roc'h ar Marc'h bran (nom signifiant montagne du corbeau mâle en français) pour l'édification d'une chapelle en l'honneur de sainte Barbe. En effet une légende rapporte que Jean de Toulboudou, seigneur de Guidfoss en Plouray, fut surpris par un violent orage dans les environs de Roc'h ar Marc'h bran alors qu'il était parti à la chasse. Craignant pour sa vie, d'énormes rochers frappés par la foudre étant sur le point de le broyer, il invoqua alors sainte Barbe et lui promit de lui bâtir une chapelle à cet endroit même s'il en réchappait. Ayant eu la vie sauve, ce sera chose faite.

#### Les halles

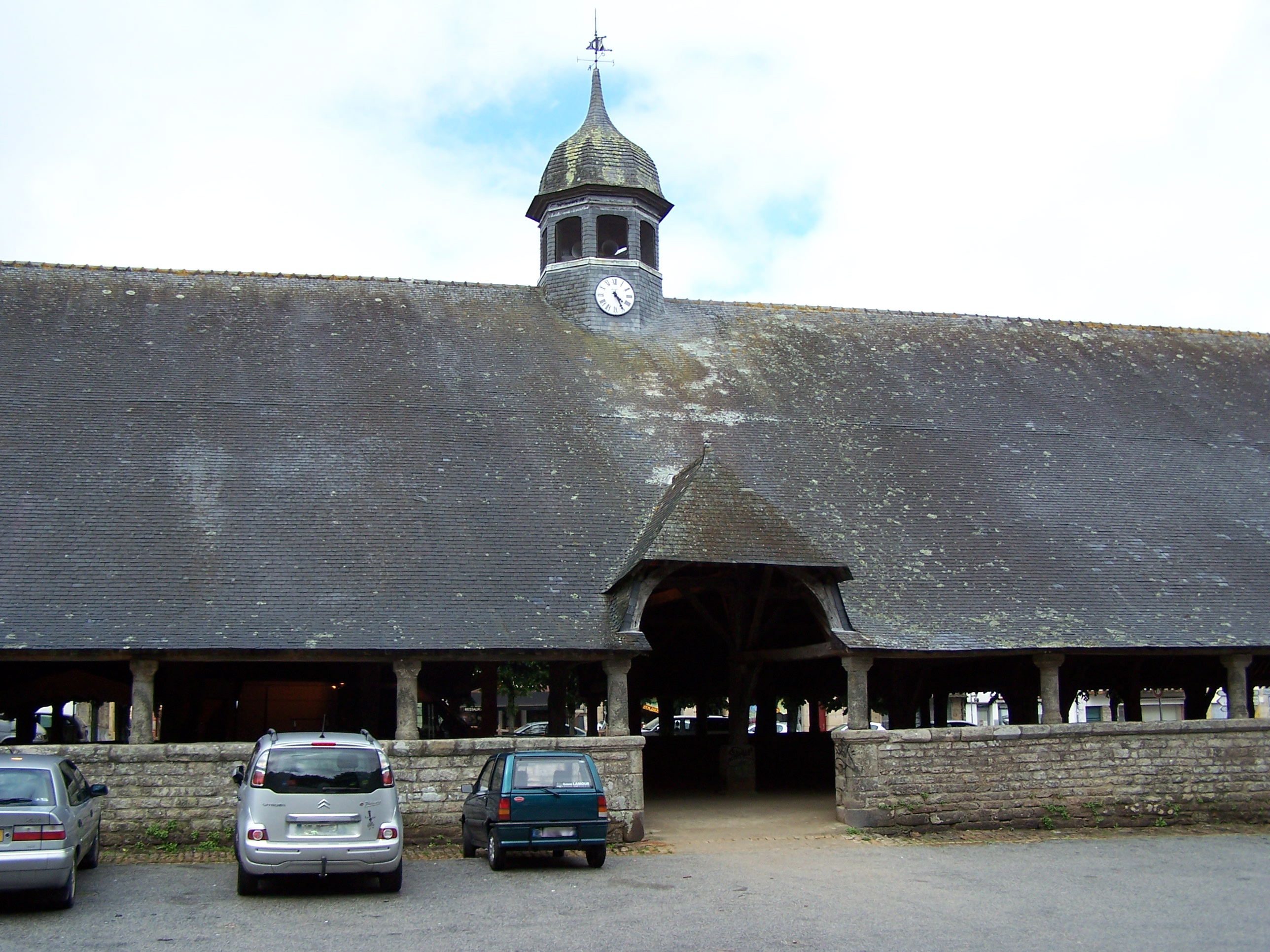
Les halles.

L'existence des halles est attestée dès 1542. Celles-ci sont mentionnées dans un aveu du seigneur du Faouët où il est dit qu'elles lui appartenaient de temps immémorial. Il s'y tenait marché tous les mercredis, ainsi que neuf foires annuelles, puis quatorze à partir du XVIIe siècle. Elles constituaient un revenu substantiel pour le seigneur du lieu qui percevait diverses taxes. La plus rentable était celle dite de la « grande verge » prélevée sur les papiers (110 livres par an), venaient ensuite la « place des estaulx » (22 livres/an), la « place de cuyr » (8 livres/an), la « place de laine » (8 livres/an) et la « coutume des mareschaulx » (20 sous/an). L'édifice sera racheté par la municipalité en 1815 à la famille d'Argouges de Ranes alors que celui-ci est à moitié en ruine et fera l'objet par la suite de nombreux travaux de restauration. Une chambre d'horloge sera installée sur le faîtage, remplacée ensuite par un clocher.

#### XVIesiècle
En 1595, La Fontenelle dut abandonner le bourg ; il s'empara du château de Cremenec, situé non loin de là à Priziac.

#### XVIIesiècle
Cette commune est citée pour avoir participé à la « Révolte des Bonnets rouges » ou « Révolte du papier timbré » survenue en 1675.

#### XVIIIesiècle

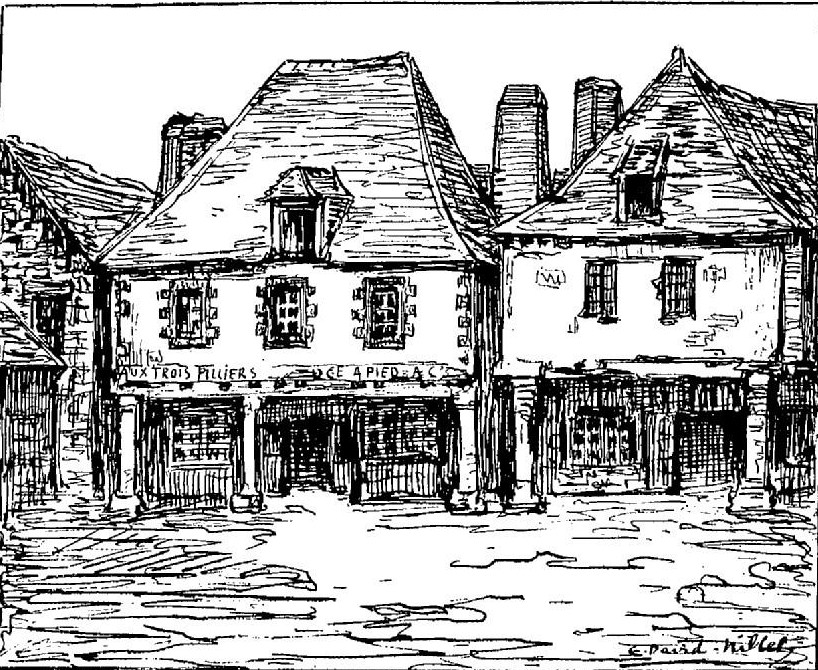
L'auberge du Lion d'or devenue les Trois-Piliers puis démolie en 1878.

Cette petite ville devient célèbre par les activités de Marion du Faouët, chef d'une bande de brigands. L'agglomération du Faouët dépasse alors le millier d'habitants comme ses voisines de Gourin et Guémené. La place des Halles est entourée de constructions à piliers permettant d'en faire le tour sans être mouillée ce qui fait dire au marquis De Robien en 1756 que les devants des maisons soutenus par des piliers entourant la place forment un porche agréable à la vue. La dernière maison à piliers de l'agglomération, située rue du Château, sera détruite dans les années 1950.

##### Affaire Louis Le Ravallec (1732)
Le cadavre d'un jeune paysan de Langonnet, Louis Le Ravallec, est retrouvé le 26 avril 1732 près du moulin de Barrégan douze jours après le dimanche 13 avril au cours duquel il avait fait ses Pâques à Langonnet. À force de persuasion, ses amis l'avaient convaincu de se rendre à la messe du Lundi de Pâques de la chapelle de Saint-Fiacre. Les juges concluent dans un premier temps à une noyade dans la rivière Ellé. Mais très vite une rumeur contredit cette version des faits. Il aurait en fait été assassiné près du lieu-dit Penfel où des bruits suspects auraient été entendus dans la nuit, battu à mort par ses compagnons de route puis traîné jusqu'à la rivière. Le mobile du meurtre serait une jeune fille Trouboul du village de Kerly dont le paysan se serait amouraché. Les parents, inconsolables, entament alors une longue procédure judiciaire, avec pas moins de 90 liasses conservées et la déposition de quarante témoins. La justice à l'époque conclura après quatre années d'enquête sur un non-lieu. Mais la tradition populaire retiendra la thèse du meurtre et ce drame sera à l'origine d'une longue complainte (gwerz en breton) intitulée Pardon Sant Fiakr. Une version de cette gwerz sera retranscrite au XIXe siècle par Théodore Hersart de la Villemarqué qui l'intégrera dans son recueil de chansons populaires intitulé le Barzaz-Breiz et Donatien Laurent a prouvé la véracité de cette histoire.
Un film (Qui a tué Louis Le Ravallec ?) a été tourné à partir de cette histoire.

### Révolution française

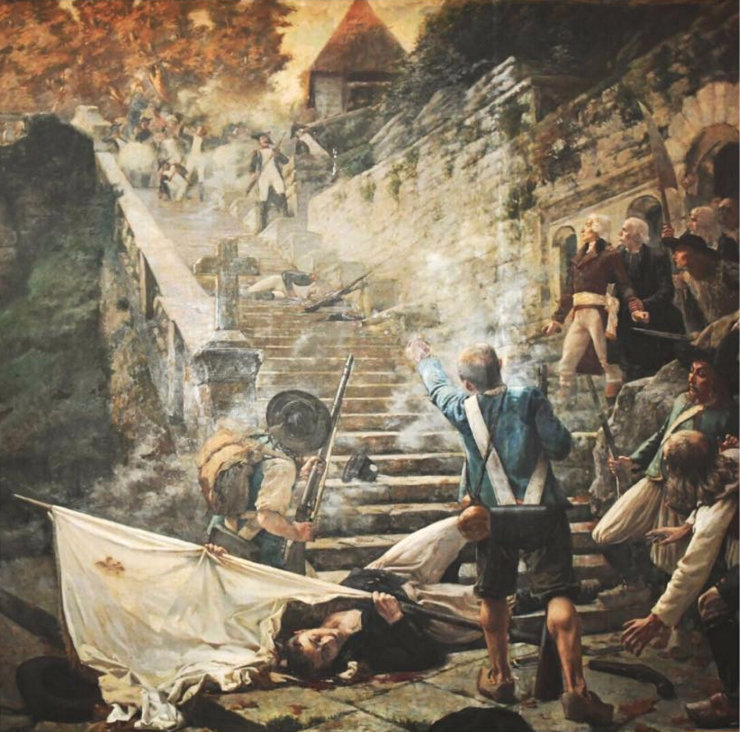
Les derniers Chouans devant Sainte-Barbe au Faouët, huile sur toile de Jean-Maurice Duval, 1905.

Le Faouët devient chef-lieu d'un district de 1790 à 1795 ; il y est donc créé un tribunal de district. Jean René Maurice Le Souef de Montalembert, né en 1757 à Lanvénégen, y est élu comme juge. En septembre 1794, il est mis provisoirement en arrestation par le comité de surveillance de Le Faouët et est très vite libéré. La ville devient rapidement acquise aux idées révolutionnaires tandis que la campagne alentour y devient hostile. Ses administrateurs, notamment Jean-Marie Bargain, commissaire du district, font preuve d'un grand zèle républicain. Ils n'hésitent pas à se porter acquéreurs de biens nationaux et appliquent sans hésitation les mesures votées à l'assemblée nationale. La ville est attaquée à trois reprises par les chouans durant cette période troublée. La première attaque se produit dans la nuit du 28 au 29 janvier 1795. Les assaillants attaquent de plusieurs côtés à la fois : par la rue du Poher, la rue du château et l'actuelle rue de Saint-Fiacre. Ils sont repoussés par la petite garnison du Faouët qui s'est retranchée sous les halles. Celle-ci est constituée de 12 canonniers, 90 hommes de la garde nationale, 38 hommes de lignes, 5 chasseurs à cheval et 3 gendarmes. Elle oppose un feu nourri. Les deux canons notamment causent de lourdes pertes. Les chouans laissent sur le terrain 14 morts, 8 blessés et plusieurs prisonniers. La seconde attaque a lieu le 30 juin 1795 mais les chouans ne rencontrent aucune résistance, la garnison étant absente, et sont plutôt bien accueillis par la population. Les patriotes de la ville ont en effet pris la fuite pour trouver refuge à Lorient. La troisième attaque se produit le 6 janvier 1800. Les chouans pénètrent dans une ville une nouvelle fois désertée par sa garnison et ses patriotes. Ils abattent l'arbre de la liberté et pillent les demeures de Jean Marie Bargain et des principaux acquéreurs de biens nationaux.
Un bureau de poste est créé en 1791.

### LeXIXesiècle
15 Faouëtais sont morts dans les ambulances ou les hôpitaux militaires pendant la guerre de Crimée de 1854 à 1855.

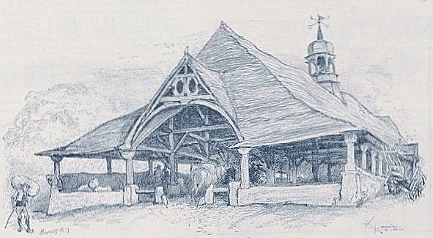
Les halles du Faouët en 1891 (dessin d'Albert Robida)

Une épidémie de variole fit 80 malades (dont 60 moururent) au Faouët entre 1865 et 1870.

#### Claude-René Bellanger
Un faouëtais s'illustra tout particulièrement pendant les guerres du premier empire : Claude-René Bellanger. Né au Faouët le 27 août 1768, chapelier de profession, il commença sa carrière militaire en tant que simple volontaire dans la garde nationale de la municipalité du Faouët le 16 août 1791. Il participa pendant la période révolutionnaire avec le 1er bataillon du Morbihan à la désastreuse expédition à l'île de Saint-Domingue. Promu chef de bataillon, il se distingua pendant le premier empire par sa bravoure lors du siège de Dantzig. À la tête d'une centaine de soldats, le 4 septembre 1813, il force l'ennemi qui s'était emparé du poste de Schidlitz à abandonner sa conquête du moment puis résiste à deux assauts successifs. Ces faits d'arme lui vaudront le commandement de la place de Vannes et la croix de chevalier de la Légion d'honneur. Il quitte définitivement l'armée le 22 décembre 1814. Il sera nommé maire du Faouët en 1830 pour ses idées libérales et le restera pendant six ans. Il fait l'acquisition à l'âge de 73 ans d'une parcelle de terre sur le placître de la colline Sainte Barbe, près du campanile qui abrite les cloches de la chapelle et s'y fait construire un tombeau. Ce sera là sa dernière demeure après son décès survenu le 8 avril 1845.

#### Les peintres du Faouët à la fin duXIXesiècleet au début duXXesiècle
De 1860 à 1920, Le Faouët devint l'un des principaux centres artistiques de la Bretagne intérieure, attirant de nombreux peintres et photographes français et étrangers. Leur venue fut facilitée par l'arrivée du chemin de fer à Quimperlé en 1865, ville distante de 26 kilomètres, puis au Faouët même en 1906 grâce à la ligne de chemin de fer à voie métrique allant de Lorient à Gourin via Plouay (laquelle a fermé en 1947). Les artistes sont hébergés principalement dans les deux hôtels, Le Lion d'Or et La Croix d'Or, donnant sur la place des Halles, se dotent d'un étage supplémentaire de chambres dotées du confort moderne et s'équipent d'ateliers pour artistes et de chambres noires pour photographes. Leurs sujets de prédilection sont les scènes de marchés et de vie quotidienne, donnant l’image d’une Bretagne immuable ancrée dans le passé, ainsi que les monuments, principalement les Halles du XVIe siècle et les chapelles du Faouët et de la région, ainsi que les paysages avoisinants. Le pharmacien François Bégasse, amateur d'art, est considéré comme le mécène des artistes fréquentant la commune à la Belle Époque.
Les premiers peintres à s'être intéressés au Faouët fut François Hippolyte Lalaisse qui s'intéressa au costume faouëtais, et Léon Gaucherel.

« À la veille de la guerre de 1914, Le Faouët était une véritable ruche d'artistes cosmopolites qui parcouraient la campagne à la recherche de chapelles, de chaumières ou de personnages pittoresques. Ils arrivaient aux beaux jours par le train et logeaient pendant deux ou trois mois à l'Hôtel de la Croix d'Or ou du Lion d'Or, liant amitié avec des notables comme le député-maire ou le pharmacien. »

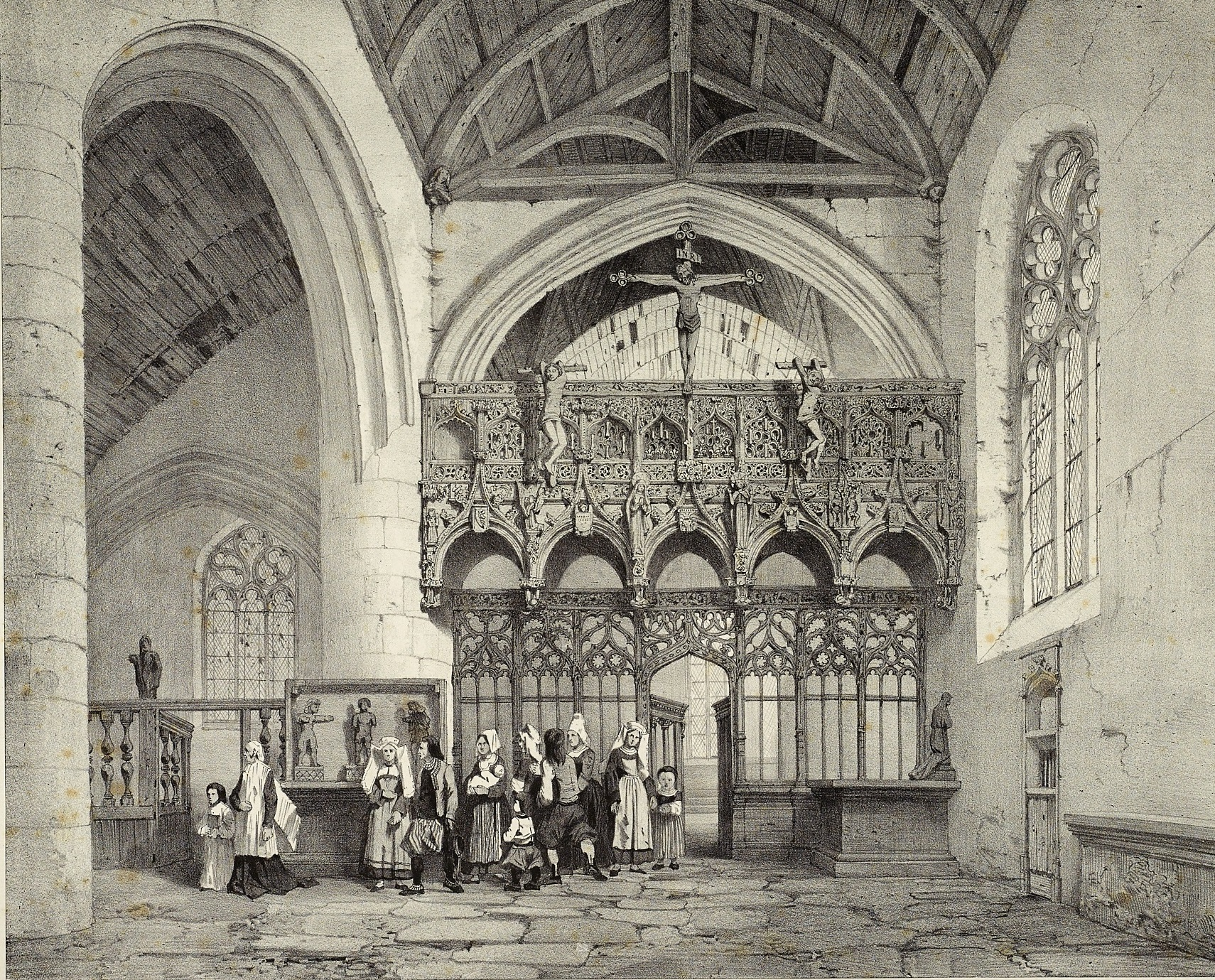
Le jubé de la chapelle Saint-Fiacre (dessin de Léon Gaucherel, 1845).

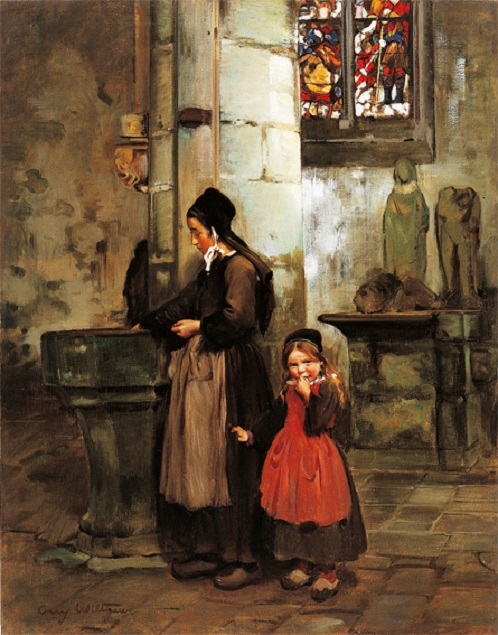
Guy Wilthew : Le bénitier de la chapelle Saint-Fiacre (1878, Musée du Faouët).

Parmi ces peintres, l'Anglais Guy Wilthew (1876-1920), qui loge à l'hôtel de la Croix d'Or, épouse l'une des filles du peintre Louis-Marie Le Leuxhe (1847-1896) et séjourne régulièrement au Faouët jusqu'à son décès. Le fils de ce dernier, Alphonse Le Leuxhe (1880-1914), débuta aussi une carrière d'artiste-peintre, prématurément interrompue par son décès pendant la Première Guerre mondiale.
D'autres peintres britanniques fréquentent alors Le Faouët comme les Anglais Sydney Curnow Vosper (en) (1866-1942) Charles William Bartlett ; le Belge Oscar Chauvaux (1874-1965), naturalisé français, séjourna aussi à plusieurs reprises au Faouët au début du XXe siècle avant de devenir en 1934 conservateur du Musée de Locronan. Trois peintres y installent un atelier à demeure : les Français Germain David-Nillet, qui vint au Faouët pour la première fois en 1902, et Arthur Midy, ainsi que le Suisse Marius Borgeaud, qui ne passe que quelques années au Faouët entre 1920 et 1922, séjournant principalement à Rochefort-en-Terre. De nombreux autres peintres viennent plus brièvement comme Fernand Legout-Gérard, Émile Compard, Auguste Leroux, Henri Barnoin, Charles Rivière, Henry d'Estienne, Émile Schmidt-Vehrlin, Robert Yan, Étienne Buffet, Jean-Bertrand Pégot-Ogier, Henry Déziré, Albert-Léopold Pierson, Lucien-Victor Delpy, Alfred Swieykowski, etc. ou encore Jeanne-Marie Barbey (1876-1960), également photographe. Élisabeth Sonrel (1874-1953) séjourne également, réalisant plusieurs œuvres au Faouët, peignant notamment Femme et enfants sur la place des Halles du Faouët (vers 1910, Musée du Faouët) ; Ernest Guérin a peint Jeune fille du Faouët devant la chapelle Saint-Fiacre, Bretagne.
Tous ces peintres ont laissé de nombreux témoignages de la vie au Faouët à cette époque :

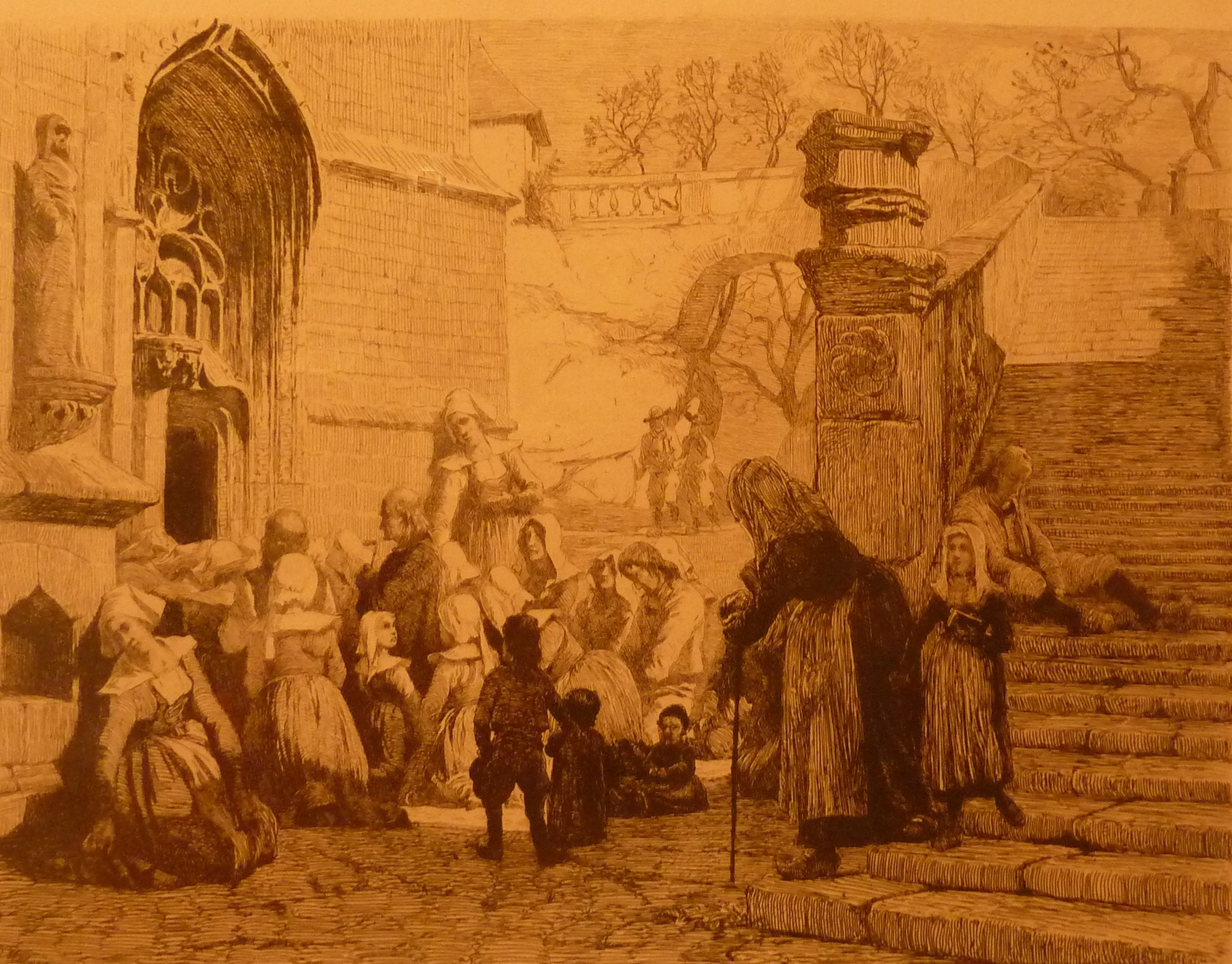
Otto Weber : Pardon breton près Le Faouët (1864, eau-forte, Musée du Faouët).
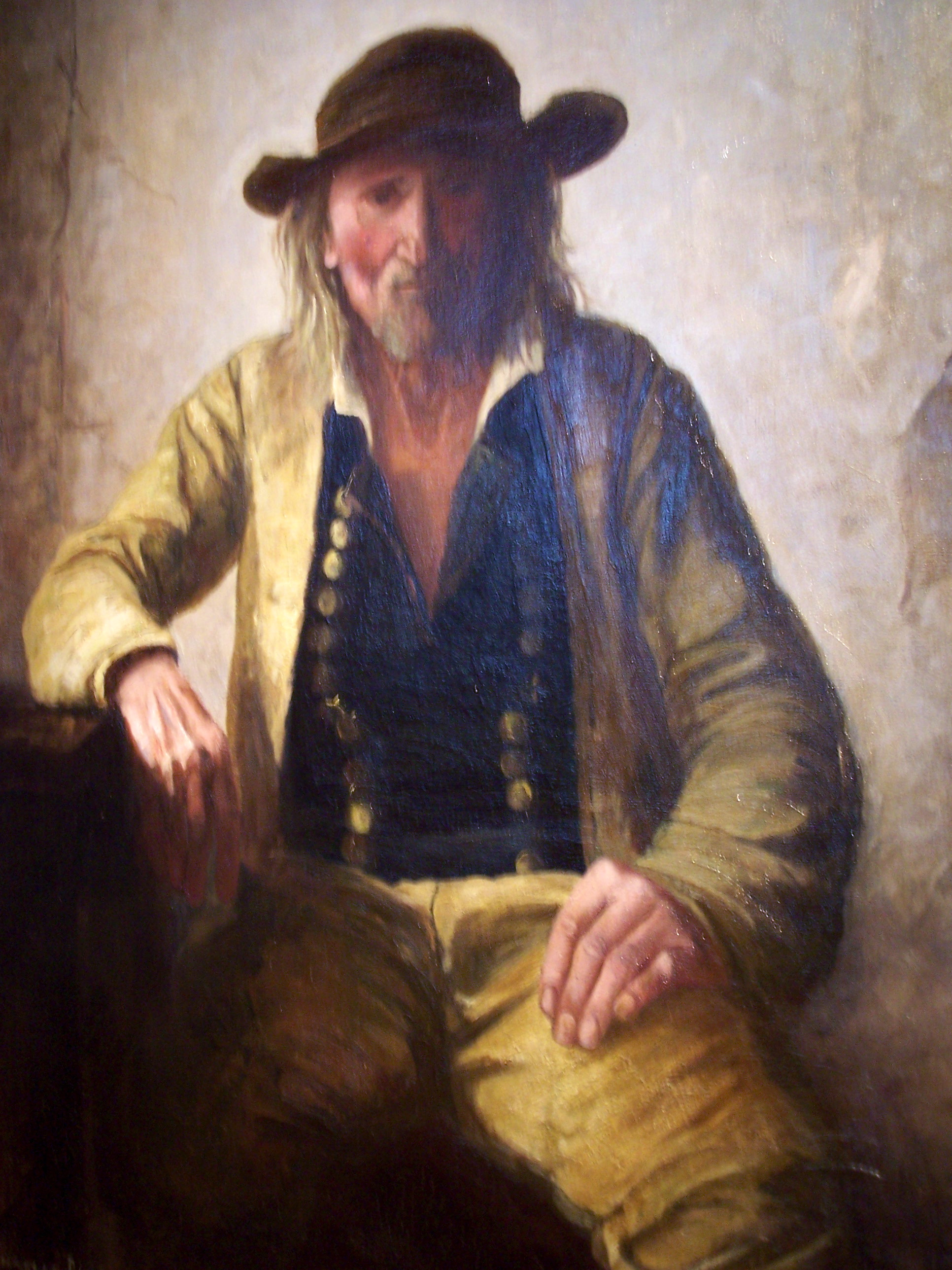
Charles Rivière : Homme du Faouët ou Breton (1910, huile sur toile, Musée du Faouët) 1.
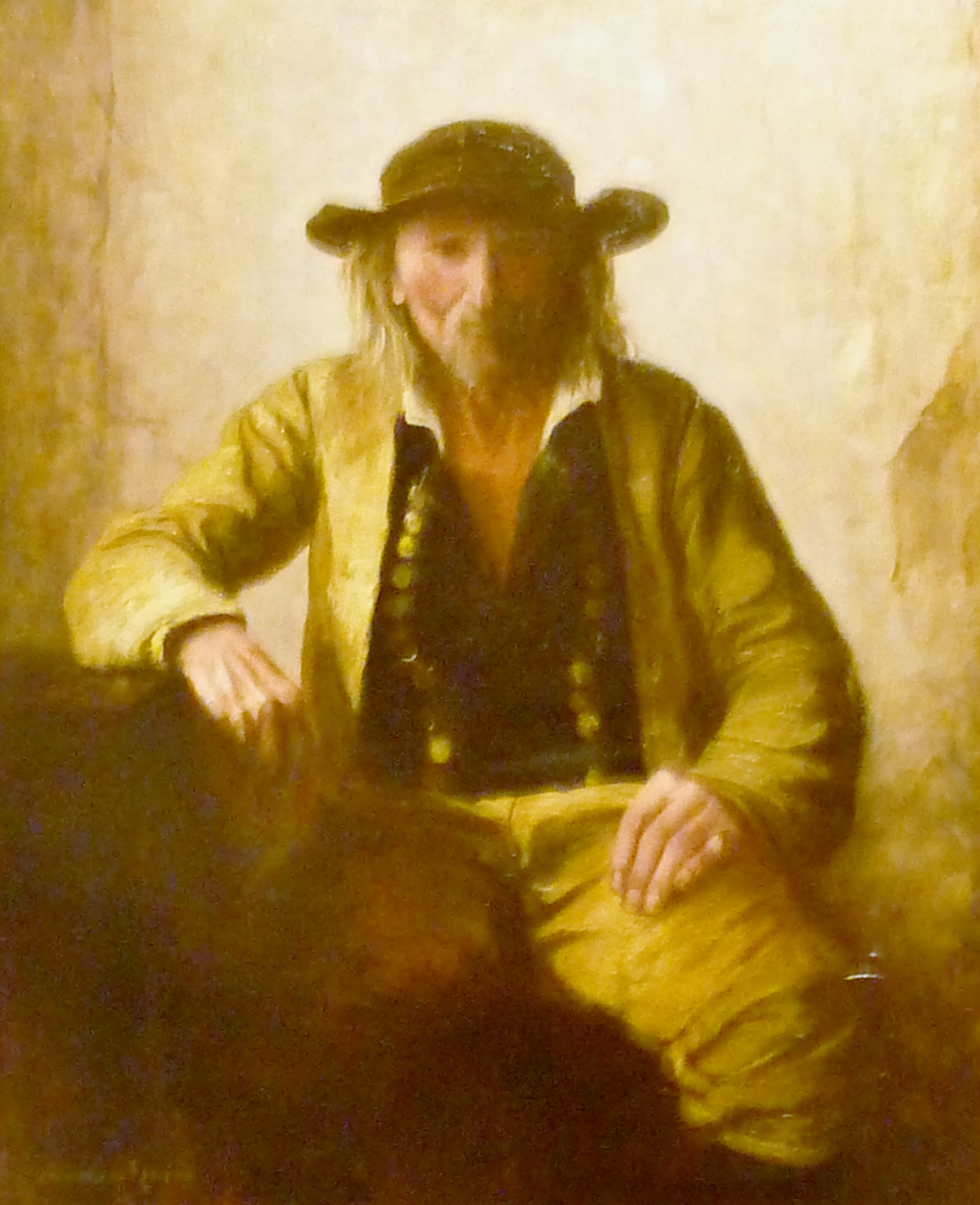
Charles Rivière : Homme du Faouët ou Breton 2 (1910, huile sur toile, Musée du Faouët) 2.
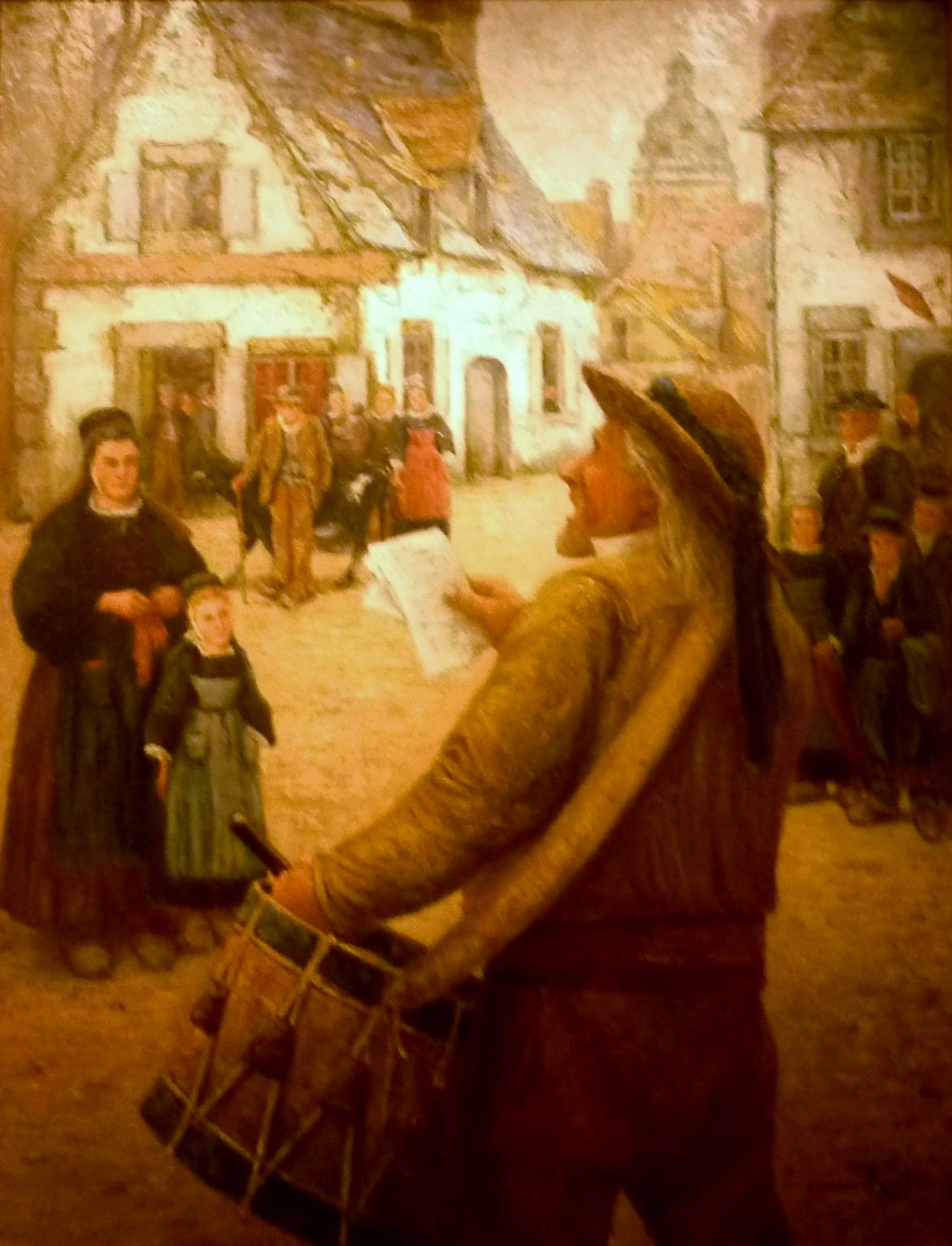
Charles Rivière : Le tambour de ville (1914, Musée du Faouët).
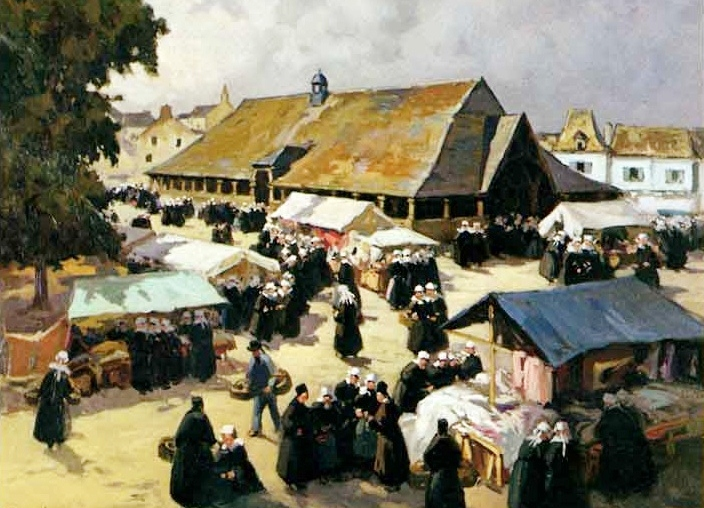
Henri Barnoin : Jour de marché au Faouët.
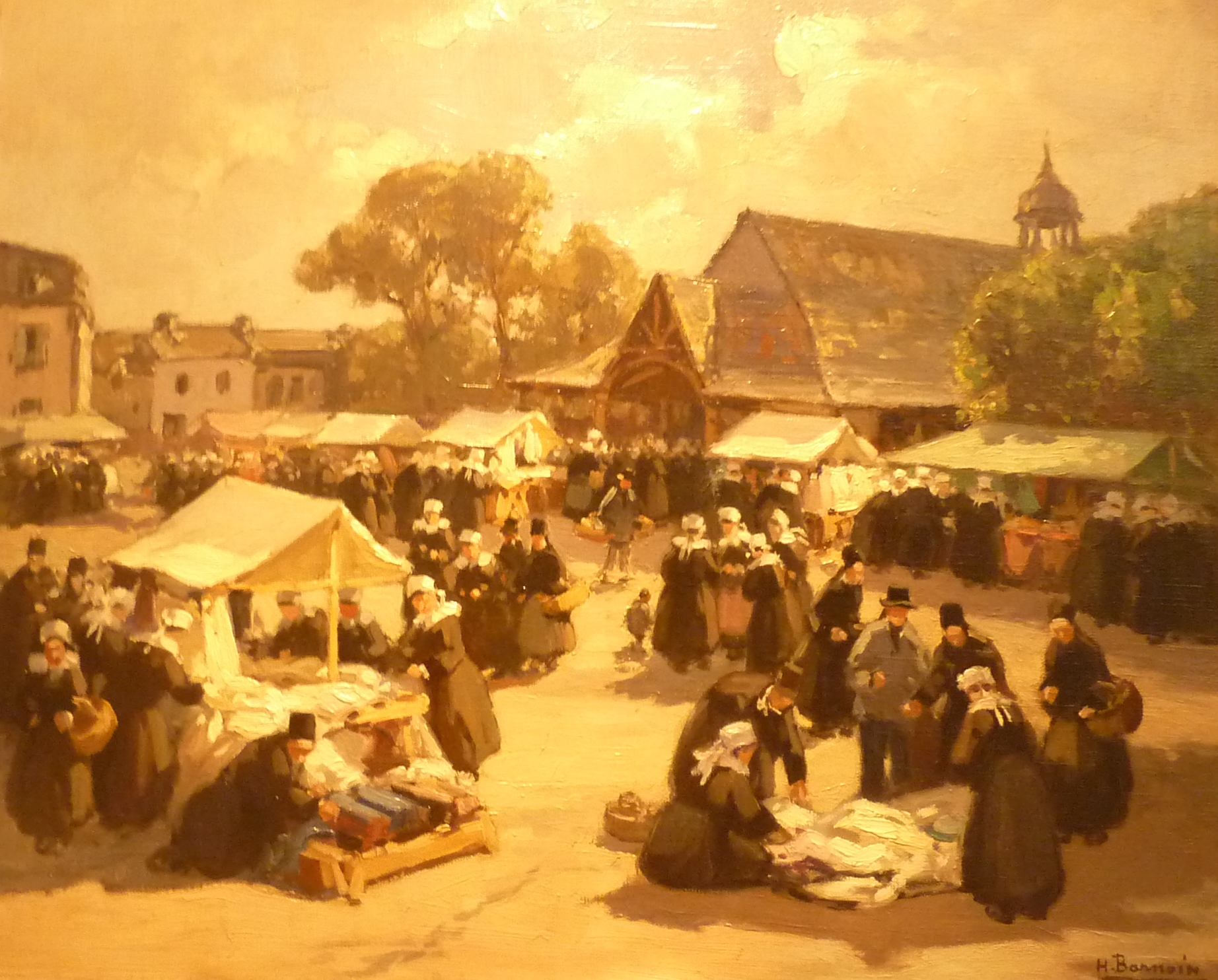
Henri Barnoin : Le marché aux étoffes du Faouët (Musée du Faouët).
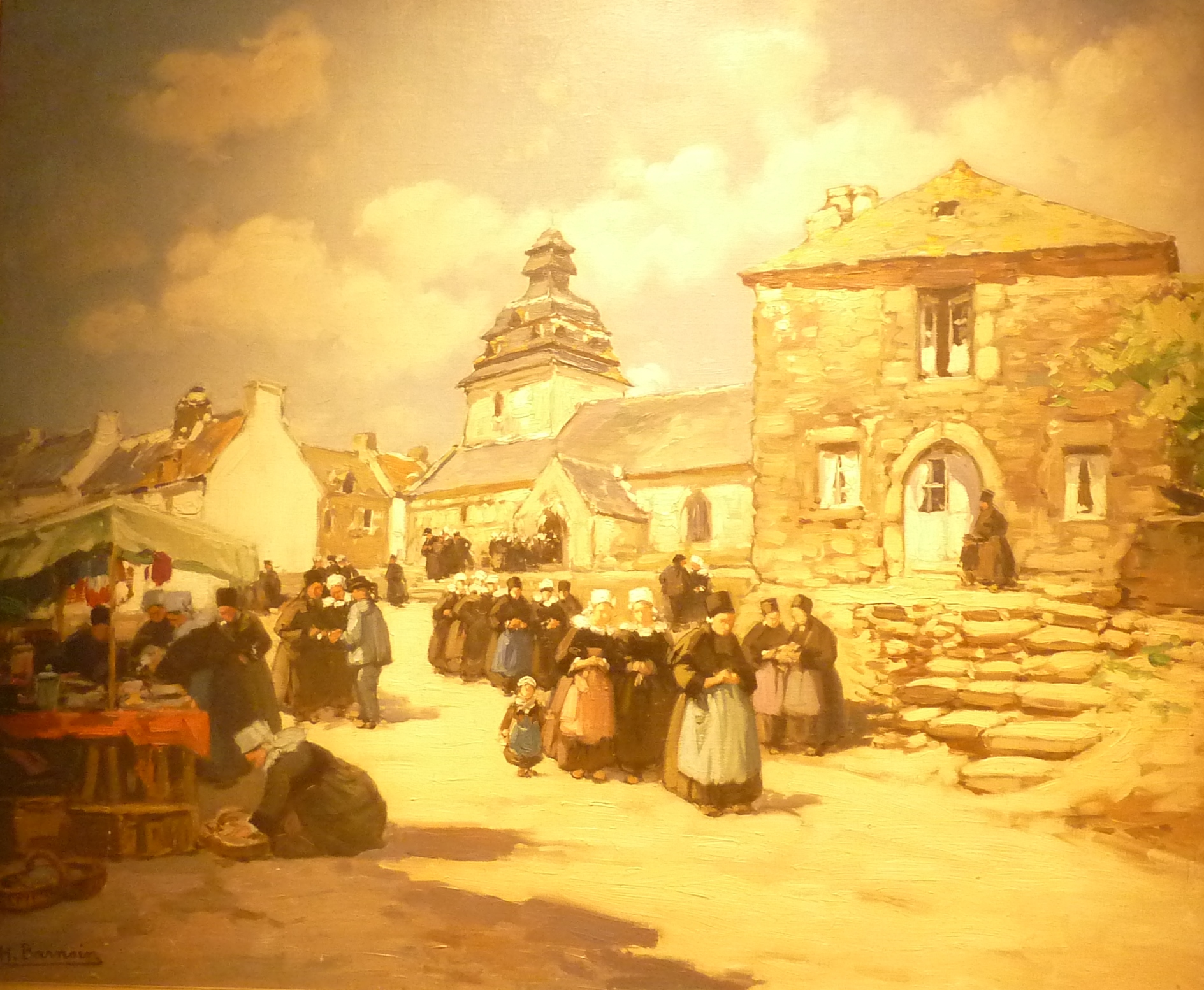
Henri Barnoin : Sortie de messe au Faouët (vers 1928, Musée du Faouët).
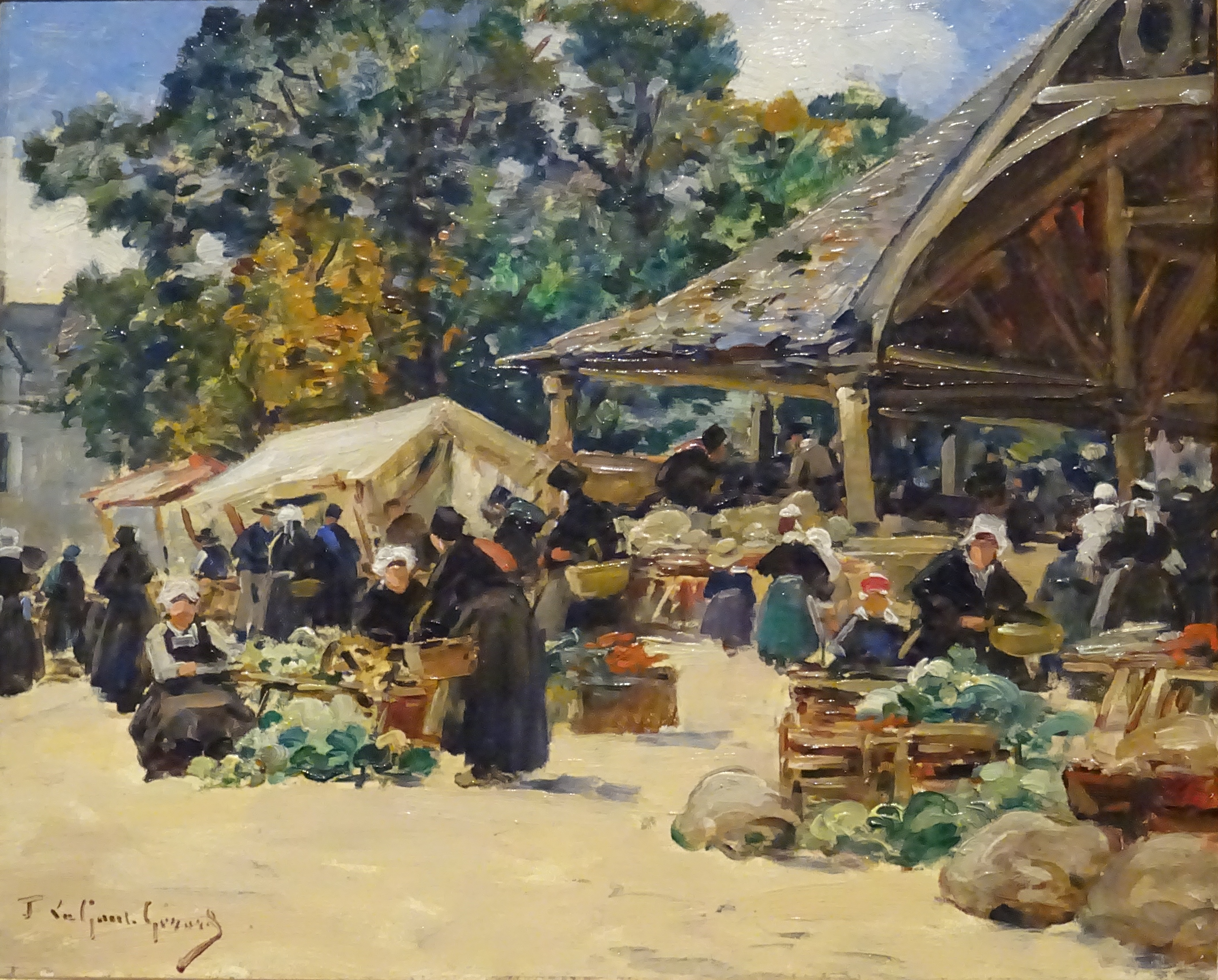
Fernand Legout-Gérard ː Marché au Faouët.
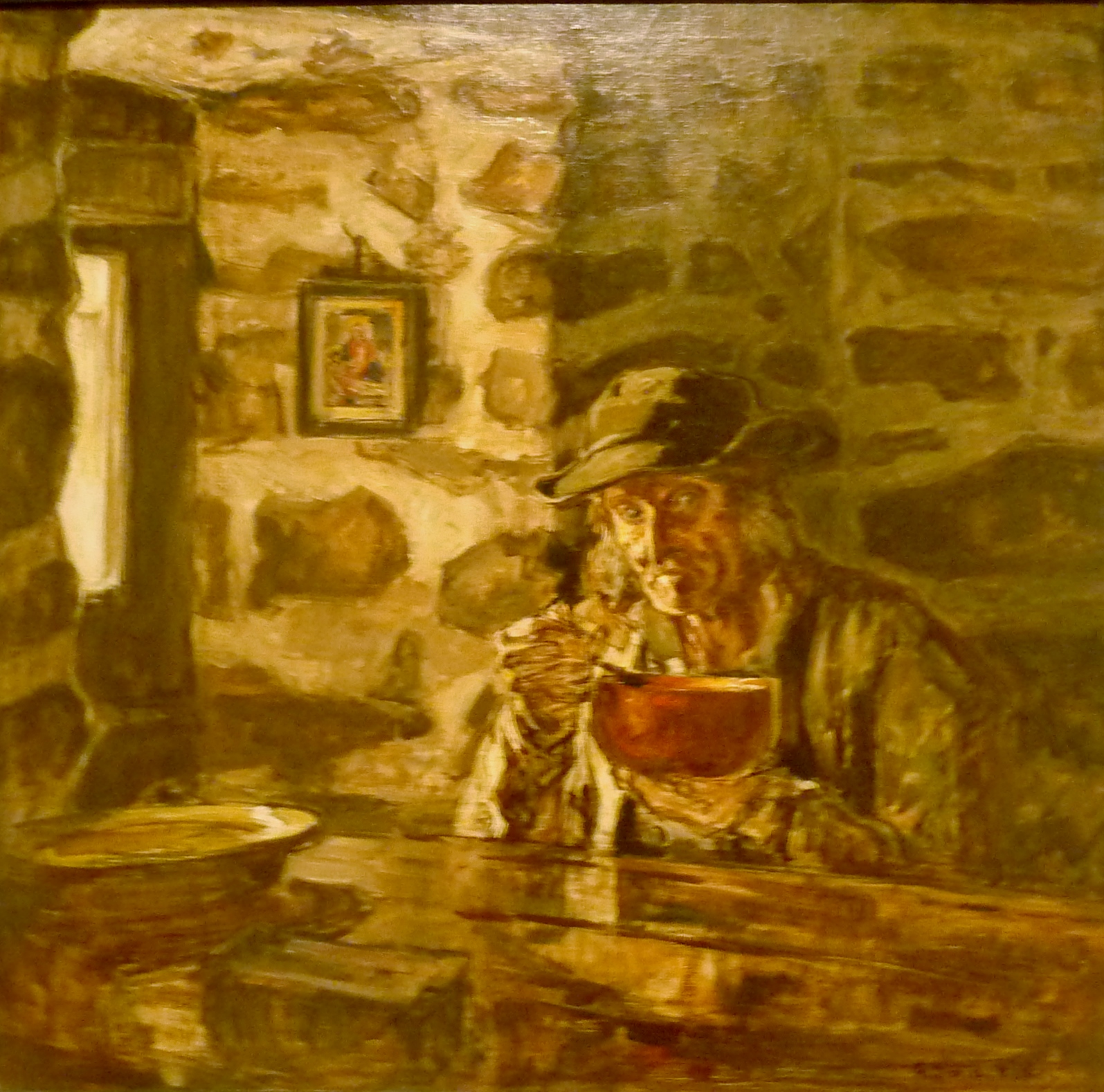
Germain David-Nillet : Un vieux chouan ou Breton à table (vers 1906, huile sur toile, Musée du Faouët).
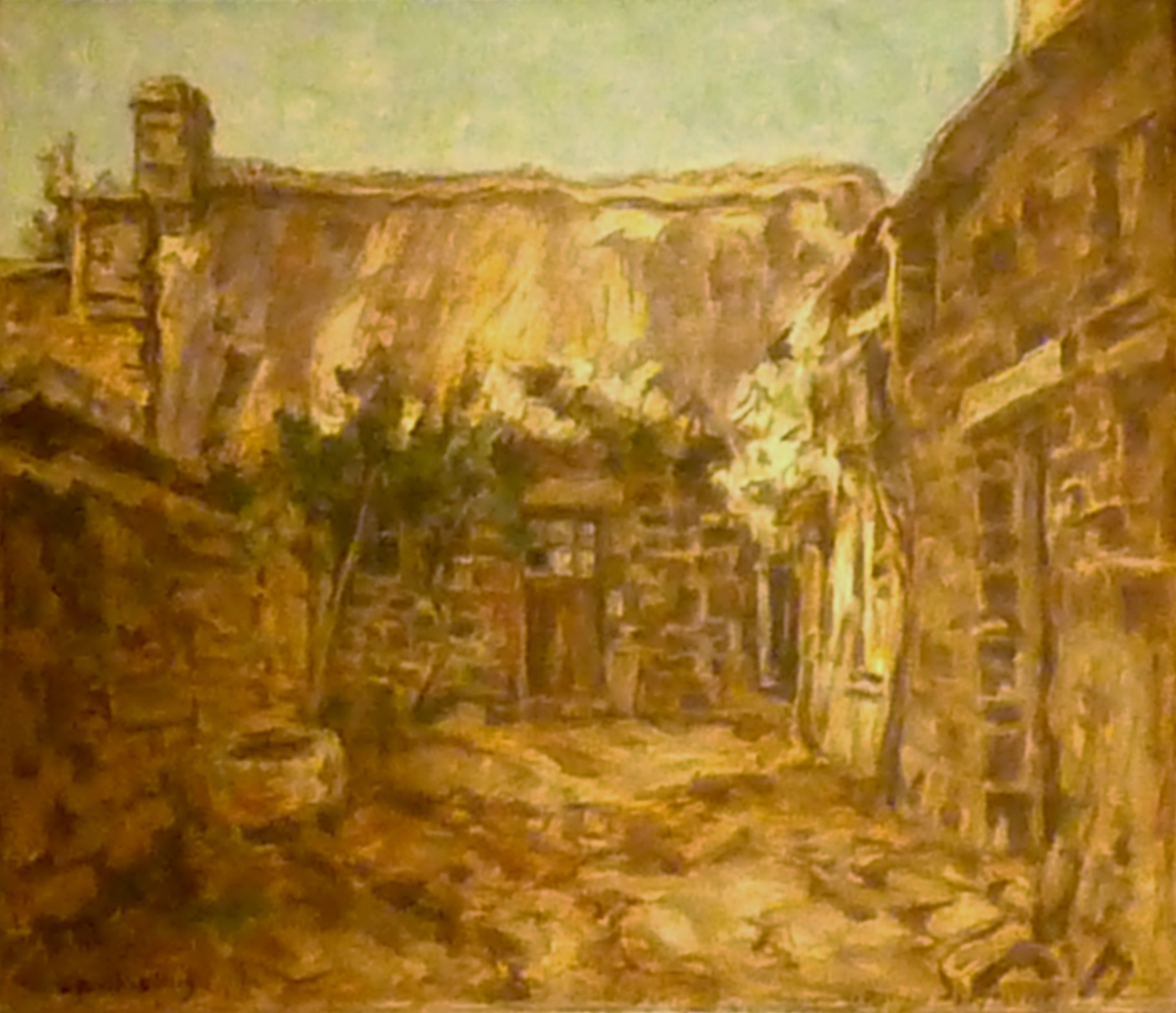
Germain David-Nillet : La maison de Marion du Faouët (vers 1913, huile sur toile, Musée du Faouët).
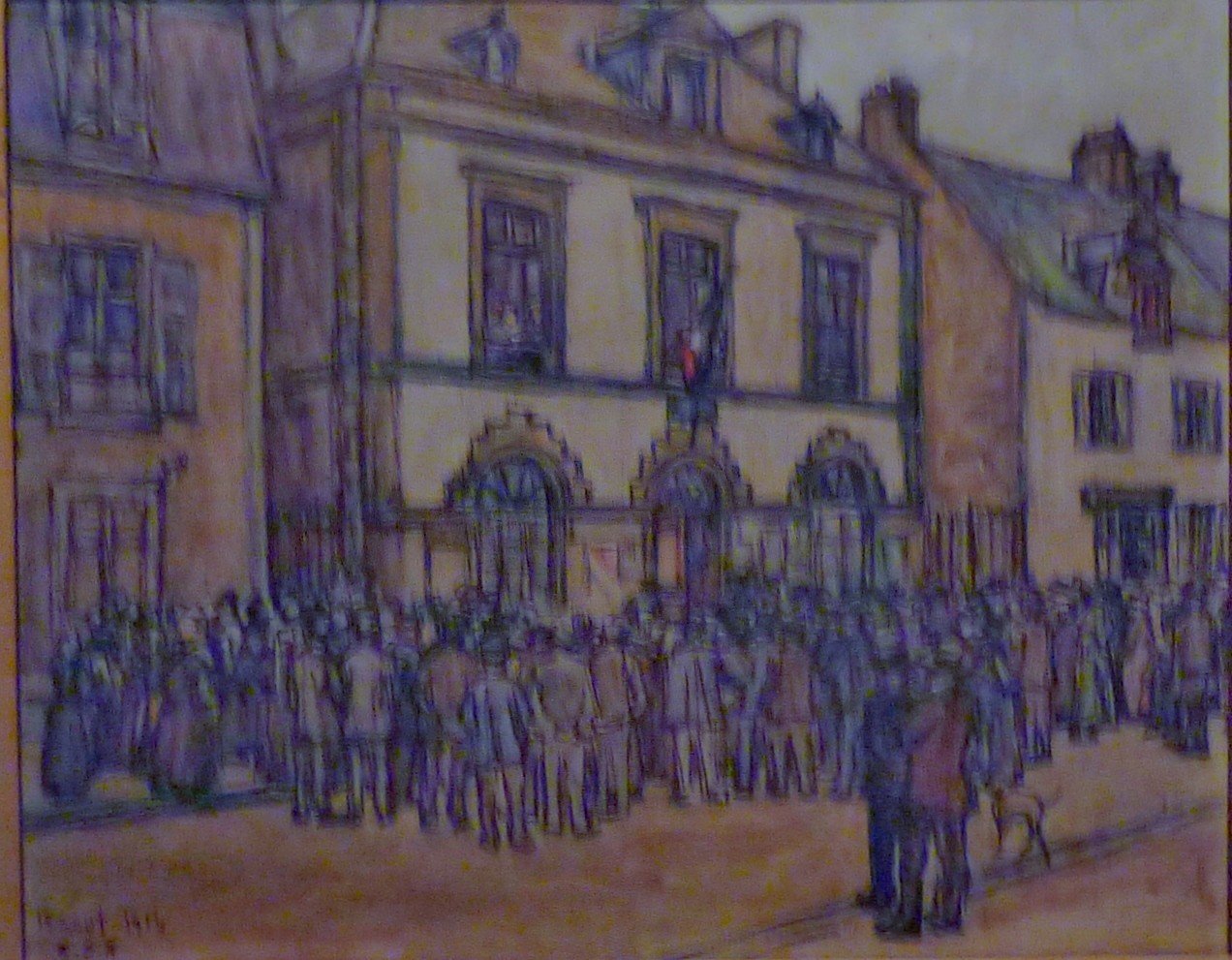
Germain David-Nillet (1861-1932) : Rassemblement devant la mairie du Faouët (15 août 1914, lecture d'un communiqué) (huile sur toile, Musée du Faouët).
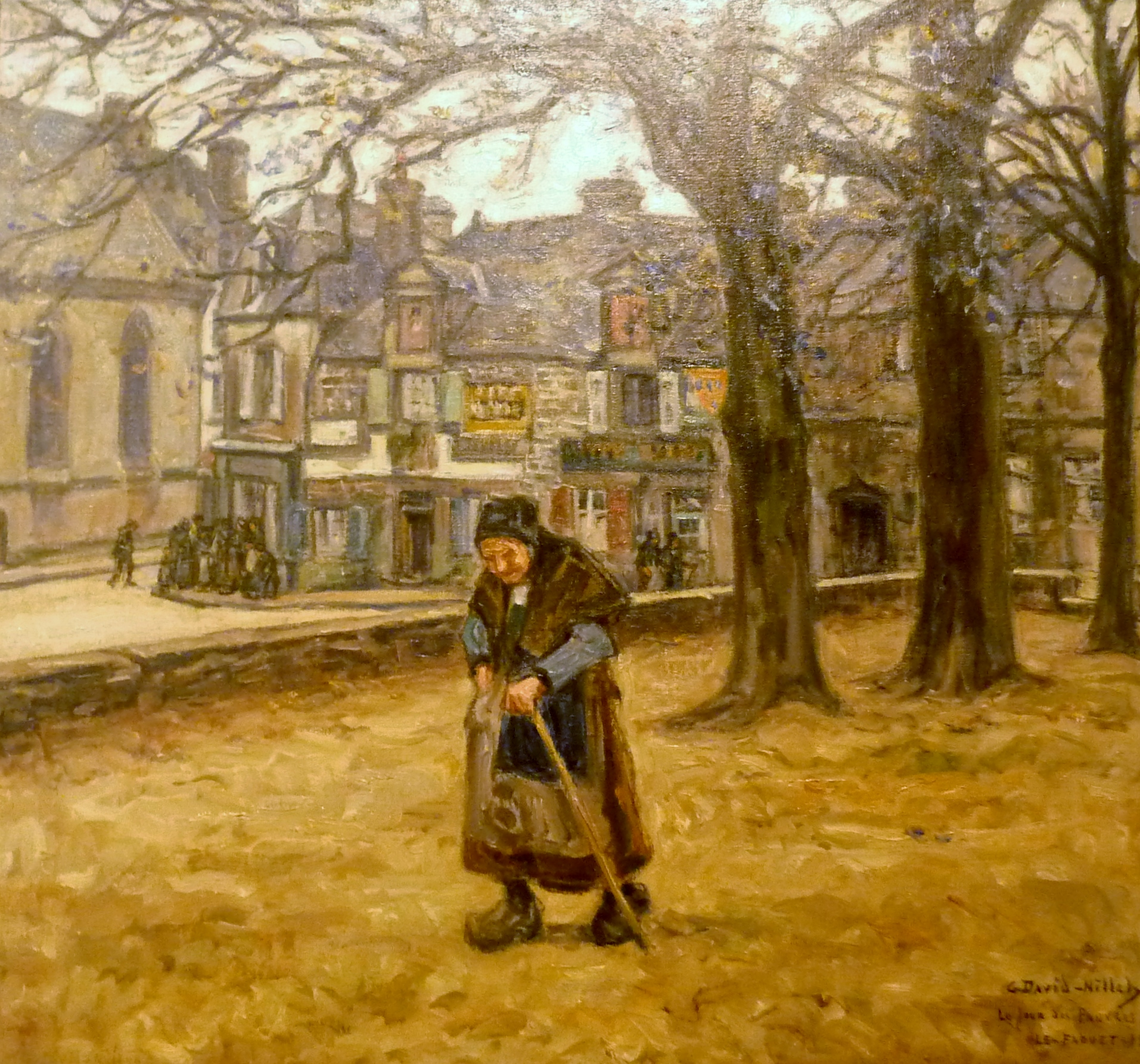
Germain David-Nillet : Le jour des pauvres (1920, huile sur toile, Musée du Faouët).
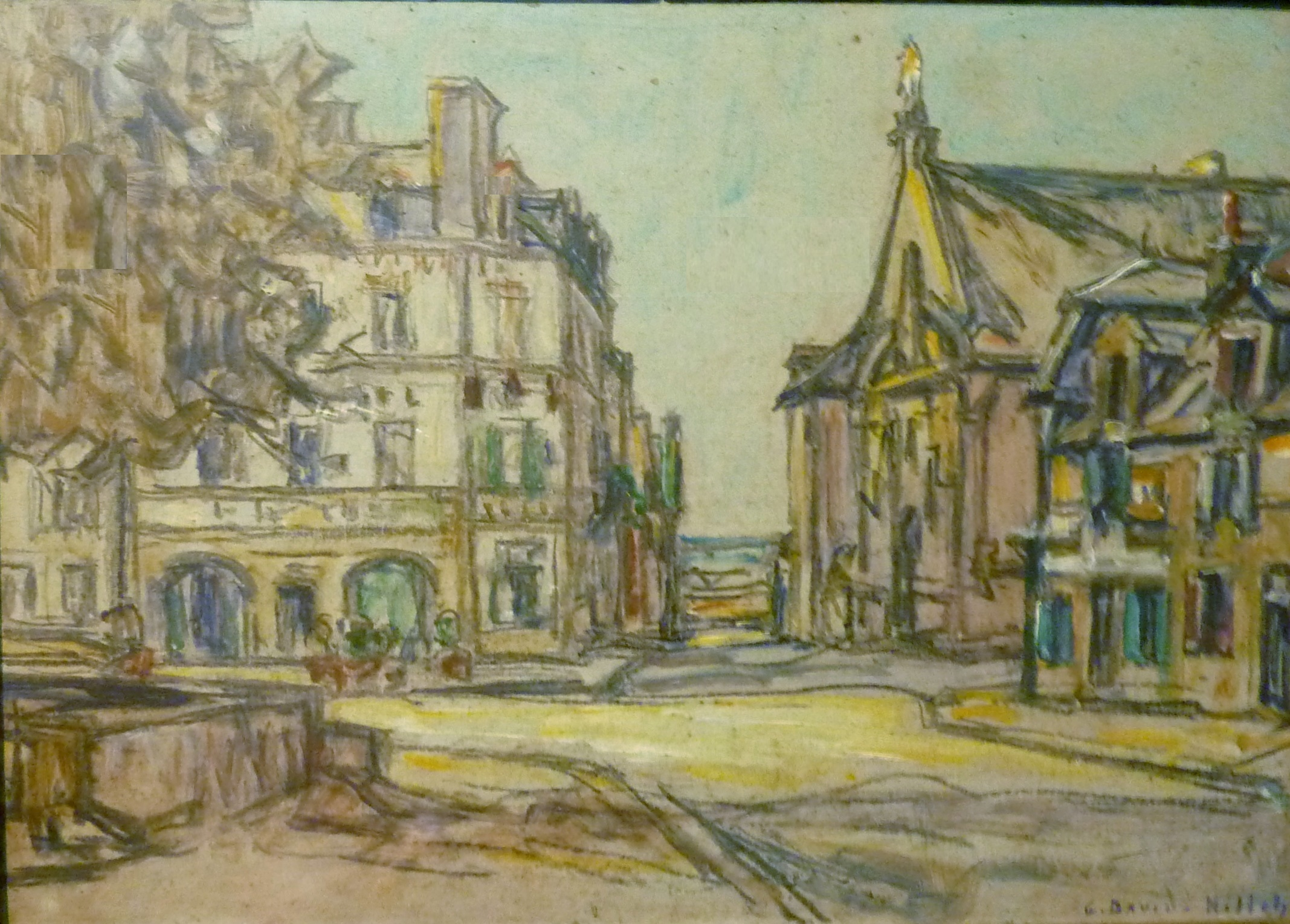
Germain David-Nillet : La Chapelle des Ursulines et l'Hôtel du Lion d'Or (huile et fusain sur panneau, Musée du Faouët).
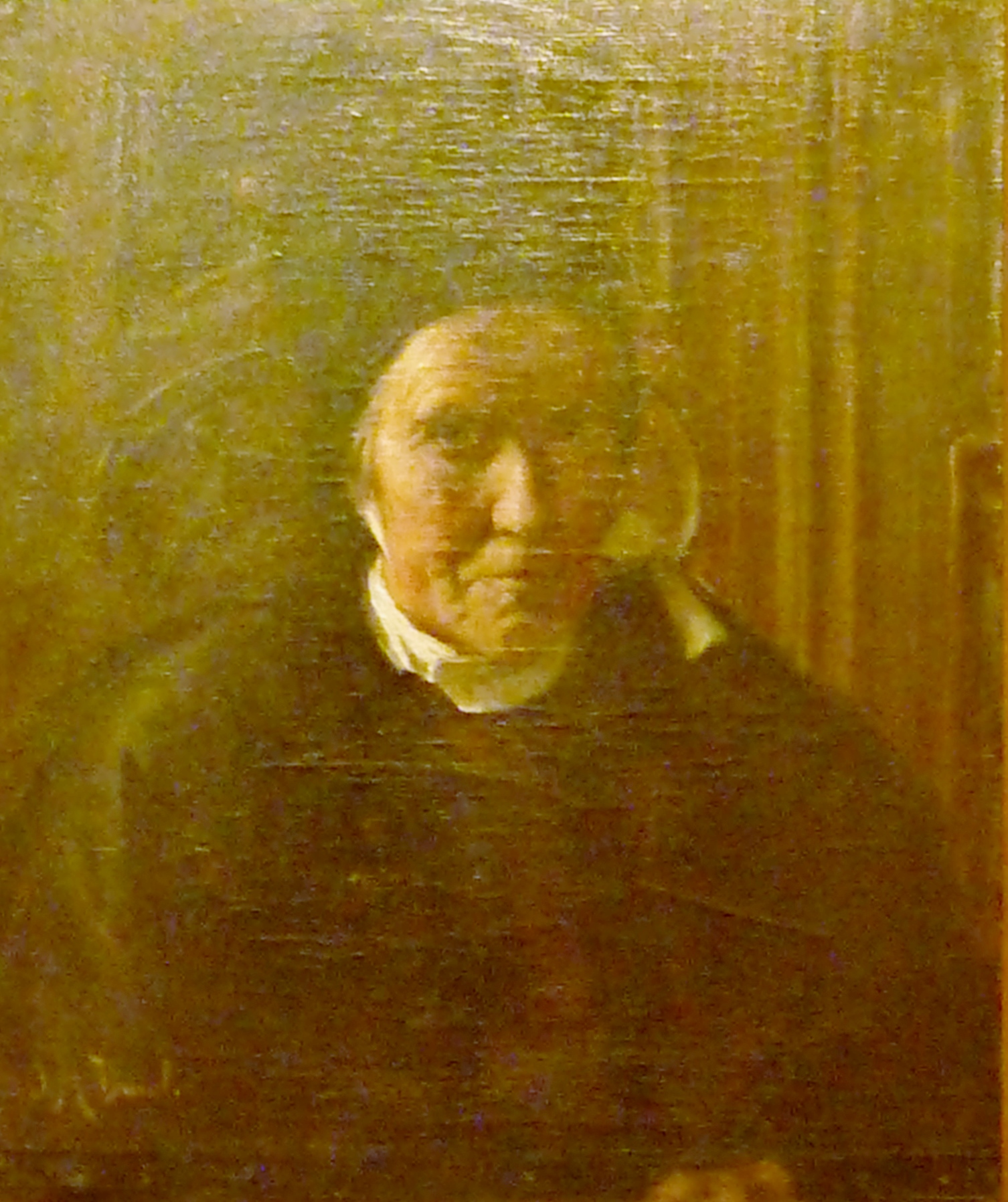
Jean-Maurice Duval (1871-1926) : Vieille bretonne du Faouët (1913, huile sur toile, Musée du Faouët).
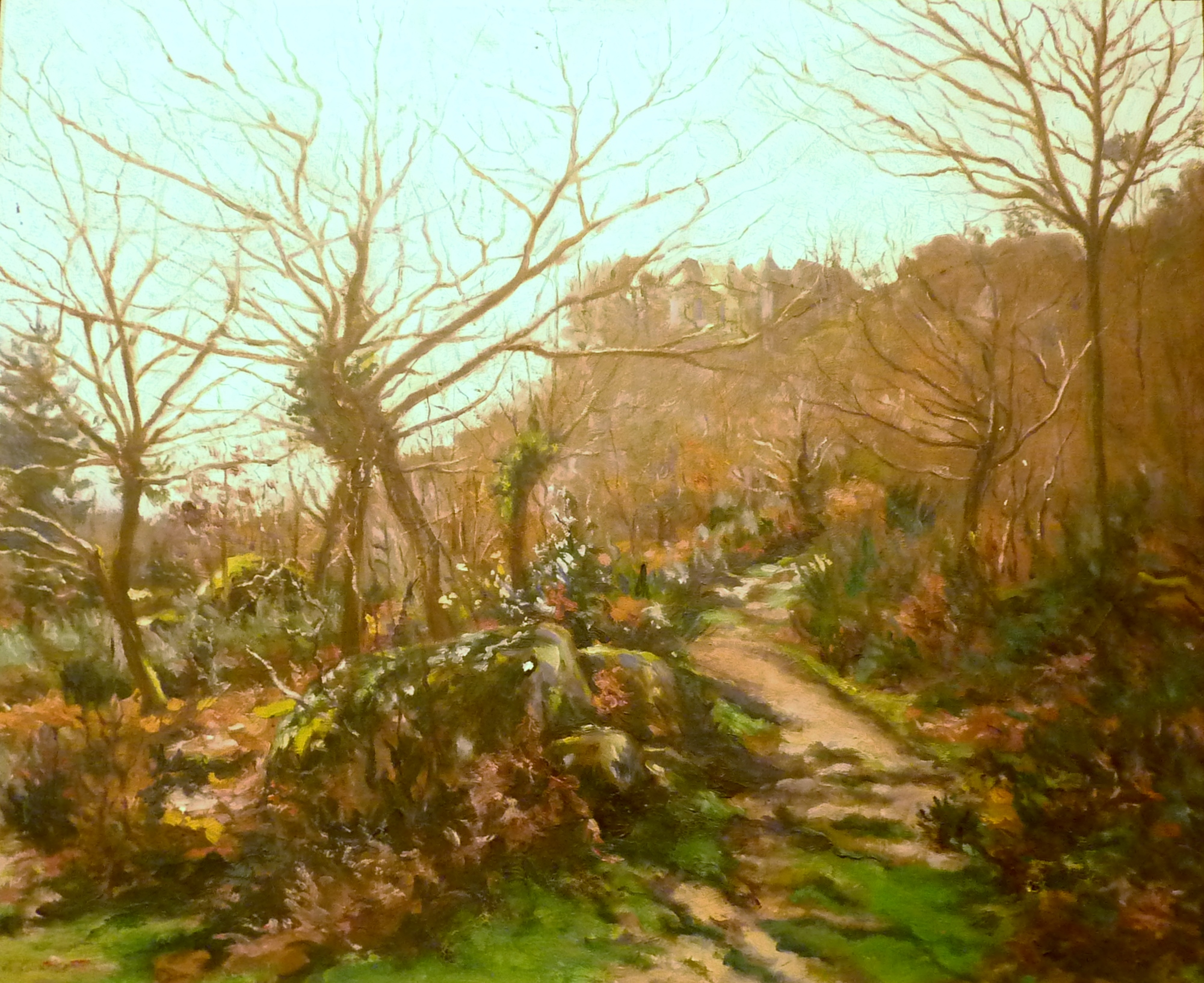
Alphonse Le Leuxhe (1880-1914) : Le chemin de Sainte-Barbe [au Faouët] (huile sur toile, vers 1914, Musée du Faouët).
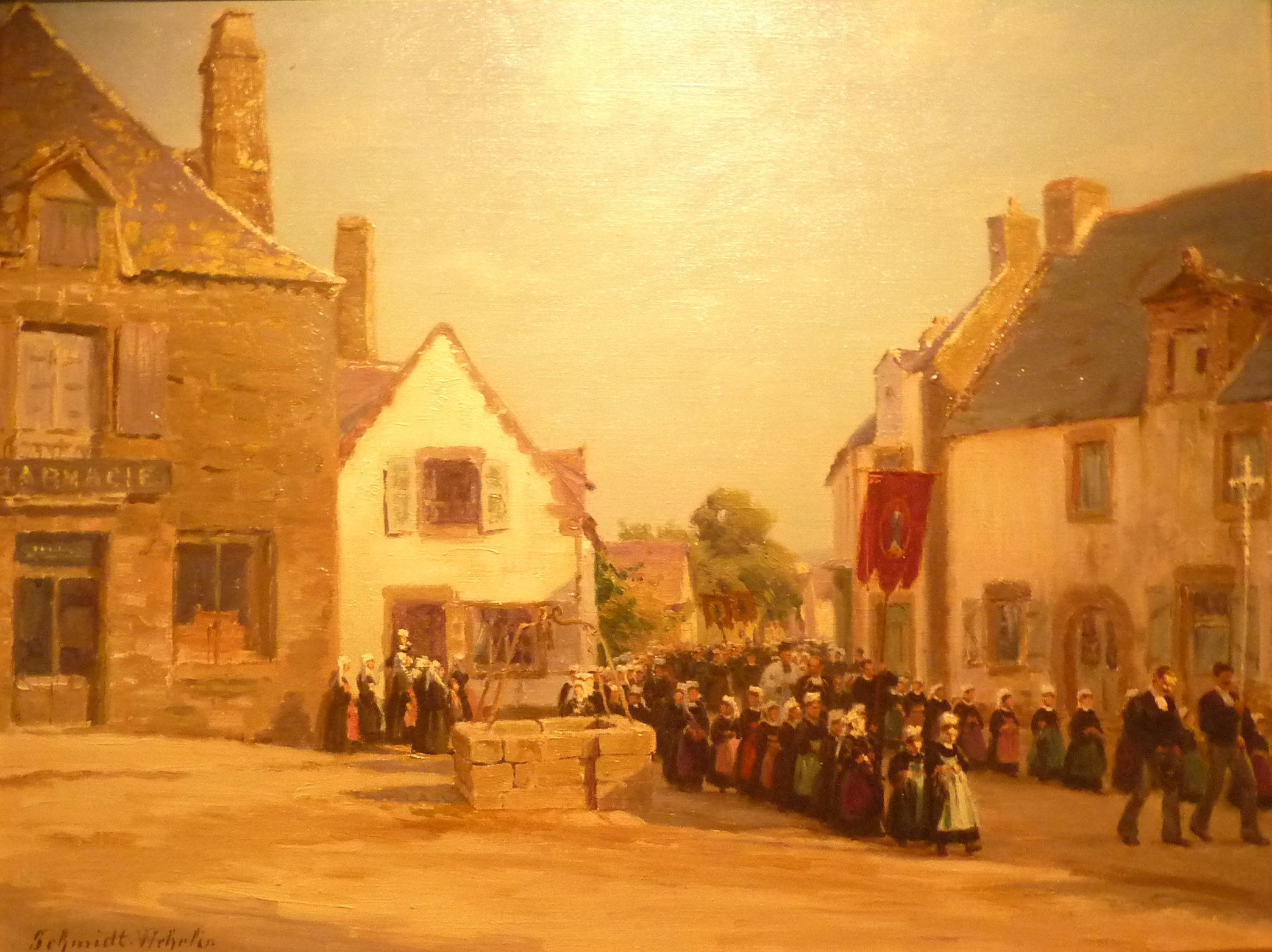
Émile Shmidt-Wehrlin (1890-1925) : Procession au Faouët (vers 1910, Musée du Faouët).
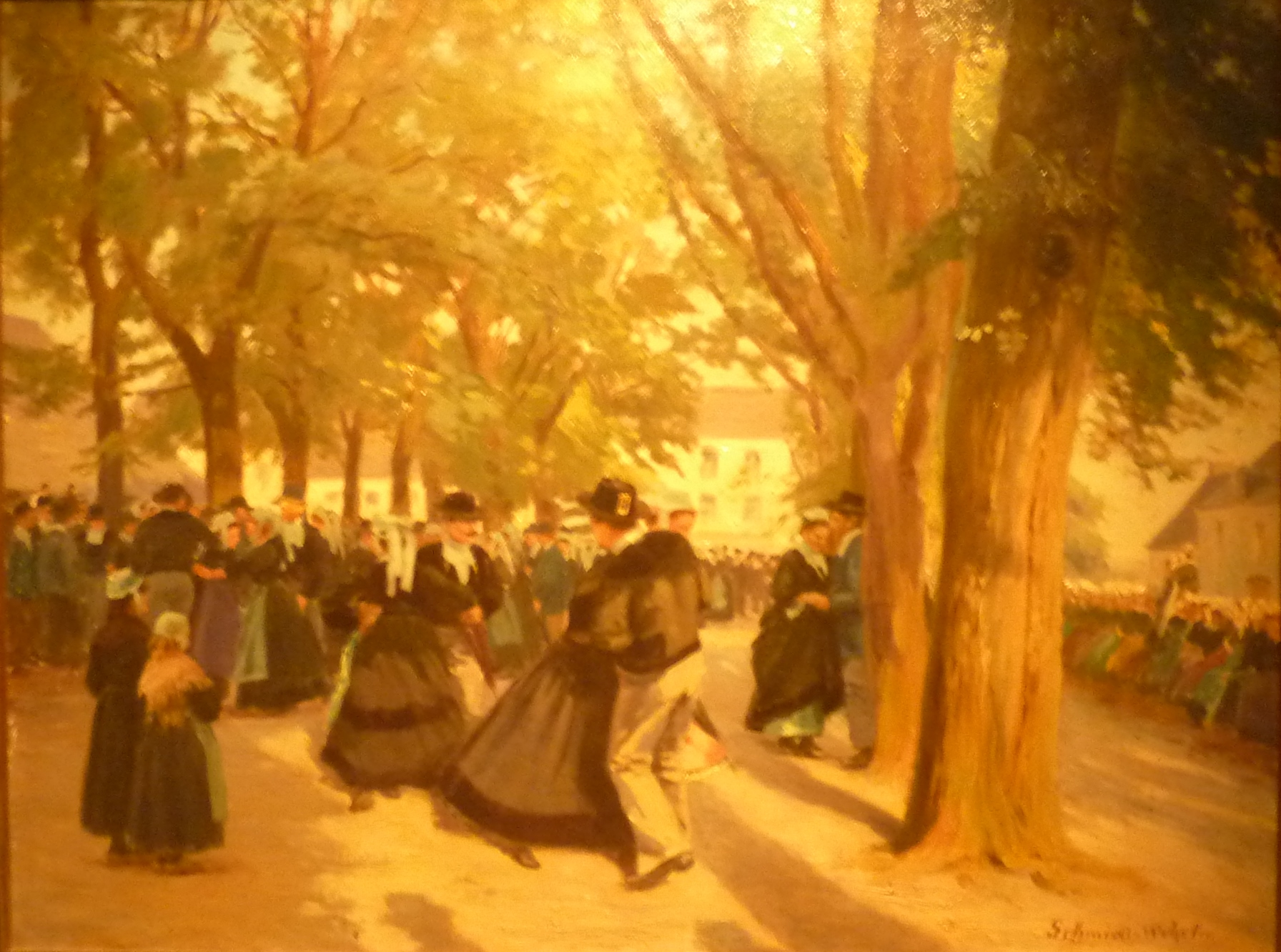
Émile Shmidt-Wehrlin : La danse au Faouët (vers 1913, Musée du Faouët).
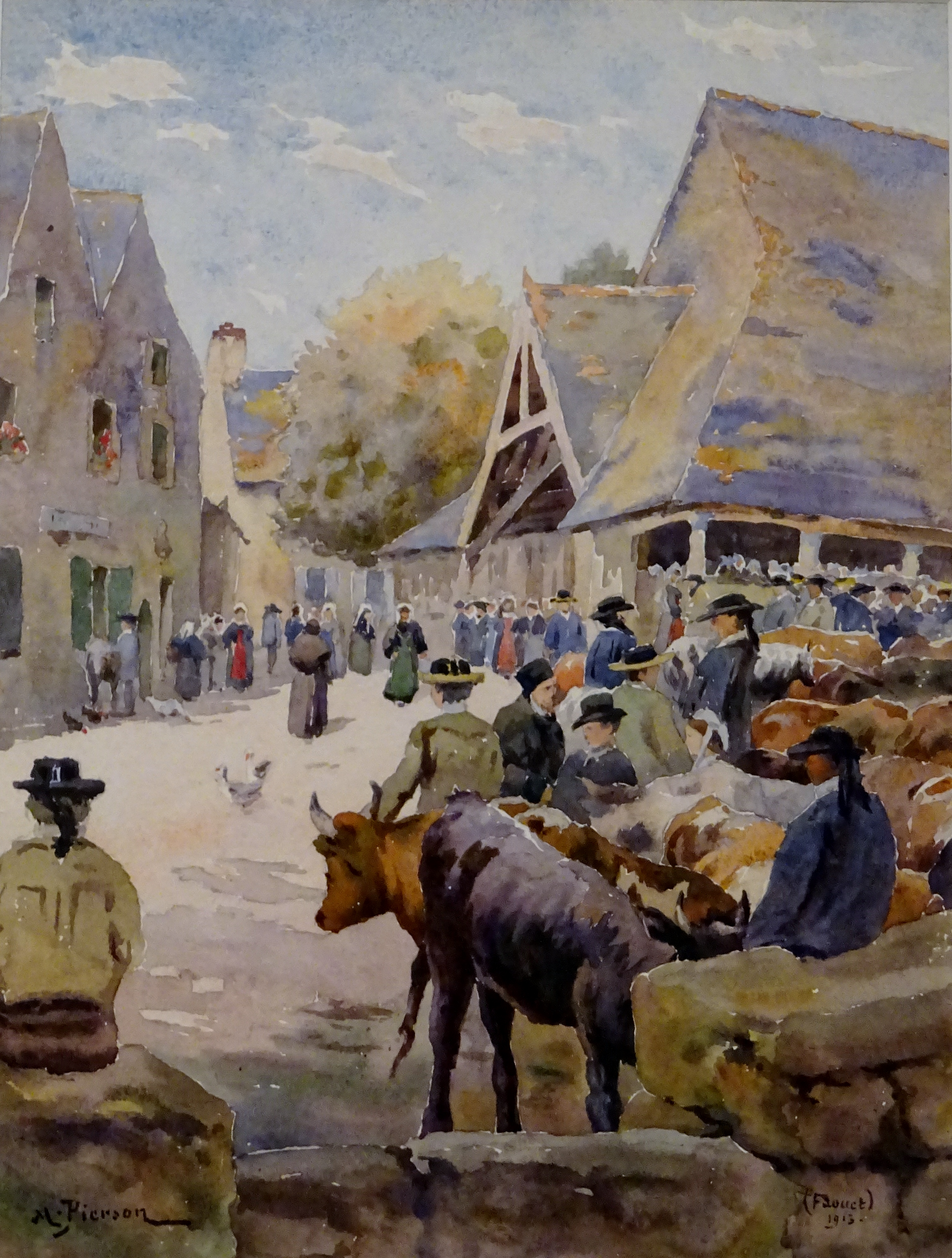
Albert-Léopold Pierson ː Le Faouët, un jour de marché (1913, crayon et aquarelle sur papier, musée du Faouët).
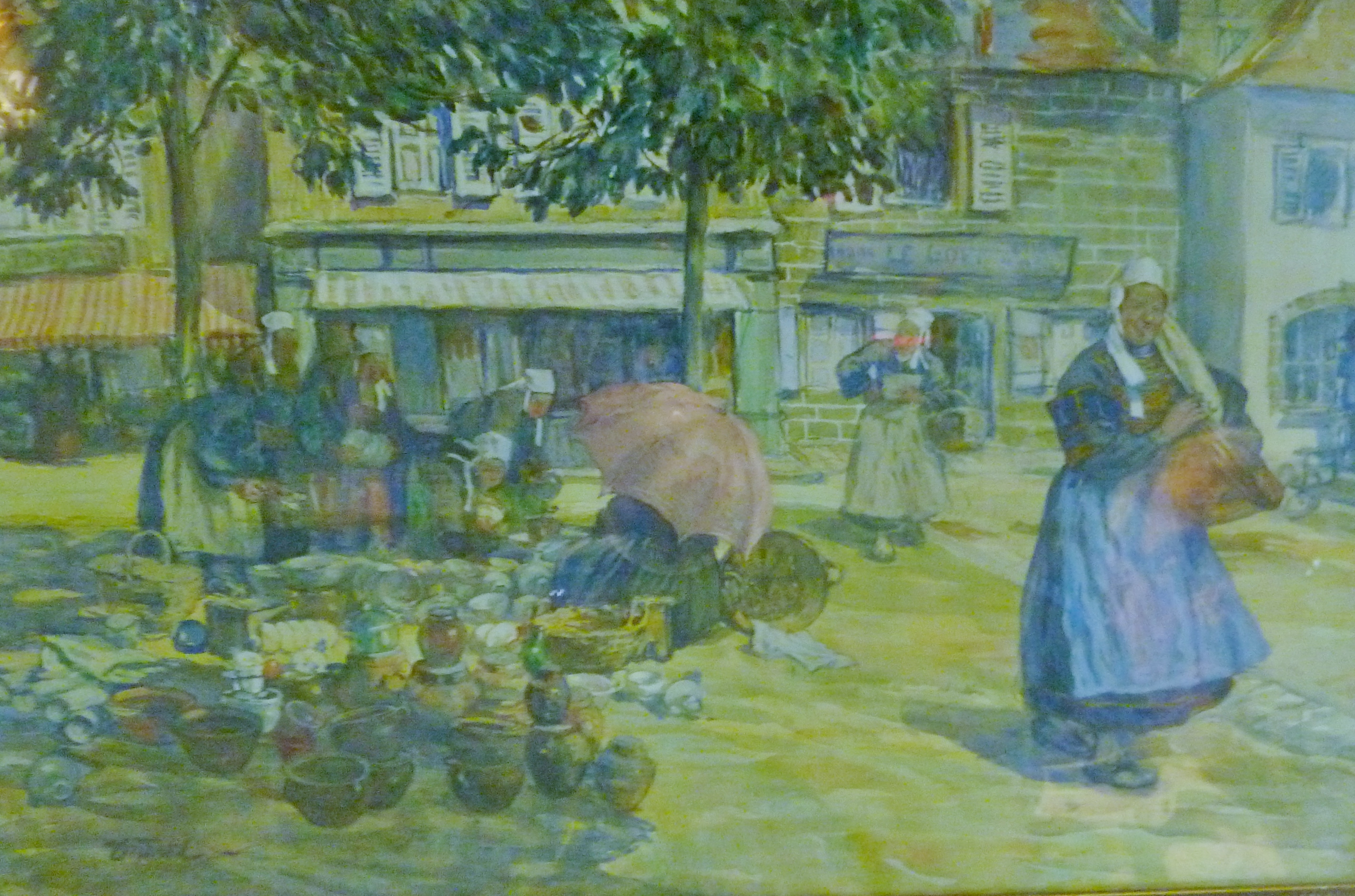
Frédéric Drésel (1877-1912) : Marché aux faïences au Faouët (aquarelle, Musée du Faouët).
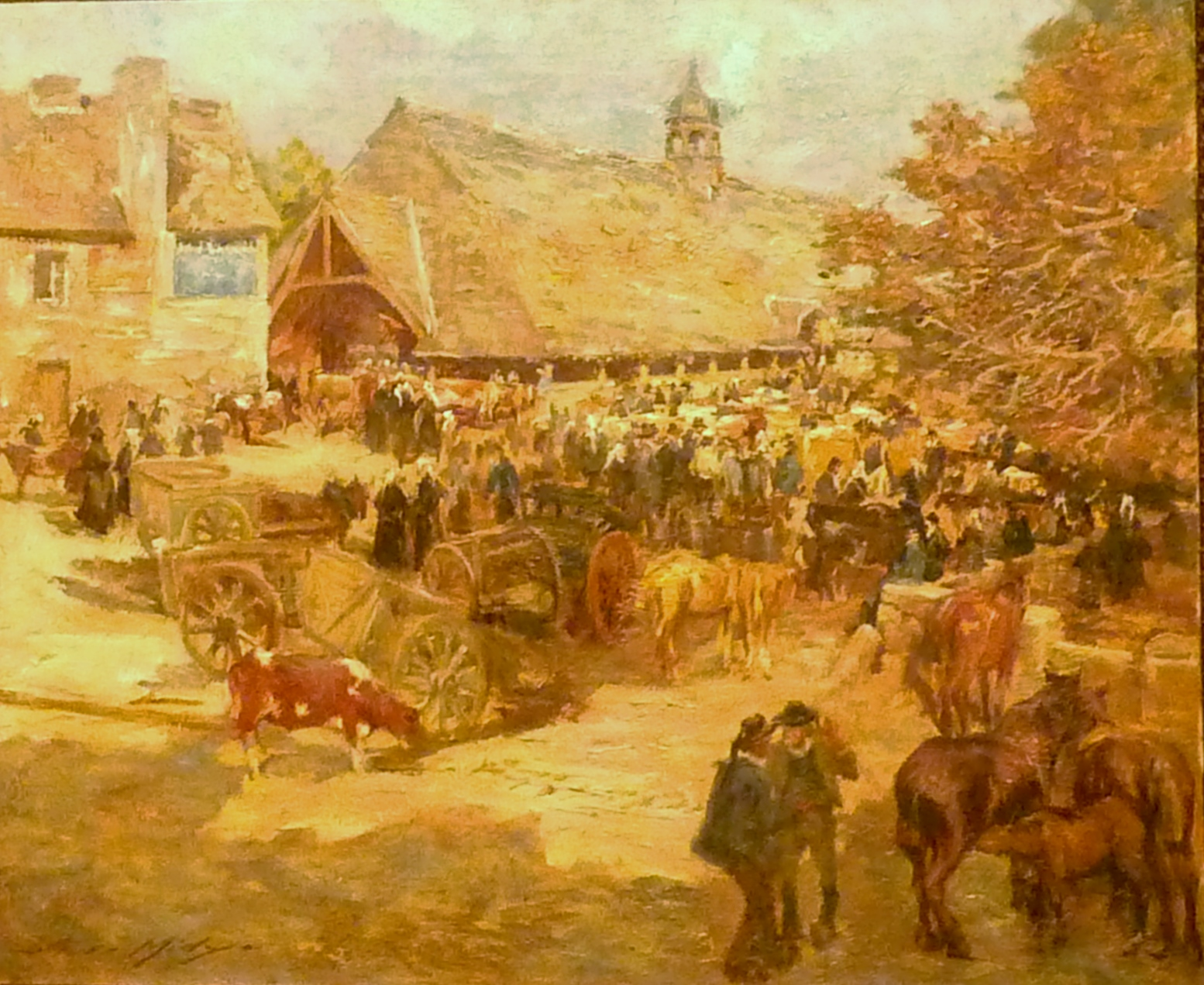
Arthur Midy : Effet du soleil, un jour de foire [au Faouët] (vers 1913, huile sur toile, Musée du Faouët).
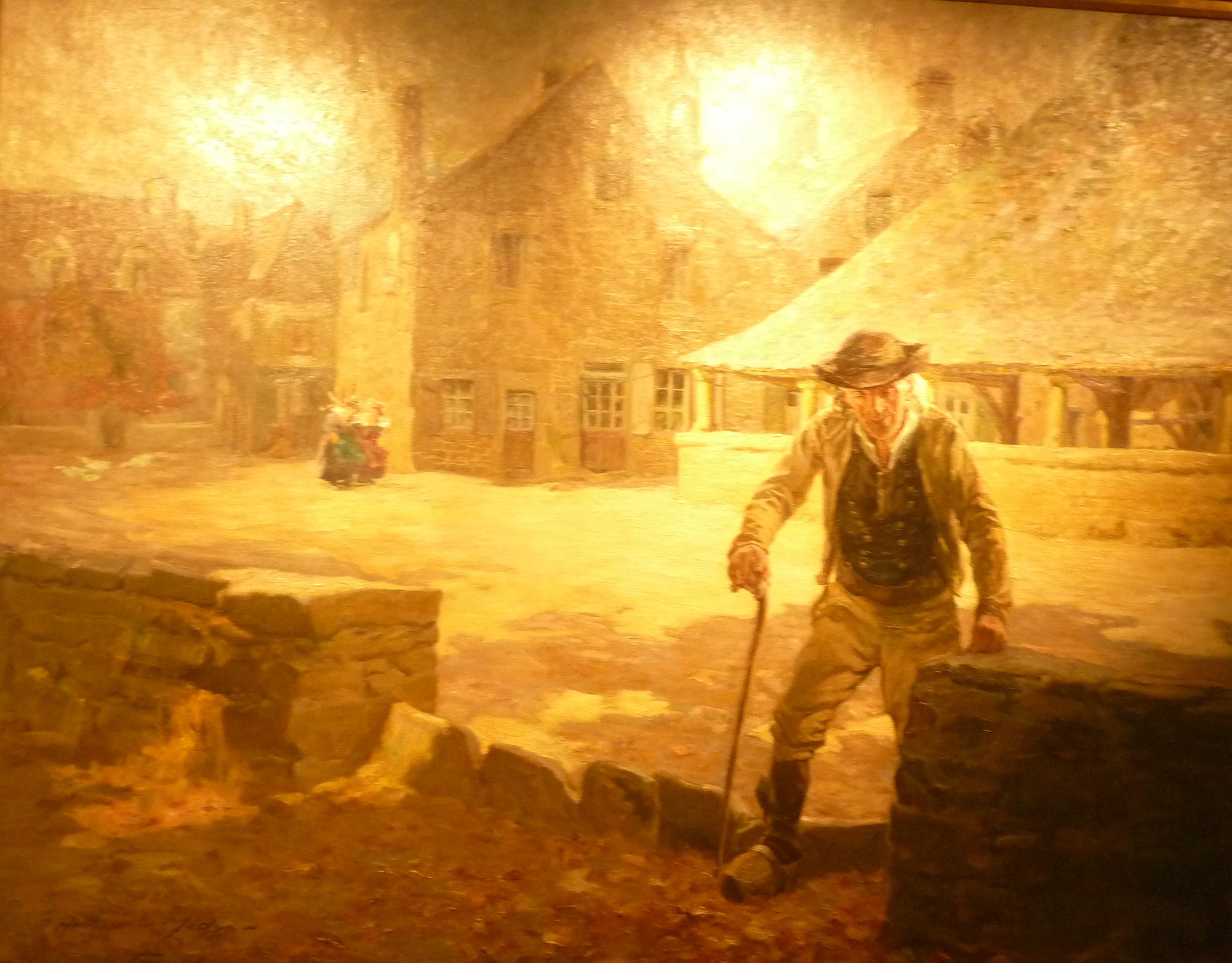
Arthur Midy : Vieux breton Place des Halles Le Faouët (1914, Musée du Faouët).
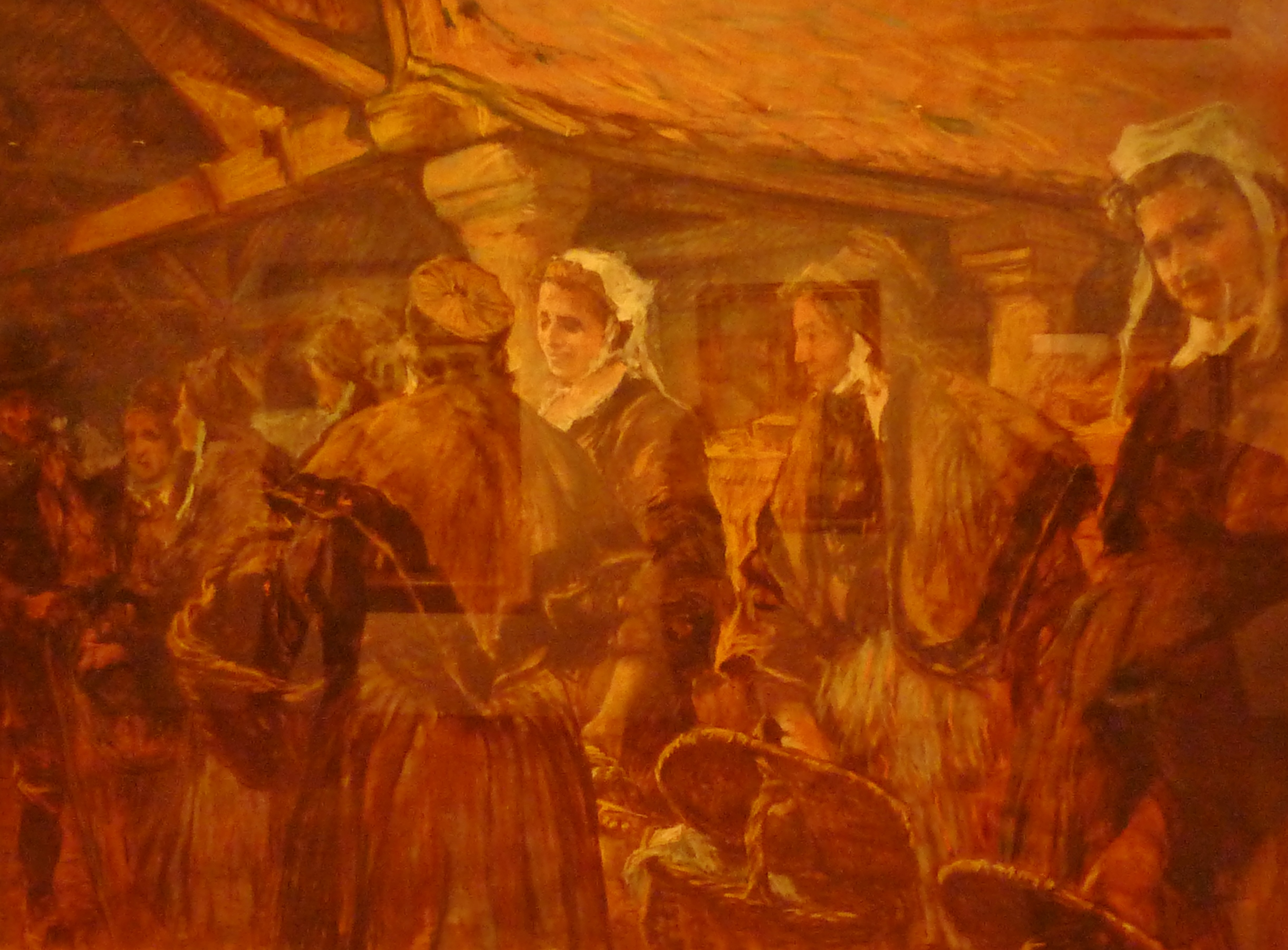
Arthur Midy : Femmes au marché du Faouët (vers 1936, Musée du Faouët).
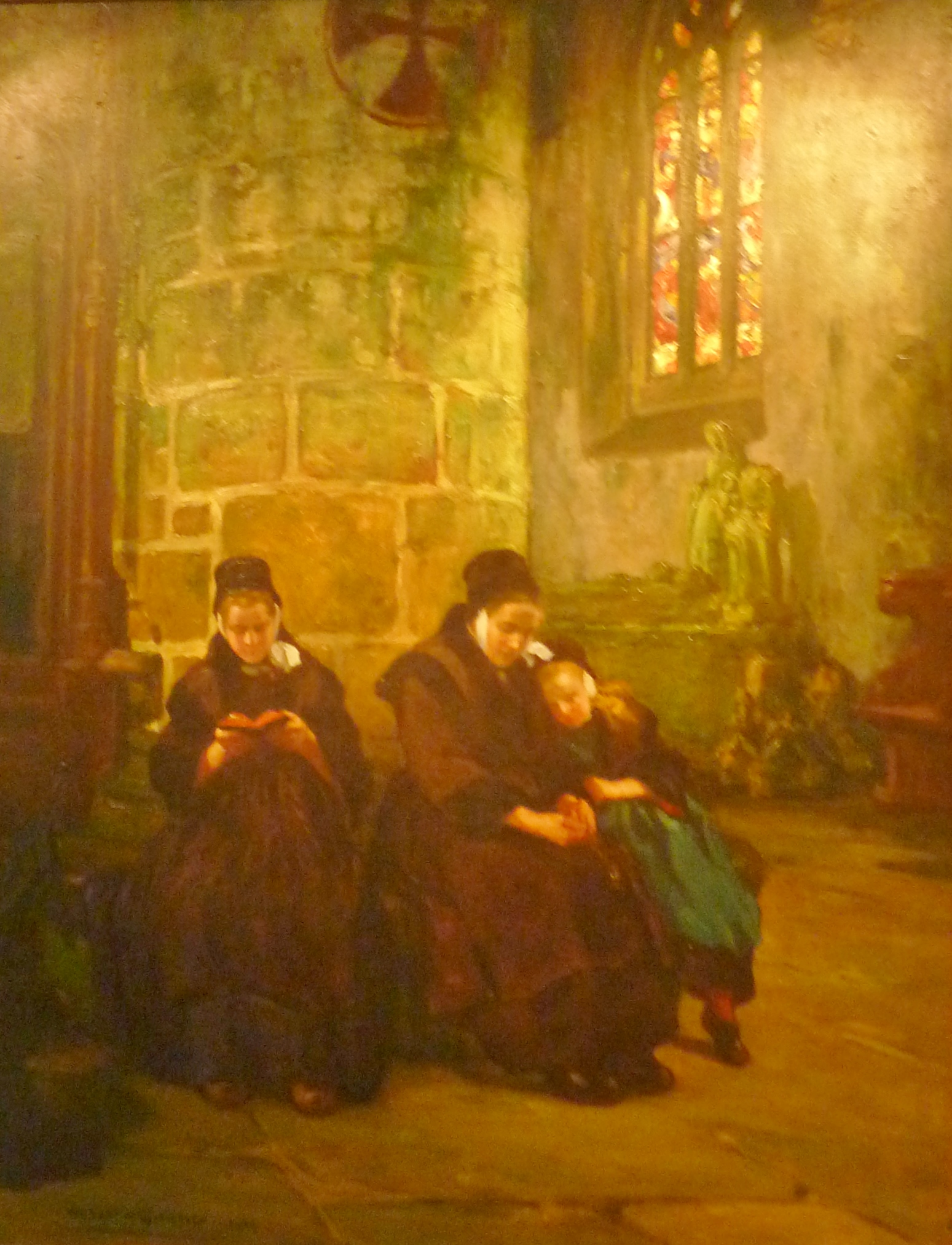
Jean Hubert-Gautier (1872-1930) : Le repos Chapelle Saint-Fiacre Le Faouët (1915, Musée du Faouët).
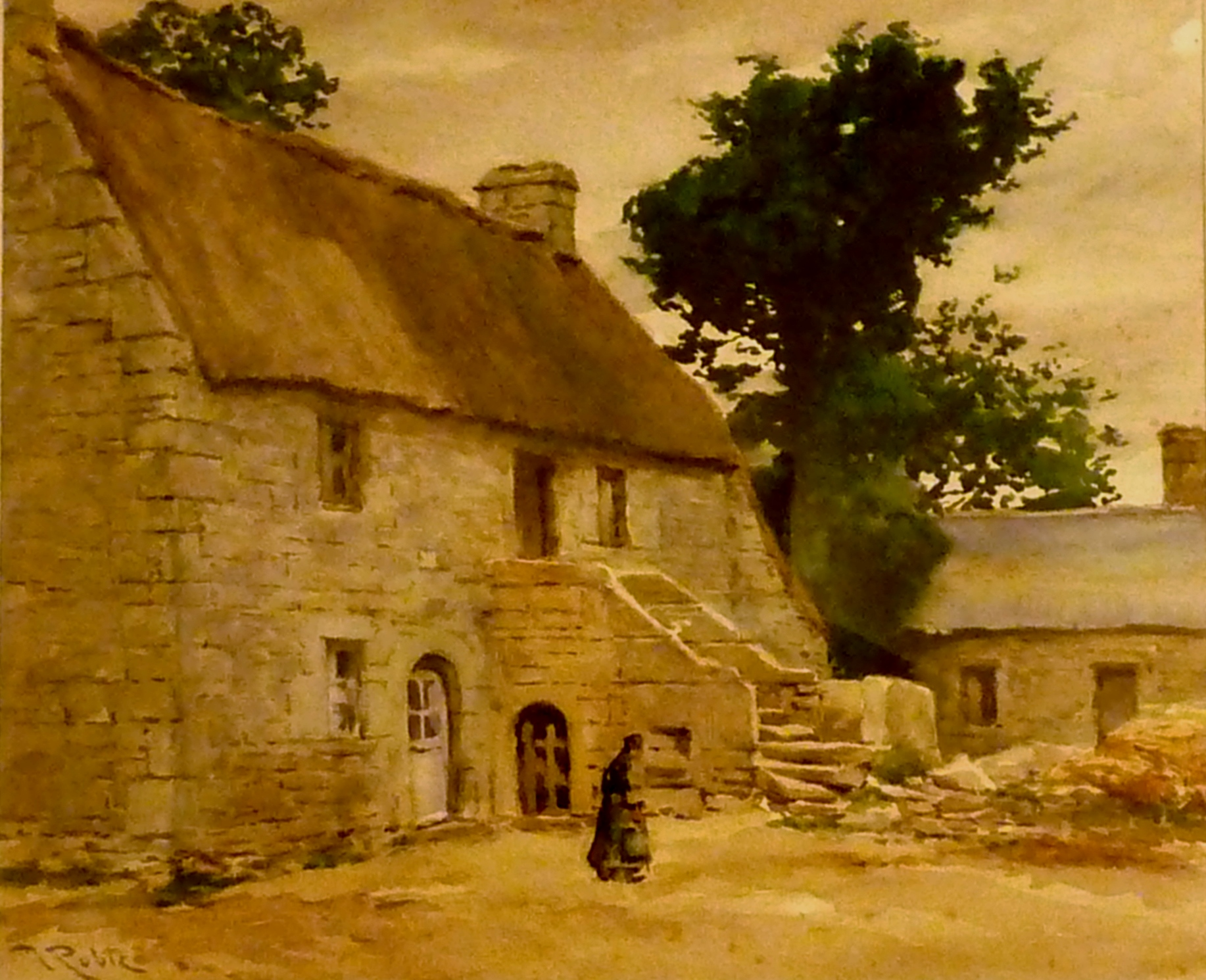
Victor Robic : Une cour de ferme au Faouët (aquarelle, collection particulière).
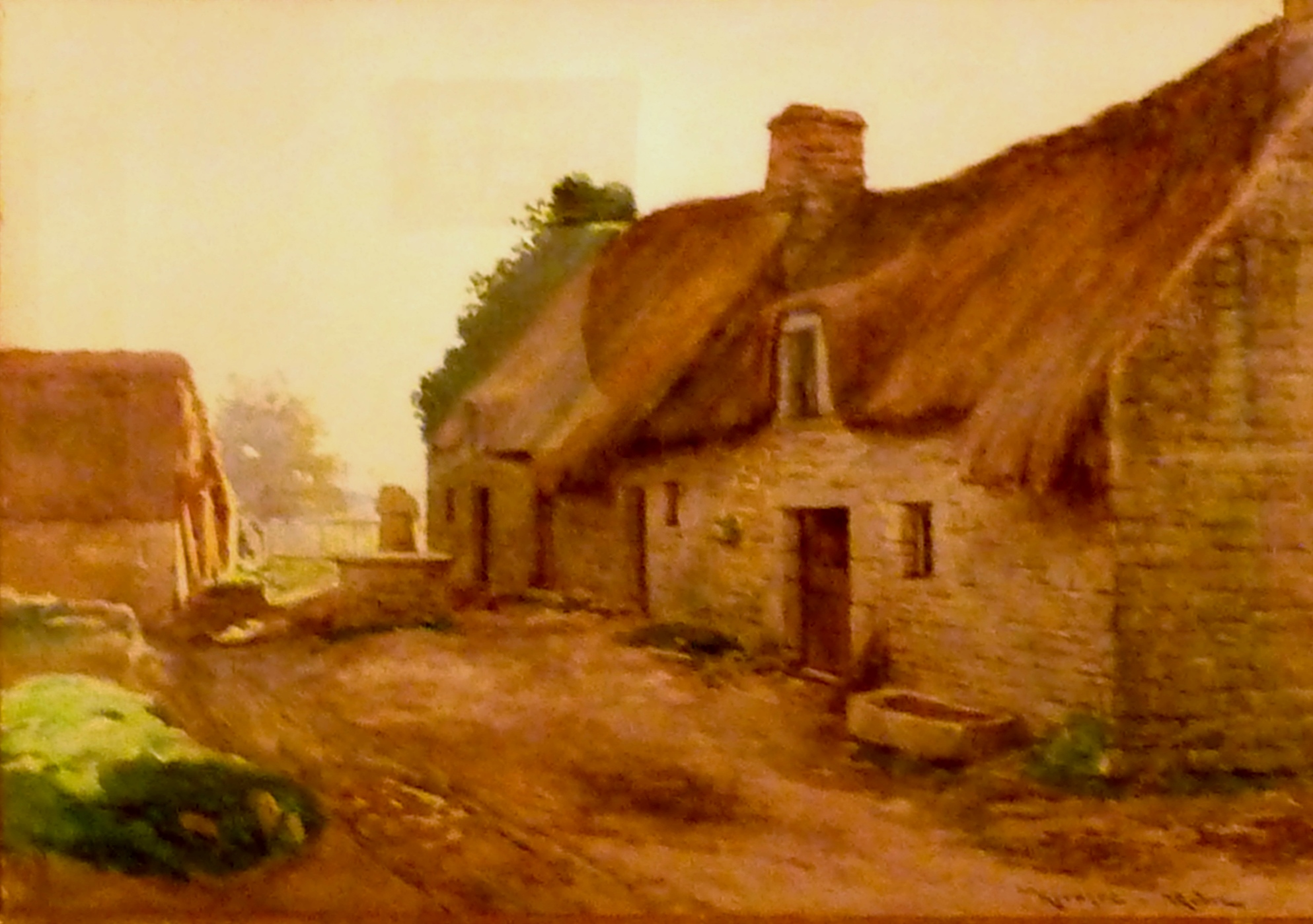
Victor Robic : Kerozec (aquarelle, Musée du Faouët).
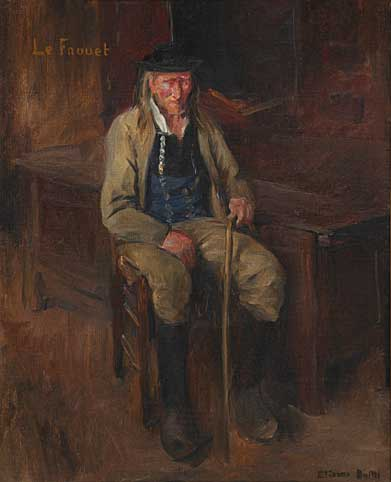
Étienne Buffet (1866-1948) : Bonhomme du Faouët (Jean Droal) (5 juin 1911, huile sur carton entoilé, 41 × 33 cm, coll. part.).
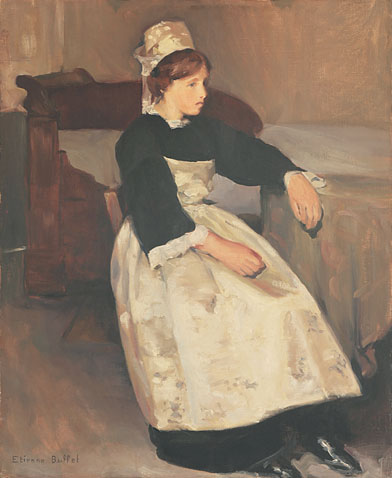
Étienne Buffet (1866-1948) : Bretonne (en costume du Faouët) (août 1923, huile sur toile, 61 × 50 cm, exposer au Salon des artistes français de 1924, coll. part.).
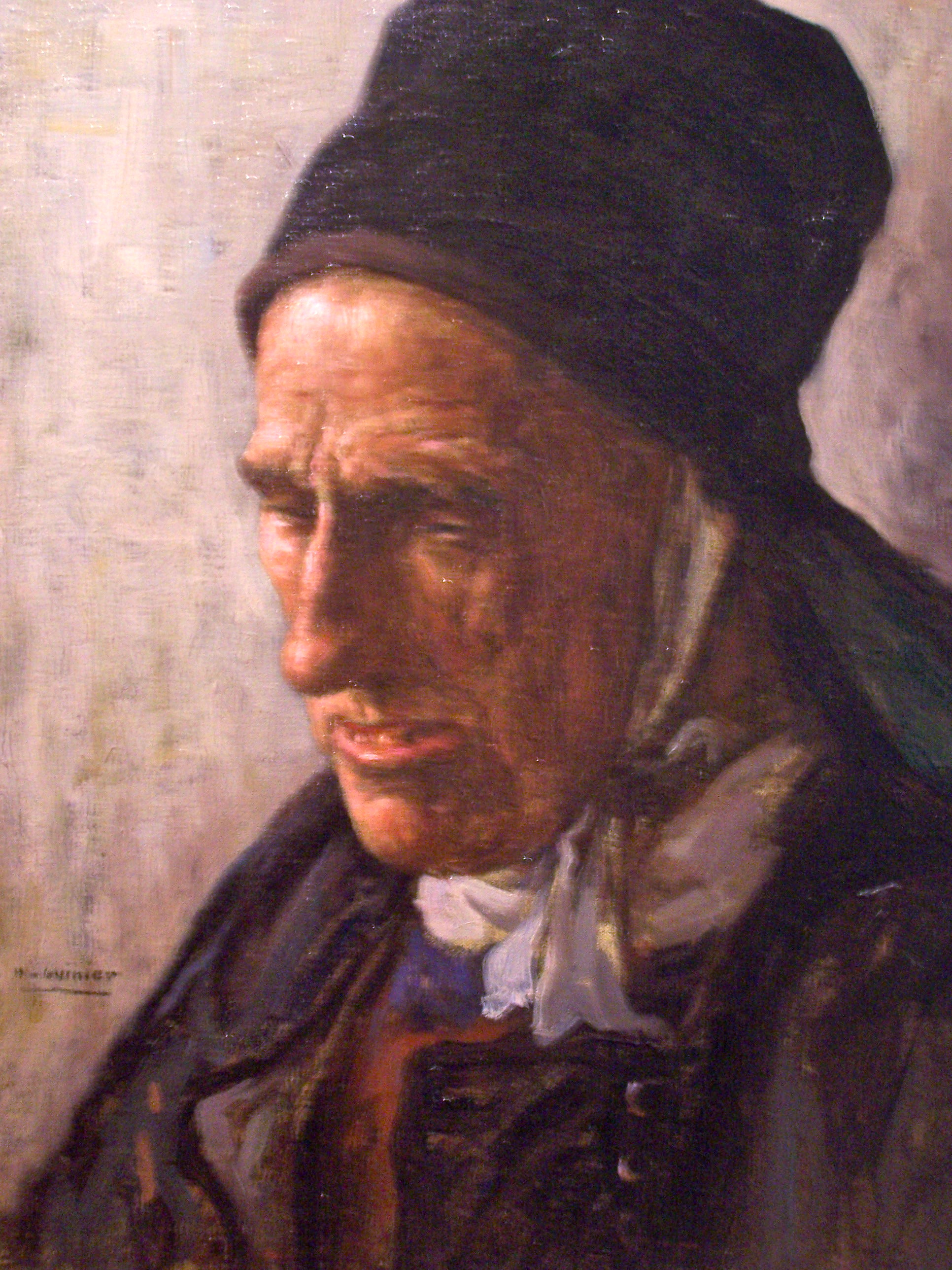
Henri Guinier : Vieille Bretonne portant un capot sur la tête.

#### L'émigration vers l'Amérique
Entre 1888 et 1890 près de 1 000 personnes originaires de la région d'Elliant, Scaër, Coray, Roudouallec et Le Faouët émigrèrent en Argentine (44 000 français en tout émigrèrent vers l'Argentine pendant ces années).

### XXesiècle

#### LaBelle Époque
En application de la loi sur les congrégations du 7 juillet 1904, l'école congréganiste tenue par les Frères des écoles chrétiennes dût fermer à partir du 1er octobre 1904.
La gare du Faouët est inaugurée le 7 octobre 1906 au nord de la commune. C'est une ligne à voie métrique qui va de Lorient à Gourin, exploitée par la Compagnie des chemins de fer du Morbihan (CM). Ce service sera en place jusqu'en 1947. Le tracé de la ligne est toujours visible, repris par la voie cyclable V7. Un morceau de rail serait encore en place au lieu-dit le Petit Coat-Loret. La gare a été détruite récemment pour laisser place au centre des pompiers.

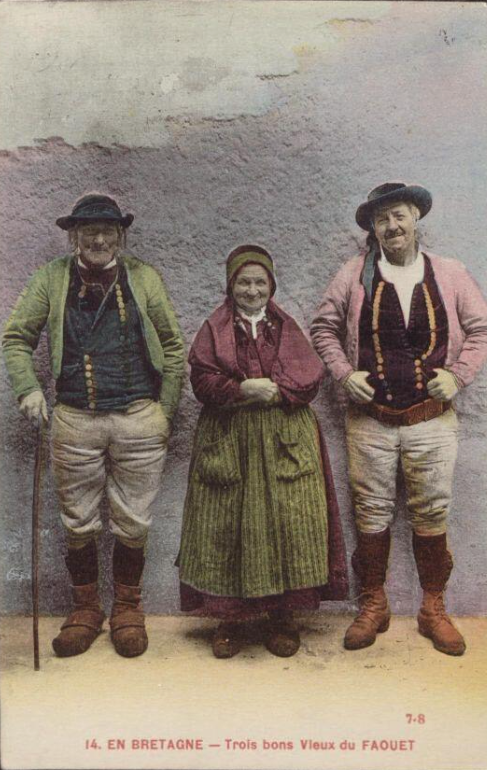
Trois bons vieux du Faouët (carte postale début XXe siècle, auteur inconnu).
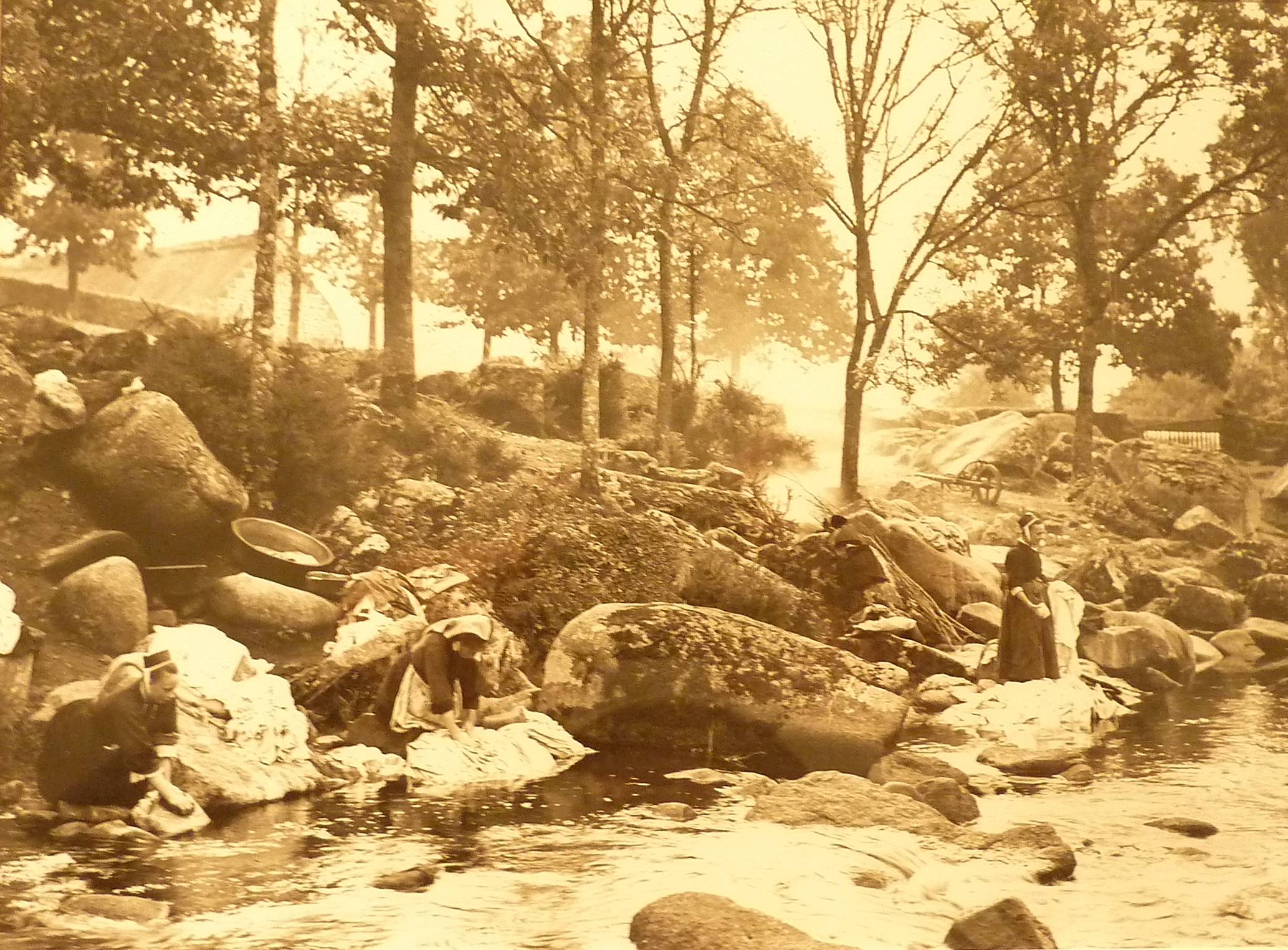
Les lavandières. Le Grand Pont. Le Faouët (photographie de Philippe Tassier, entre 1908 et 1912).
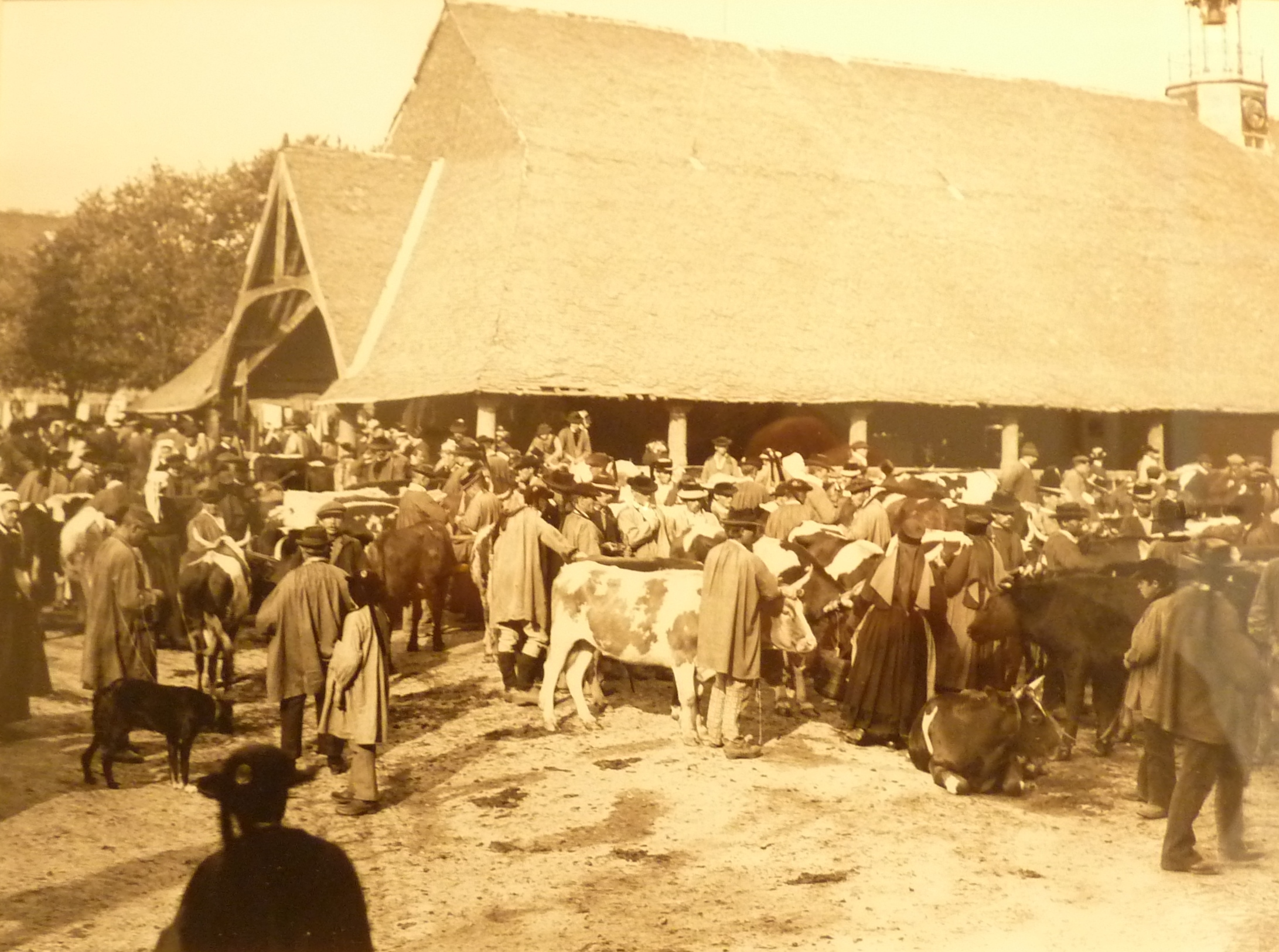
La foire aux vaches du Faouët (photographie de Philippe Tassier, entre 1908 et 1912).
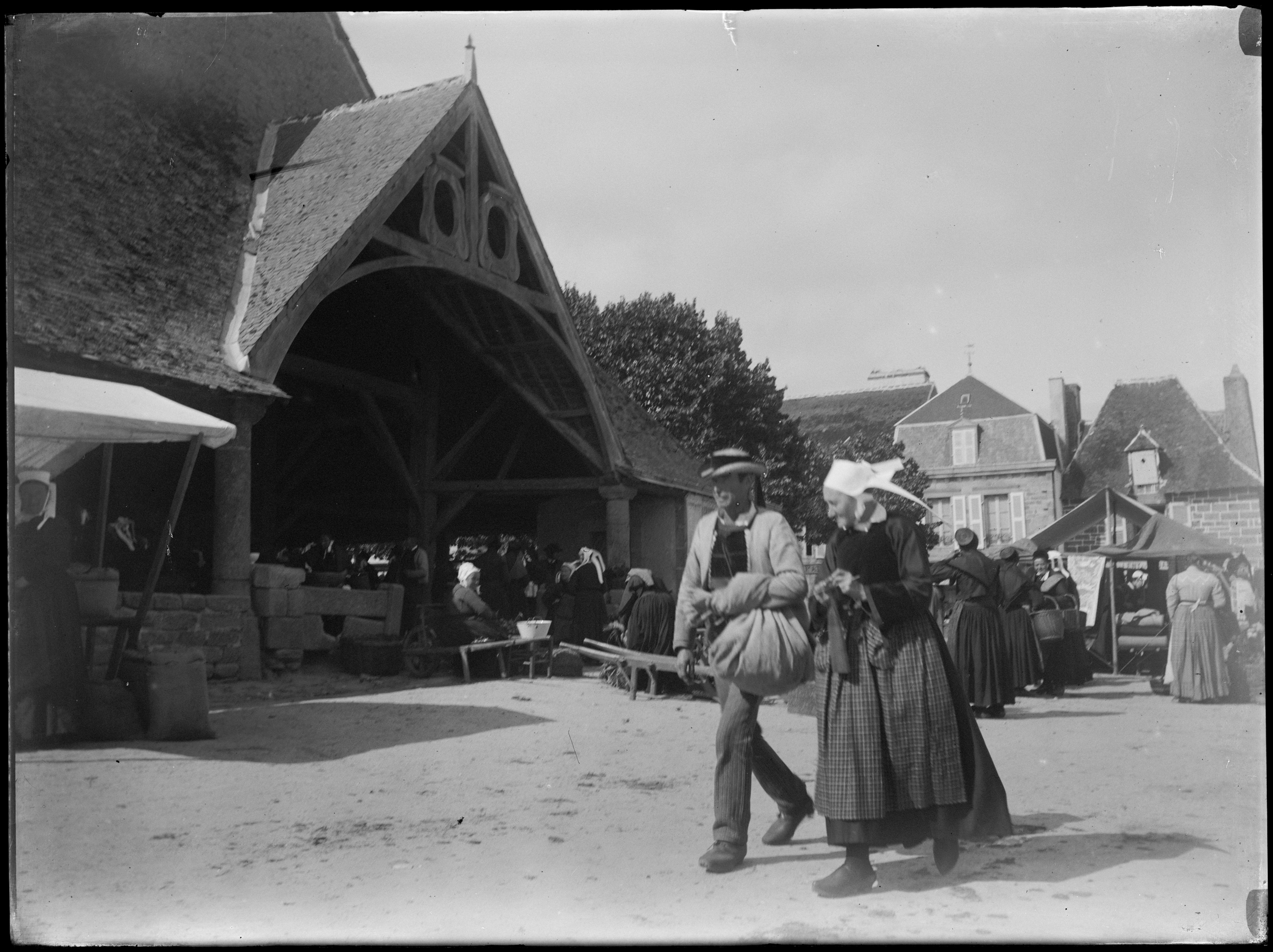
Les halles du Faouët (Photographie par Paul Gruyer, début du XXe siècle)
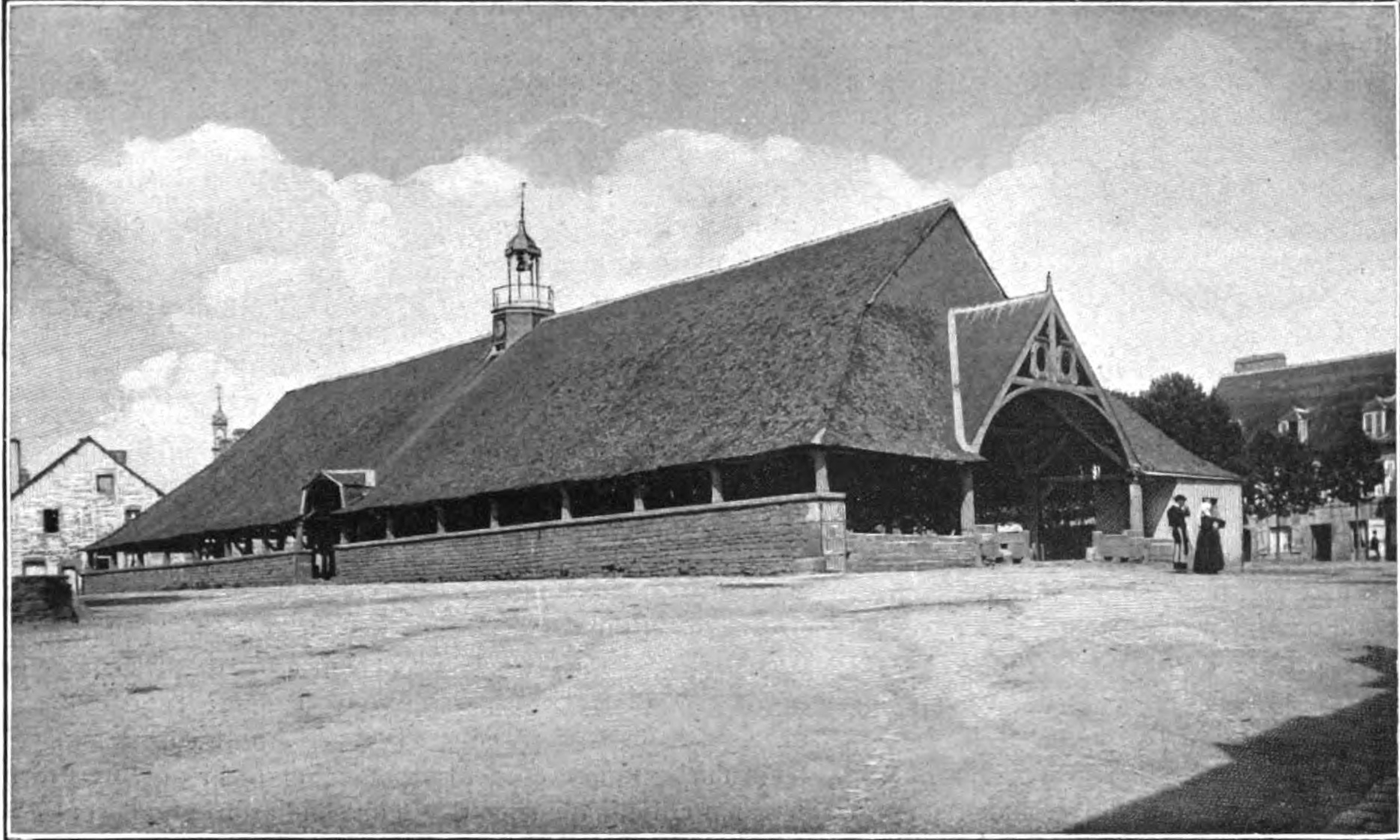
Les halles du Faouët (Photographie par Paul Gruyer, 1903)

François Bordier, qui a passé une grande partie de sa jeunesse au Saint, a écrit ses quelques lignes au sujet de la ville du Faouët dans ses souvenirs d'enfance d'avant guerre.

« Le Faouët me semblait joli avec sa grande halle moyenâgeuse, sa belle place plantée d'ormes, son grand hôtel de la Croix d'Or et ses rues qui avaient des noms. Ma grand-mère n'oubliait jamais de me montrer dans la rue Ludu (rue des cendres) la belle maison de M. Marin, l'agent voyer, entièrement cachée, jusqu'au premier étage par des touffes d'hortensias bleu. Ce gros monsieur, à l'air important, venait souvent au Saint, dans la famille de sa femme. M. Marin avait fait planter, sur cinq ou six cents mètres au moins, au bord des grandes routes débouchant au Faouët, des hêtres (faou) donnant à la ville, en justifiant son nom, sûrement un attrait, sinon une noblesse...Ma grand-mère n'allait qu'aux grandes foires. On arrivait toujours assez tôt au Faouët pour se mêler au monde sous la grande halle. Dans la pénombre de cette halle, bourdonnante et agitée comme une ruche, les coiffes du Faouët avec leurs rubans amidonnés, devenaient de grandes abeilles blanches. »

#### Joseph Le Leuxhe, photographe
Joseph Le Leuxhe (1874-1927), beau-frère du peintre Guy Wilthew, a réalisé environ un millier de clichés photographiques, principalement des portraits de personnes lors de cérémonies, mais aussi de groupes, y compris de soldats en convalescence à l'hôpital temporaire du couvent des Ursulines pendant la Première Guerre mondiale, mais il a aussi photographié le bourg du Faouët et son marché animé.

#### Première Guerre mondiale

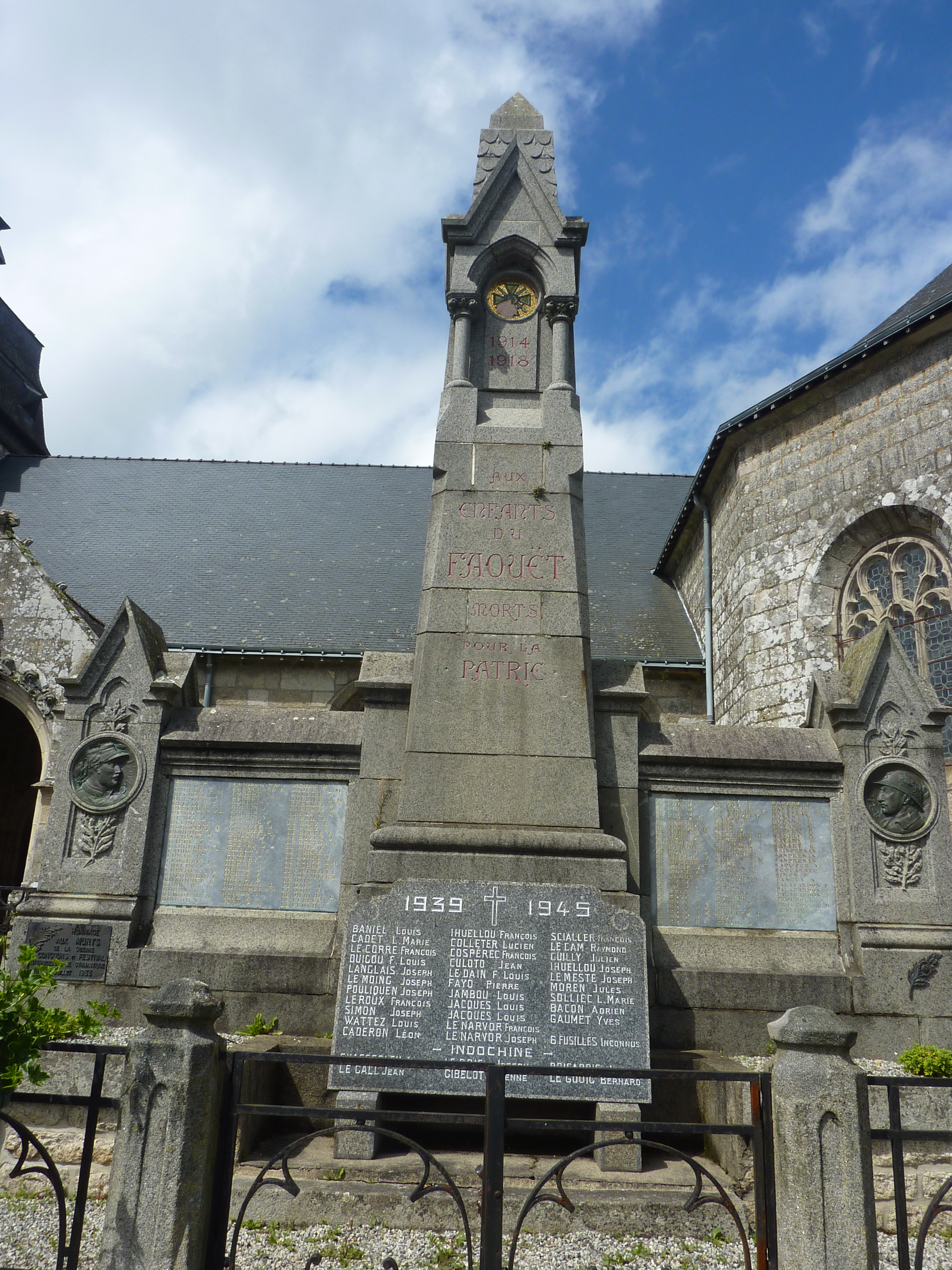
Le Faouët (Morbihan) : le monument aux morts.

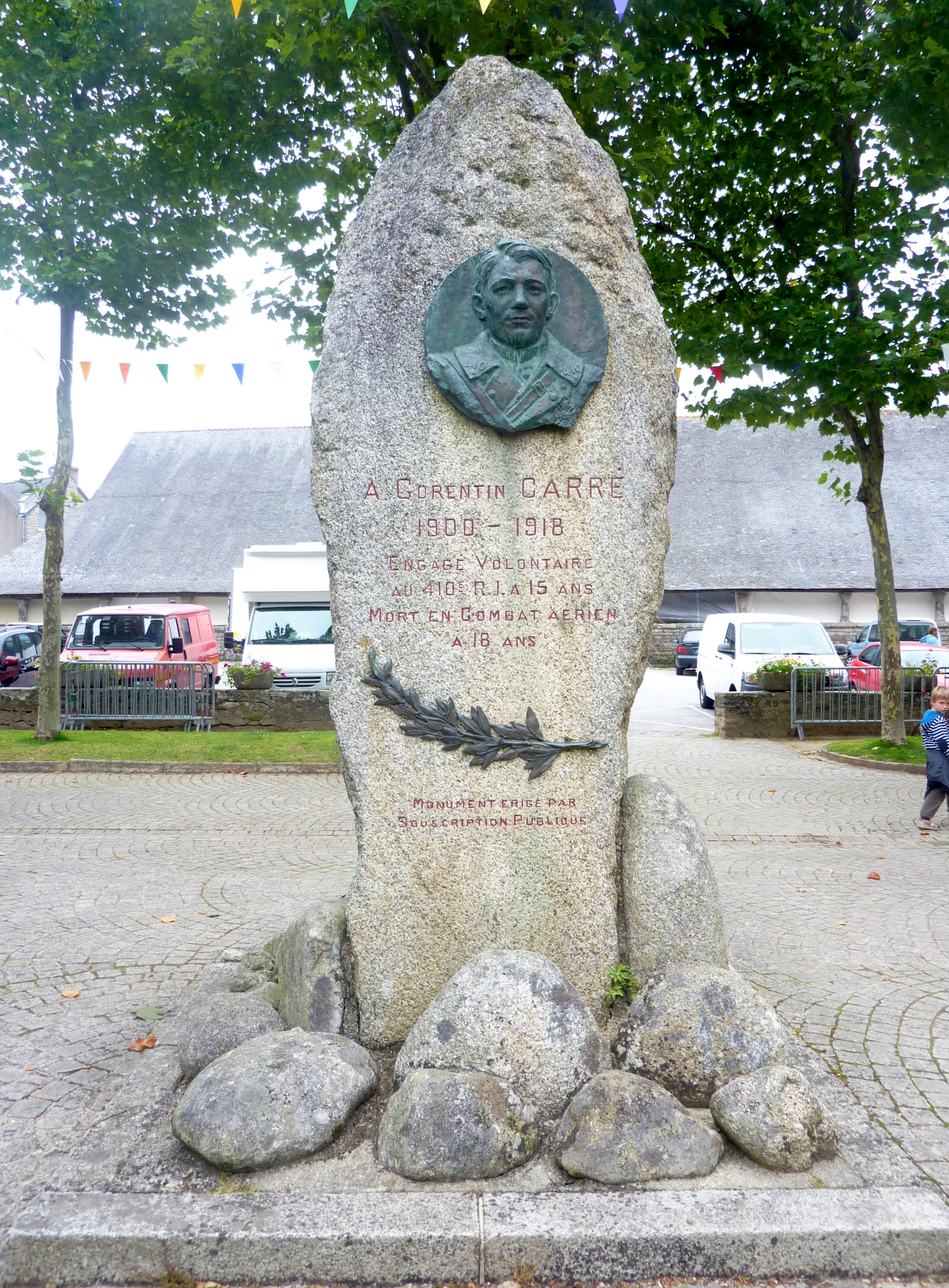
Le monument commémoratif en l'honneur de Corentin Carré.

Le nombre de tués sur les champs de bataille ou des suites de leurs blessures reçues au cours des combats, lors de la Première Guerre mondiale, s'élève à 165 pour la seule commune du Faouët et 922 pour l'ensemble du canton. Un chiffre élevé qui s'explique par une population très jeune et constituée majoritairement de paysans faiblement instruits versés de préférence dans les régiments d'infanterie de l'Armée de terre. L'un d'entre eux, Corentin-Jean Carré, engagé volontaire à 15 ans au 410e régiment d'infanterie, ayant devancé l'appel en mentant sur son âge, est considéré comme le plus jeune poilu de France. Il mourut après avoir été abattu lors d'un combat aérien au-dessus de Verdun le 18 mars 1918.

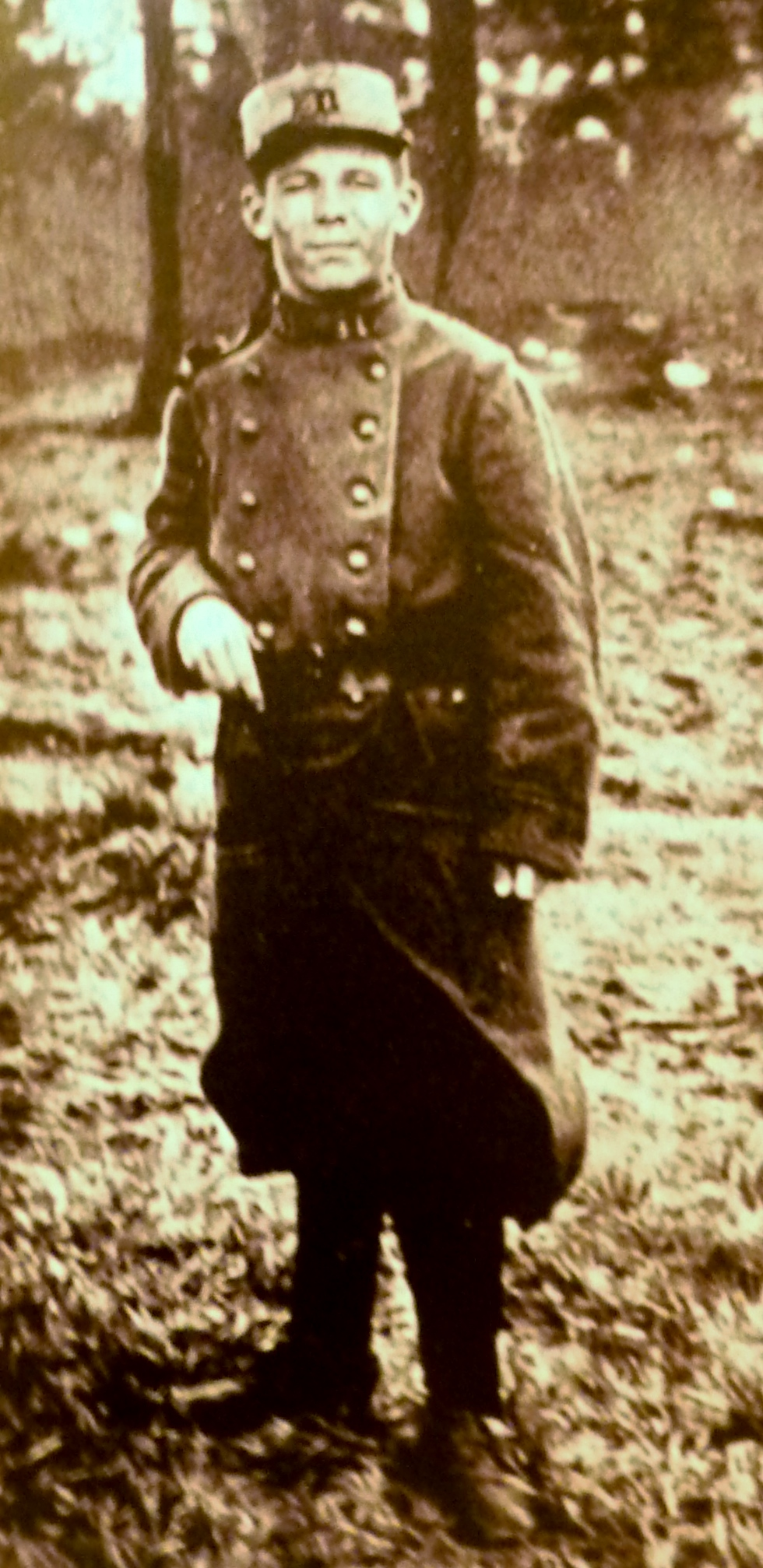
Photographie du soldat Jean Corentin Carré
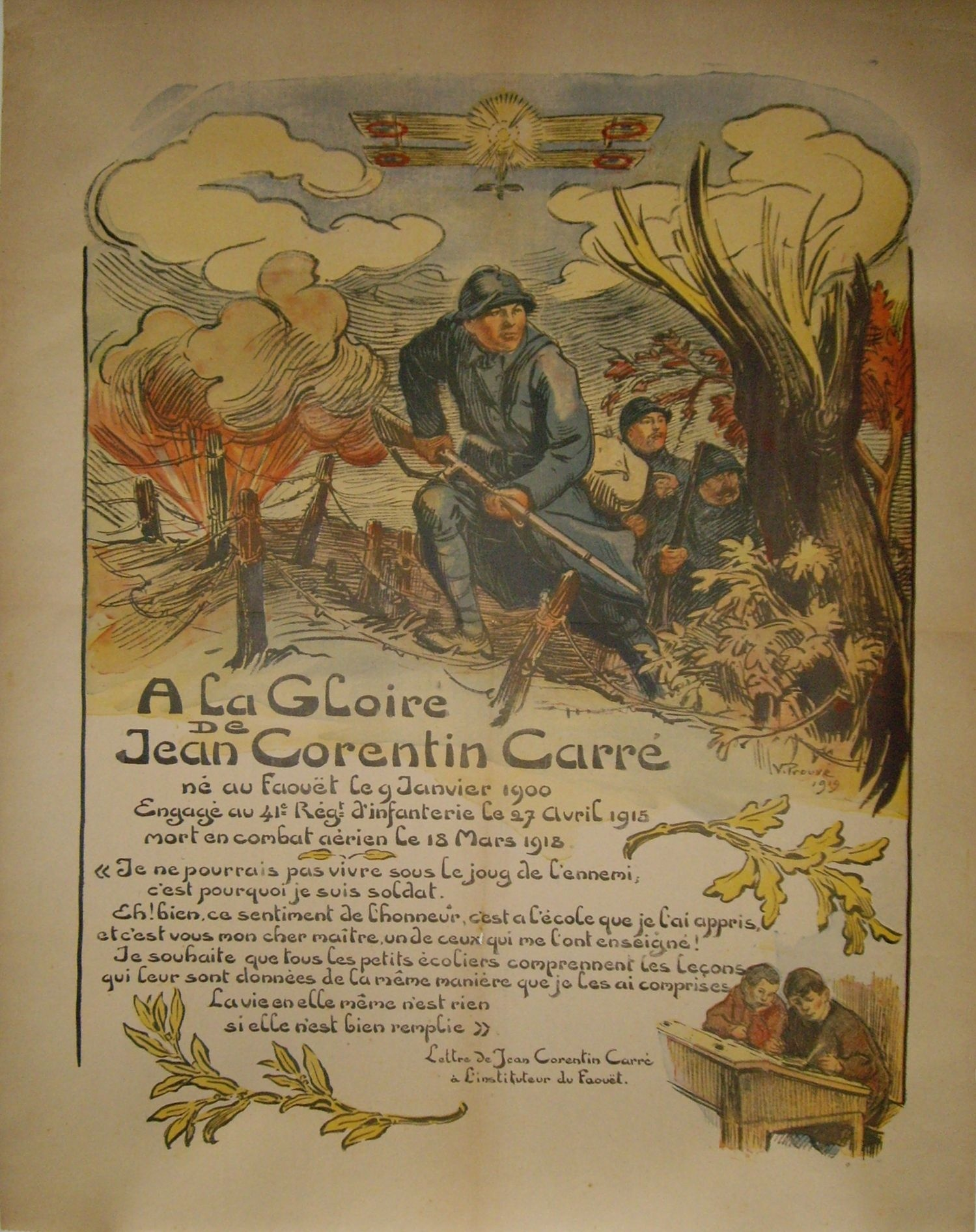
Victore Prouvé : affiche À la gloire de Jean Corentin Carré (1919)

#### Entre-deux-guerres
Des jeunes paysans, notamment de la région du Faouët, émigrent pendant la décennie 1920 en direction du Périgord et du sud-ouest de la France, par exemple dans la région de Nérac. Ils furent encadrés par l'abbé Lanchès, originaire de Châteauneuf-du-Faou, qui devint aumônier des Bretons du Périgord.
Des « fêtes bardiques » sont organisées au Faouët par le Gorsedd le dimanche 23 août 1931, rencontrant selon le journal Ouest-Éclair un grand succès populaire.

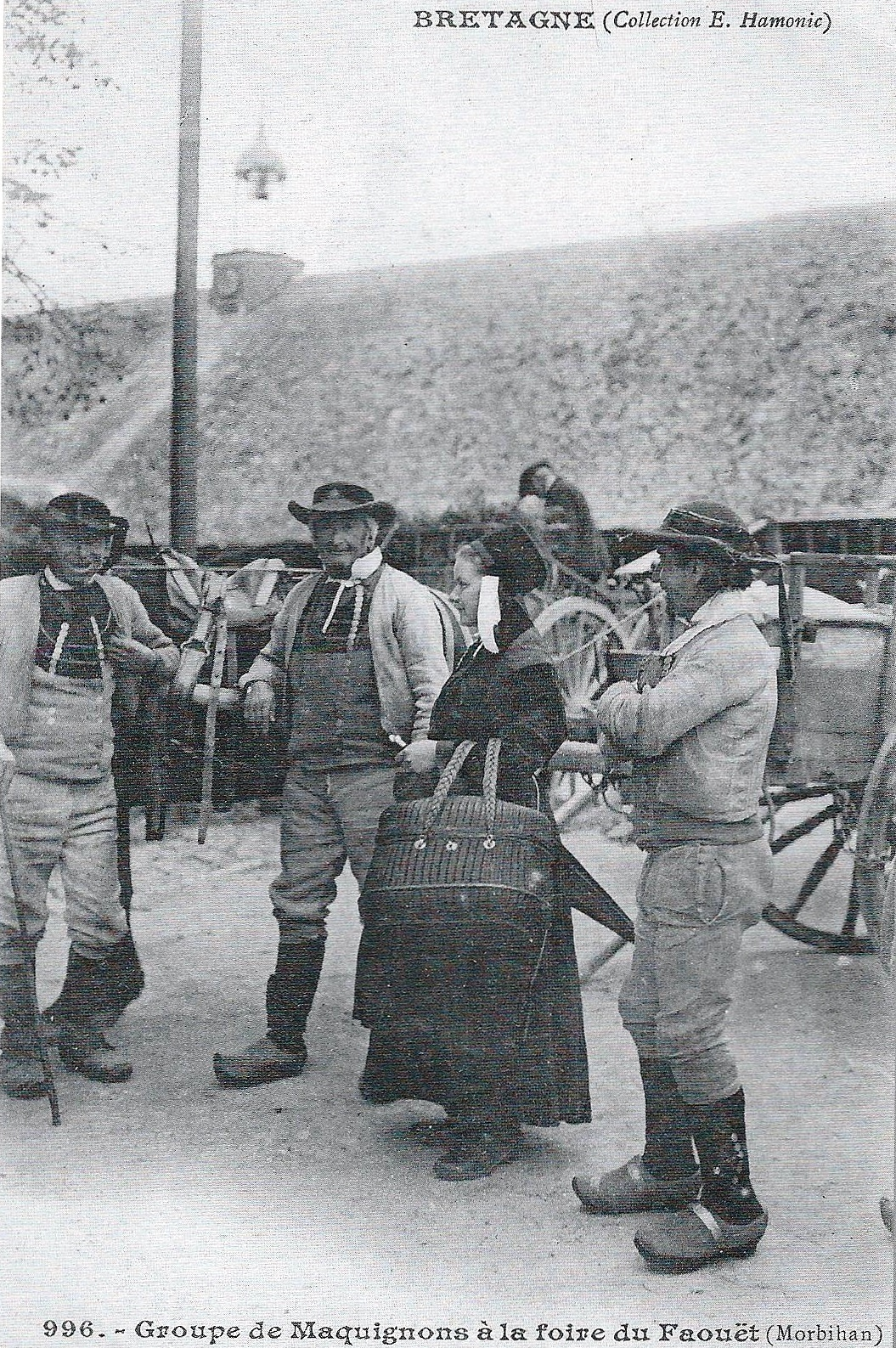
Groupe de maquignons à la foire du Faouët vers 1930 (carte postale Émile Hamonic).

#### Seconde Guerre mondiale

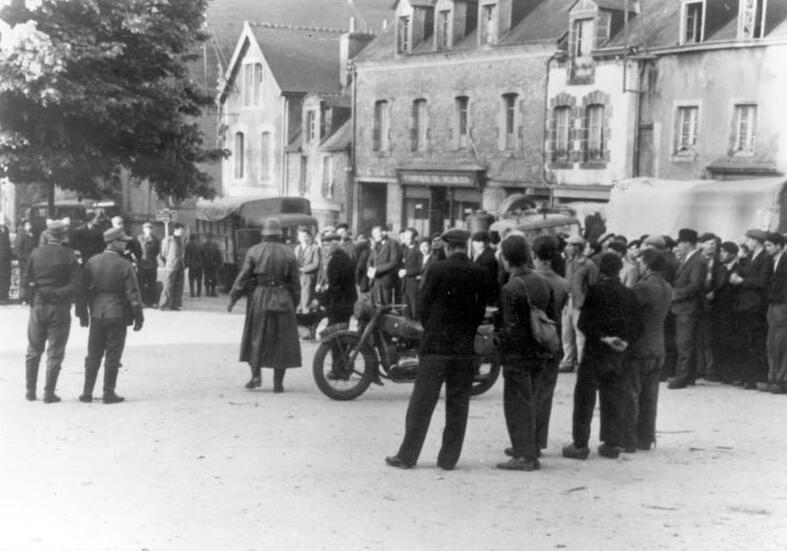
Soldats allemands procédant à des contrôles d'identité place des Halles le 7 mai 1944.

Deux familles juives, venues de région parisienne, trouvent refuge au Faouët après la rafle du vélodrome d'hiver en juillet 1942. Elles échappent aux recherches et regagnent Paris à la fin de l'année 1944.
Le Faouët est occupé dès 1940 par les Allemands.
Une cour martiale allemande siégea momentanément en juin 1944 à l'école Sainte-Barbe (actuellement collège Sainte-Barbe) et fut un lieu d'internement et un centre de torture. Plusieurs dizaines de résistants y furent condamnés à mort en quelques jours seulement. Vingt-huit d'entre eux furent fusillés à Lanvénégen : le 24 juin 1944, dix-sept résistants, dont six Belges de Blankenberge, sont fusillés à Rosquéo. Deux des morts n'ont pu être identifiés. L'un des Belges, Jean de Coninck, n'est que blessé : il s'enfuit sous les tirs. Il sera soigné et caché par des habitants et survivra. Le même jour, dix résistants de Spézet et un de Saint-Goazec sont fusillés à Rozangat. Un autre fusillé, inconnu, est retrouvé dans une tombe sommaire au Pont-Neuf, toujours en Lanvénégen. Seize résistants furent fusillés le 6 juillet 1944 à Landordu.
En 1943, la ville de Lorient est bombardée. La population civile est évacuée, certains se réfugient au Faouët.

#### Après la Seconde Guerre mondiale
Entre 1946 et 1965 138 personnes originaires du Faouët émigrèrent principalement vers l'Amérique du Nord, soit 4,2 % de la population communale en 1954.
Jean-Claude Lincy, originaire du Faouët, qui émigra aux États-Unis, a possédé un restaurant célèbre ("Au Tunnel") à New York jusqu'en 2005.La plupart de ses employés venaient de la région de Gourin, Le Saint et Roudouallec.
Le père Caurio, un prêtre originaire du Faouët, fut emprisonné au Brésil en 1982 parce qu'il luttait contre la dictature militaire alors au pouvoir.

## Politique et administration

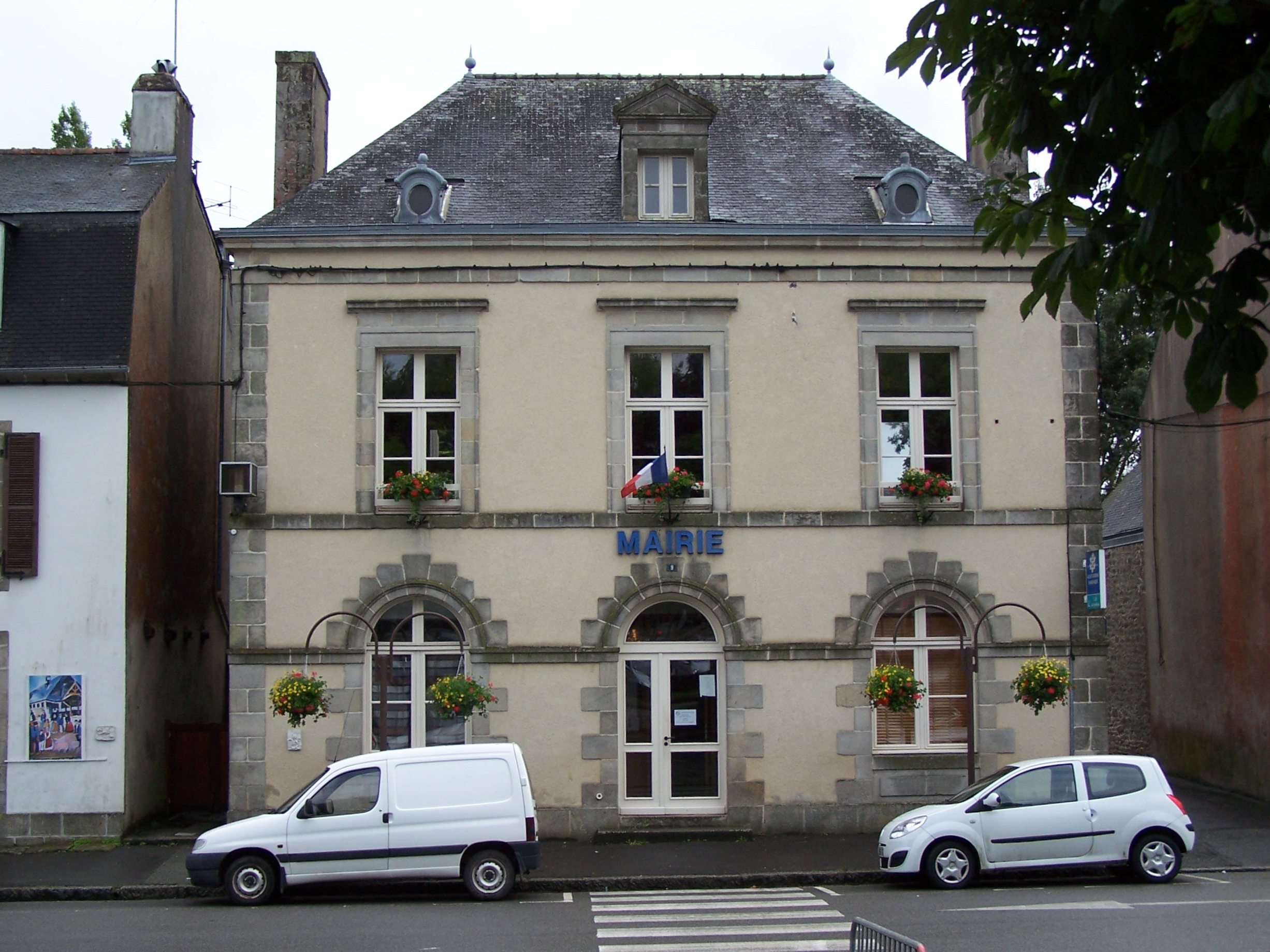
La mairie du Faouët.

### Administration municipale
Le nombre d'habitants au dernier recensement étant compris entre 2 500 et 3 499, le nombre de membres du conseil municipal est de 23.

## Population et société

### Démographie

#### Évolution démographique
L'évolution du nombre d'habitants est connue à travers les recensements de la population effectués dans la commune depuis 1793. Pour les communes de moins de 10 000 habitants, une enquête de recensement portant sur toute la population est réalisée tous les cinq ans, les populations de référence des années intermédiaires étant quant à elles estimées par interpolation ou extrapolation. Pour la commune, le premier recensement exhaustif entrant dans le cadre du nouveau dispositif a été réalisé en 2006.

En 2022, la commune comptait 2 816 habitants, en évolution de +0,18 % par rapport à 2016 (Morbihan : +3,82 %, France hors Mayotte : +2,11 %).
| 1793  | 1800  | 1806  | 1821  | 1831  | 1836  | 1841  | 1846  | 1851  |
| ----- | ----- | ----- | ----- | ----- | ----- | ----- | ----- | ----- |
| 2 800 | 2 580 | 2 570 | 2 129 | 2 662 | 2 911 | 2 958 | 3 228 | 3 160 |

| 1856  | 1861  | 1866  | 1872  | 1876  | 1881  | 1886  | 1891  | 1896  |
| ----- | ----- | ----- | ----- | ----- | ----- | ----- | ----- | ----- |
| 3 038 | 2 945 | 2 977 | 2 760 | 2 922 | 3 105 | 3 258 | 3 277 | 3 142 |

| 1901  | 1906  | 1911  | 1921  | 1926  | 1931  | 1936  | 1946  | 1954  |
| ----- | ----- | ----- | ----- | ----- | ----- | ----- | ----- | ----- |
| 3 260 | 3 526 | 3 702 | 3 727 | 3 760 | 3 561 | 3 567 | 3 893 | 3 307 |

| 1962  | 1968  | 1975  | 1982  | 1990  | 1999  | 2006  | 2011  | 2016  |
| ----- | ----- | ----- | ----- | ----- | ----- | ----- | ----- | ----- |
| 3 057 | 3 048 | 3 149 | 3 177 | 2 869 | 2 806 | 2 882 | 2 840 | 2 811 |

| 2021  | 2022  | - | - | - | - | - | - | - |
| ----- | ----- | - | - | - | - | - | - | - |
| 2 808 | 2 816 | - | - | - | - | - | - | - |

#### Pyramide des âges
La population de la commune est relativement âgée.
En 2018, le taux de personnes d'un âge inférieur à 30 ans s'élève à 24,4 %, soit en dessous de la moyenne départementale (31,2 %). À l'inverse, le taux de personnes d'âge supérieur à 60 ans est de 41,9 % la même année, alors qu'il est de 31,3 % au niveau départemental.
En 2018, la commune comptait 1 312 hommes pour 1 478 femmes, soit un taux de 52,97 % de femmes, légèrement supérieur au taux départemental (51,51 %).
Les pyramides des âges de la commune et du département s'établissent comme suit.
| Hommes | Classe d’âge | Femmes |
| ------ | ------------ | ------ |
| 1,5    | 90 ou +      | 4,9    |
| 13,9   | 75-89 ans    | 19,9   |
| 21,2   | 60-74 ans    | 21,8   |
| 22,5   | 45-59 ans    | 19,2   |
| 13,6   | 30-44 ans    | 12,5   |
| 13,7   | 15-29 ans    | 9,6    |
| 13,6   | 0-14 ans     | 12,2   |

| Hommes | Classe d’âge | Femmes |
| ------ | ------------ | ------ |
| 0,8    | 90 ou +      | 2,2    |
| 8,5    | 75-89 ans    | 11,6   |
| 20,5   | 60-74 ans    | 21,6   |
| 20,6   | 45-59 ans    | 20     |
| 17     | 30-44 ans    | 16,3   |
| 15,5   | 15-29 ans    | 13     |
| 17,1   | 0-14 ans     | 15,2   |

## Culture locale et patrimoine

### Langue bretonne
Le Faouët dépendait du présidial de Quimper (sénéchaussée de Gourin) et de l'évêché de Cornouaille. La population parlait en majorité le breton cornouaillais jusqu'au basculement linguistique des années 1950-60 qui a vu le français dépasser, puis marginaliser le breton. Le Cornouaillais n'est utilisé que dans quatre communes du canton de Gourin et trois communes du canton du Faouët, tandis que les autres bretonnants du département du Morbihan parlent le breton vannetais. Pour tenir compte de ce particularisme local, on imprima à Vannes jusqu'à la Seconde Guerre mondiale des livres de prière et cantiques particuliers, assortis de la mention : « Escopti Guened, evit bro Gourin hag ar Faoued » (Evêché de Vannes, pour les pays de Gourin et du Faouët). À la rentrée 2016, 28 élèves étaient scolarisés dans la filière bilingue catholique (soit 10,3 % de l'ensemble des élèves scolarisés dans le premier degré).

### Costumes

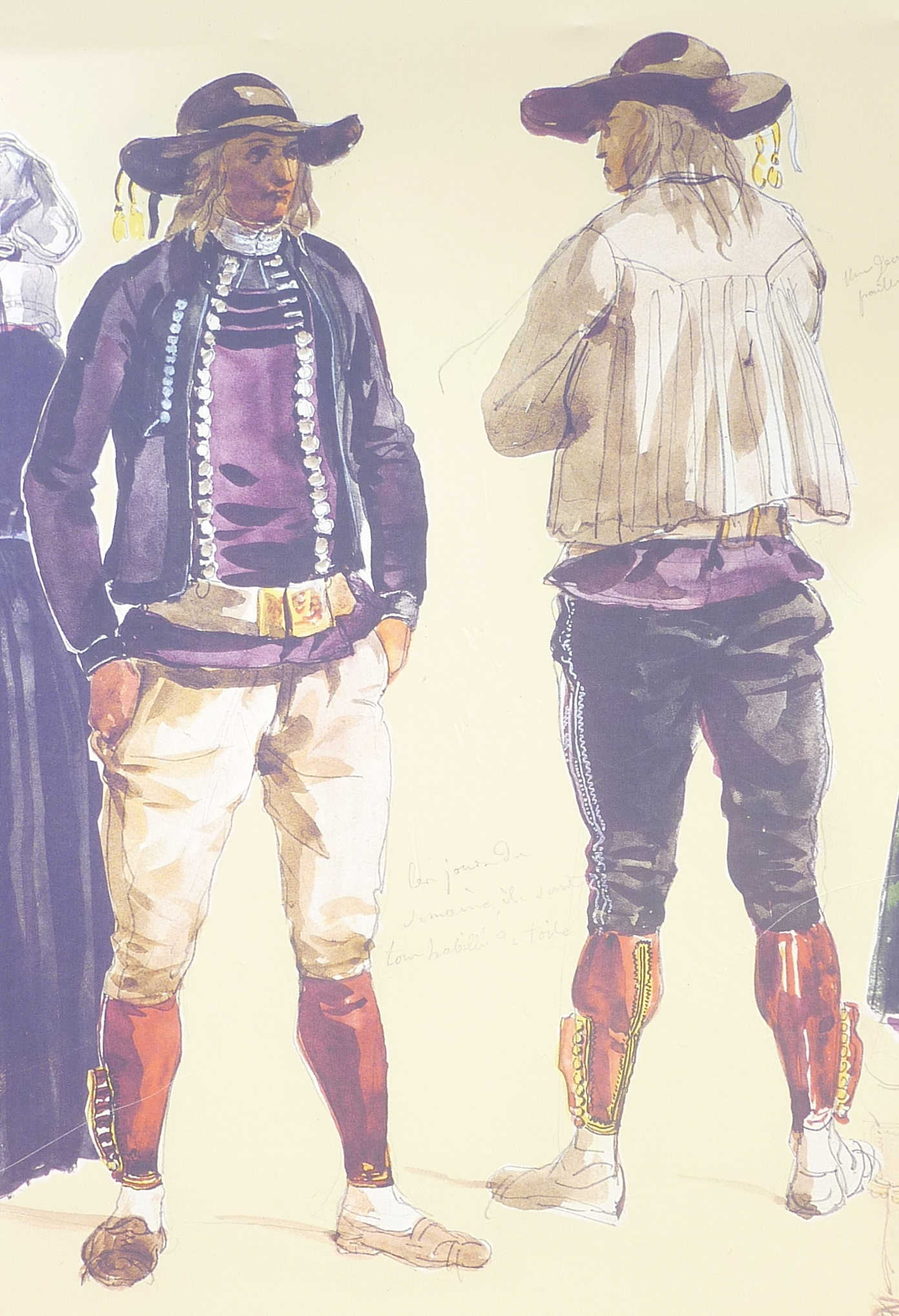
François Hippolyte Lalaisse : Homme du Faouët (Galerie armoricaine, 1848).

Au XIXe siècle, le costume porté au Faouët était celui également porté dans le pays Pourlet ainsi qu'à Guiscriff, Lanvénégen et Langonnet. Les hommes portaient une culotte bouffante, remplacée plus tard par un pantalon étroit, retenue par une large ceinture de cuir à boucle de métal ciselé, ainsi qu'une veste caractérisée par un empiècement dans le dos, d'où partaient onze raies piquées. Fernand Cadoret rapporte dans ses mémoires que le gilet et les braies de toile écrue du paysan du Faouët ne devaient jamais connaître le contact d'un lavoir. Les femmes portaient en hiver sur la tête un capot dit kapot ribot auquel était fixé à la base arrière un large mantelet triangulaire bordé d'un ruban de velours. Le capot était remplacé en été par une coiffe de toile blanche. Entre 1890 et 1930, les hommes et les femmes du Faouët adoptèrent le costume de Rosporden tout en maintenant certains particularismes locaux. Les hommes adoptèrent un gilet mod skaër qui montait jusqu'au col ainsi qu'un grand chapeau à larges bords dit tok mod skaër qui leur donnaient une fière allure. Les femmes adoptèrent la grande coiffe en dentelle de Rosporden appelée c'hoeff mod skaër.

### Patrimoine religieux

#### Chapelle Sainte-Barbe
Située à flanc de colline, elle domine la vallée de l'Ellé. Elle est accessible, soit à pied en remontant l'Ellé, soit depuis le bourg (distance assez longue). Elle est enchâssée dans un site remarquable : le sommet de la colline offre une vue magnifique de la vallée. En dessous, au pied d'un escalier monumental à balustres, se trouve la chapelle ; seule une cloche pour les pèlerins se trouve en haut. La chapelle est dépourvue de nef en raison de l'exiguïté du terrain sur lequel elle est construite. Les insignes de la noblesse abondent dans le décor sculpté et peint. On peut y voir notamment les armes pleines des Boutteville, des Toulboudou et des Talhouët ; et les écus parti Boutteville-Du Chastel, parti Boutteville-Quimerch, parti Bouteville-Coëtquenan. Elle est classée aux monuments historiques. Dans le voisinage immédiat de la chapelle :
- L'oratoire Saint-Michel construit sur un piton rocheux, relié par une passerelle à l'escalier conduisant à Sainte-Barbe.
- La fontaine Sainte-Barbe, en contrebas dans la vallée. Elle porte la date 1708. Autrefois les jeunes filles y laissaient tomber une épingle pour savoir si elles se marieraient dans l'année. Aujourd'hui, les pièces de monnaie les ont remplacées.
- En descendant dans la vallée, le visiteur peut, par ailleurs, découvrir le monde des fourmis et celui des abeilles dans une ferme-musée.

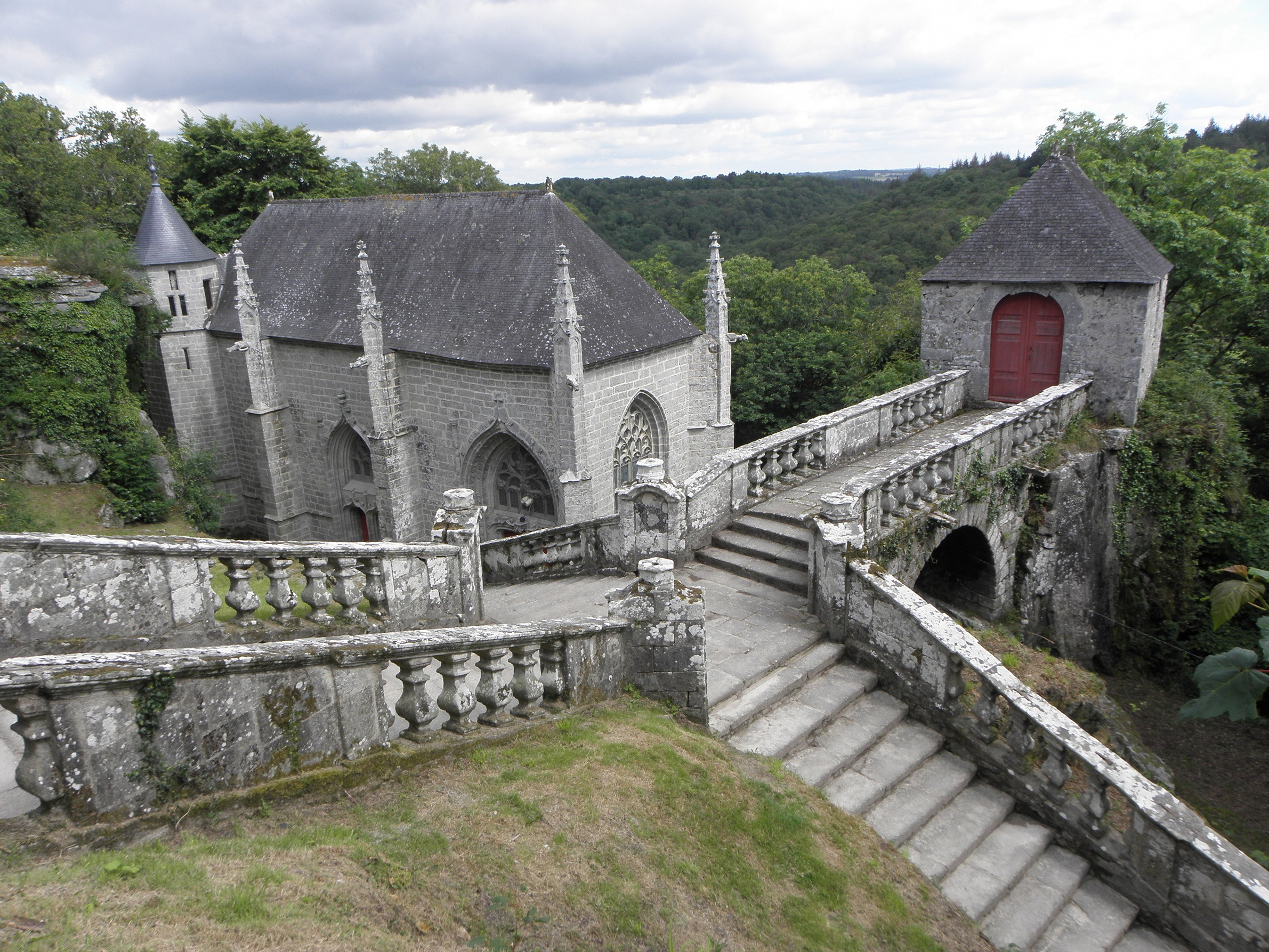
Le Faouët (Morbihan), la chapelle Sainte-Barbe et l'oratoire Saint-Michel : vue extérieure d'ensemble.
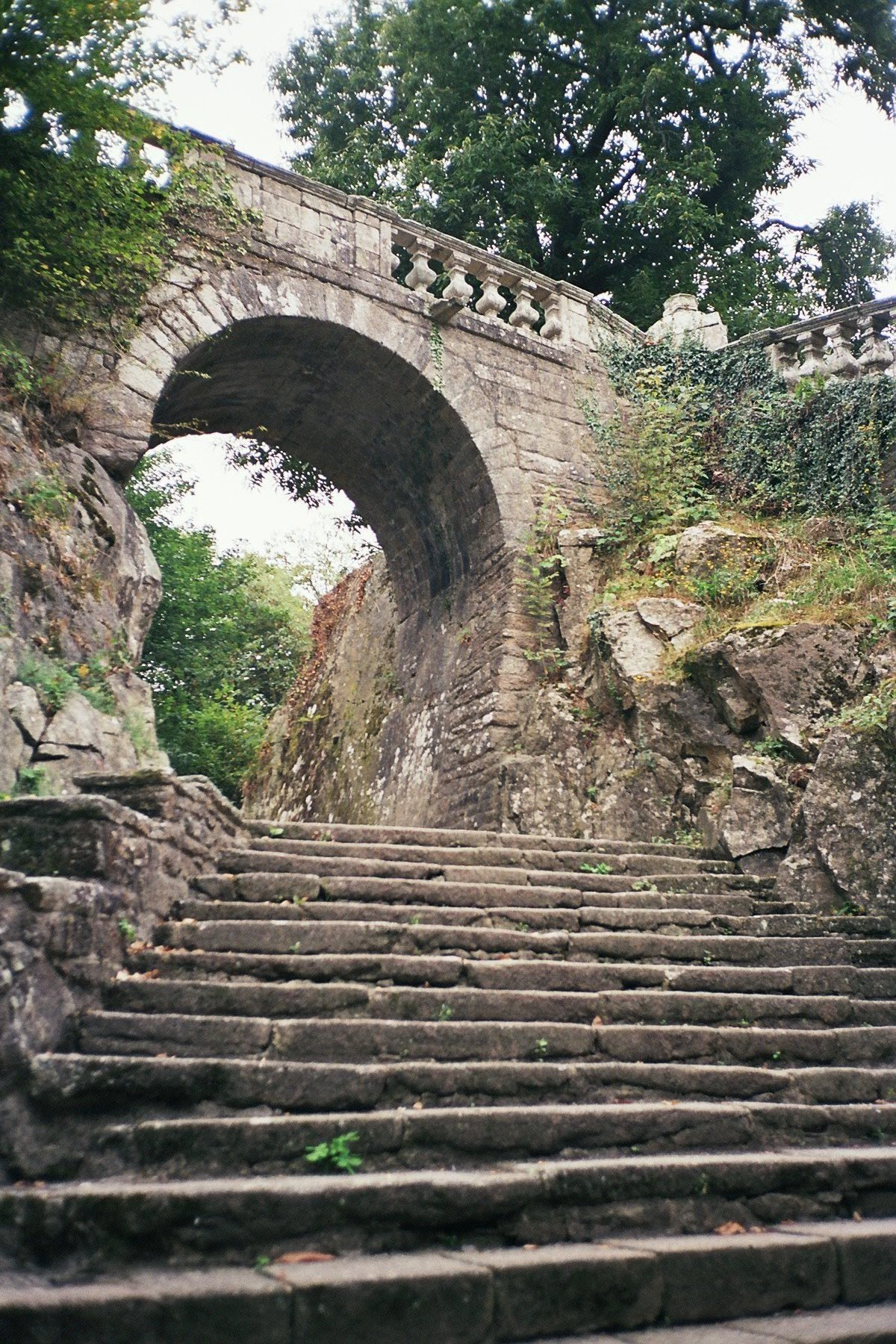
Le Faouët (Morbihan): arche du pont et escalier de la chapelle Sainte-Barbe.
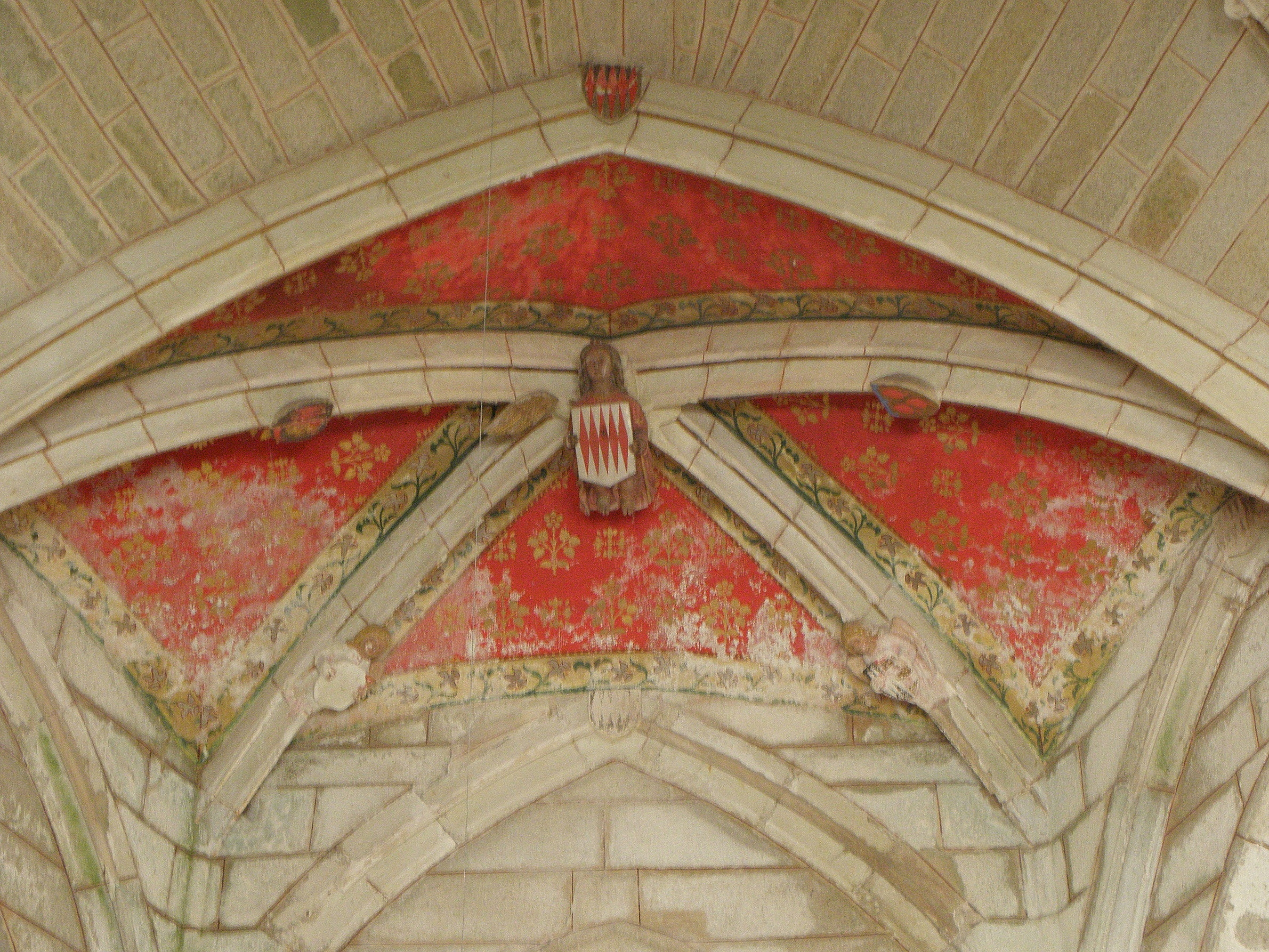
Le Faouët (Morbihan) : chapelle Sainte-Barbe, la voûte de l'abside.
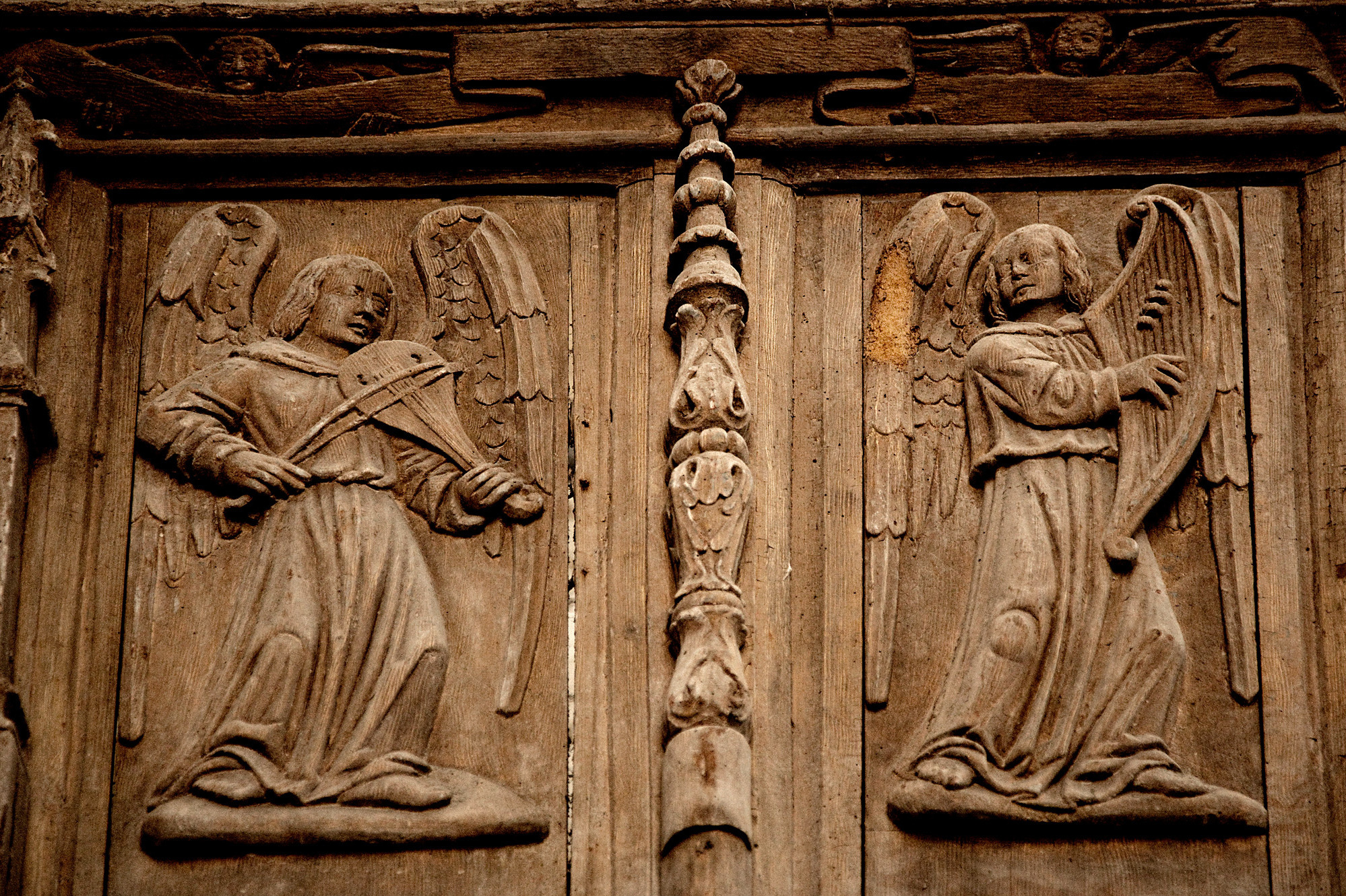
Le Faouët (Morbihan) : chapelle Sainte-Barbe, retable anges musiciens.
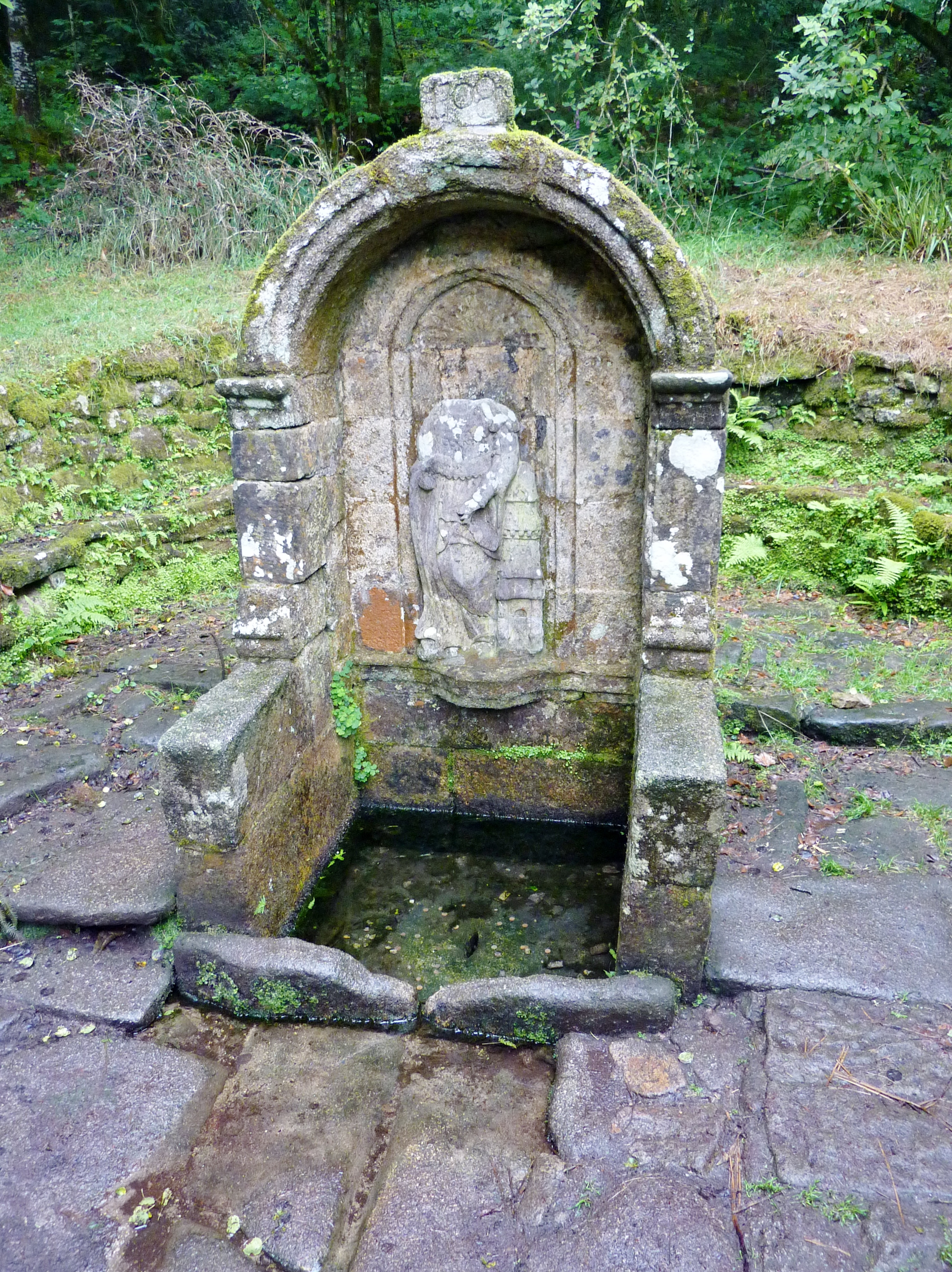
Le Faouët (Morbihan) : la fontaine Sainte-Barbe.

#### Chapelle Saint-Fiacre

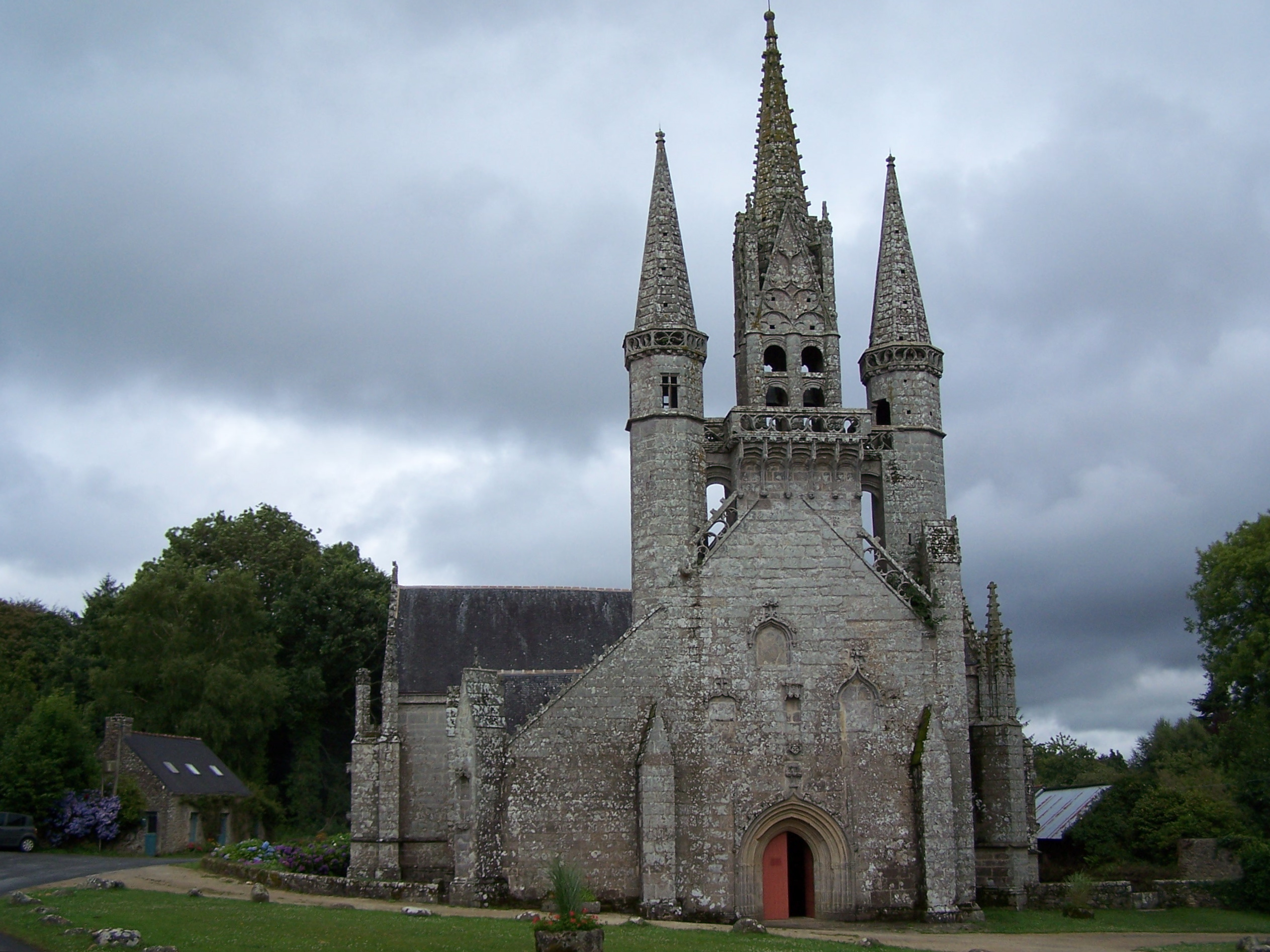
La chapelle Saint-Fiacre.

Elle a été reconstruite à partir de 1450 sur l'ordre des seigneurs de Boutteville. Son exceptionnel jubé de bois polychrome (datant de 1480) valut à son auteur, Olivier Le Loergan, d'être anobli par le duc de Bretagne. Adam et Ève, dont les nudités sont masquées par une feuille de vigne, et qui sont placés de chaque côté d'un pommier, sont représentés sur la façade du jubé. Une autre sculpture représente un ivrogne, un renard sortant de sa bouche (par allusion à l'expression "Quand un ivrogne rend gorge, on dit qu'il écorche le renard". Elle possède également des vitraux de qualité. Elle est classée aux monuments historiques.

#### Église Notre-Dame-de-l'Assomption

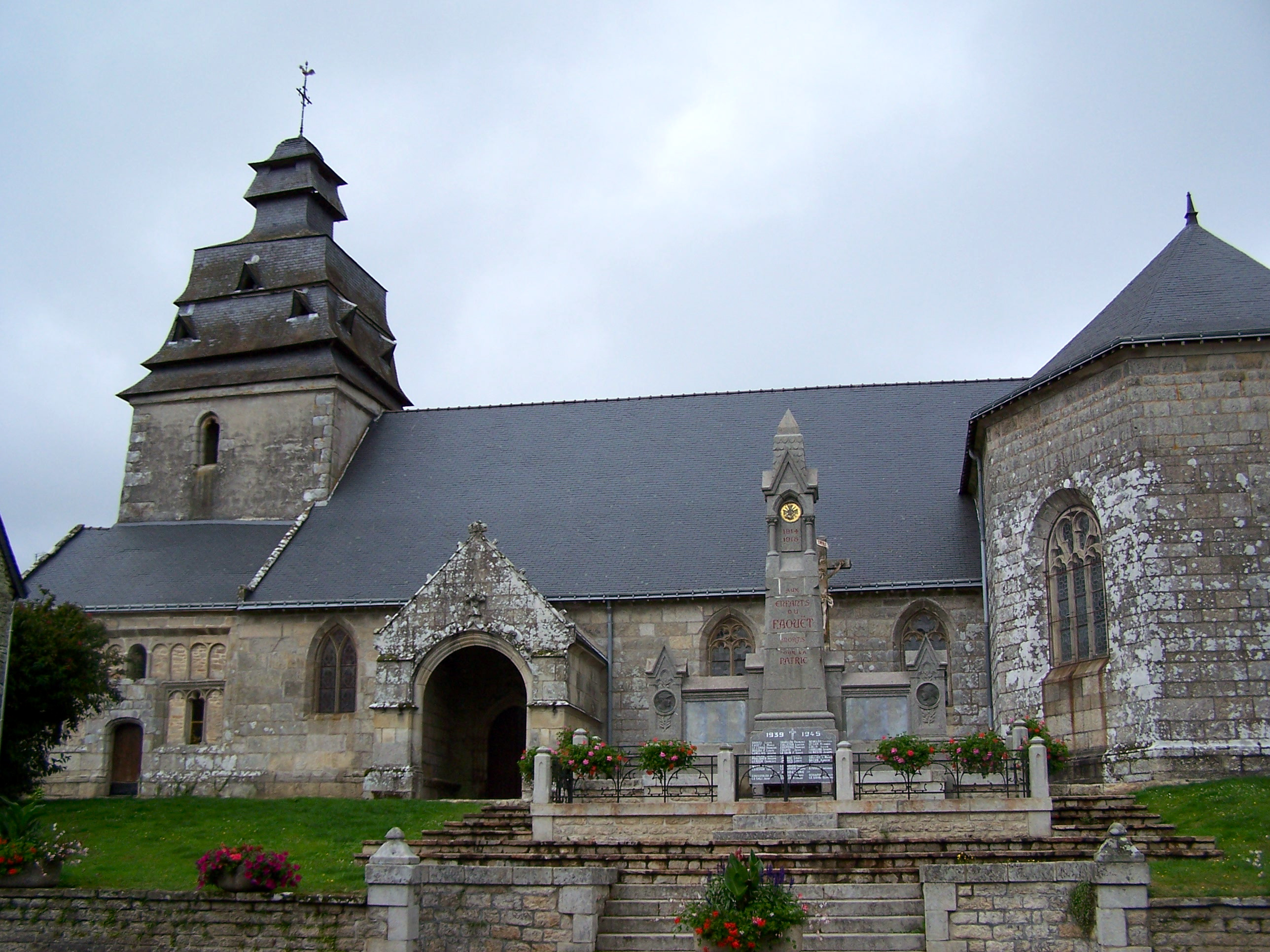
L'église paroissiale Notre-Dame-de-l'Assomption.

Elle date du XVIe siècle ; elle est victime d'un incendie en 1917 qui en détruisit totalement la toiture, mais elle fut restaurée dix ans plus tard. Elle se singularise par son clocher aux formes originales. Elle abrite en outre deux très vieilles pierres tombales ornées des gisants de Peronelle de Bouteville et Bertrand de Trogoff, seigneurs locaux.

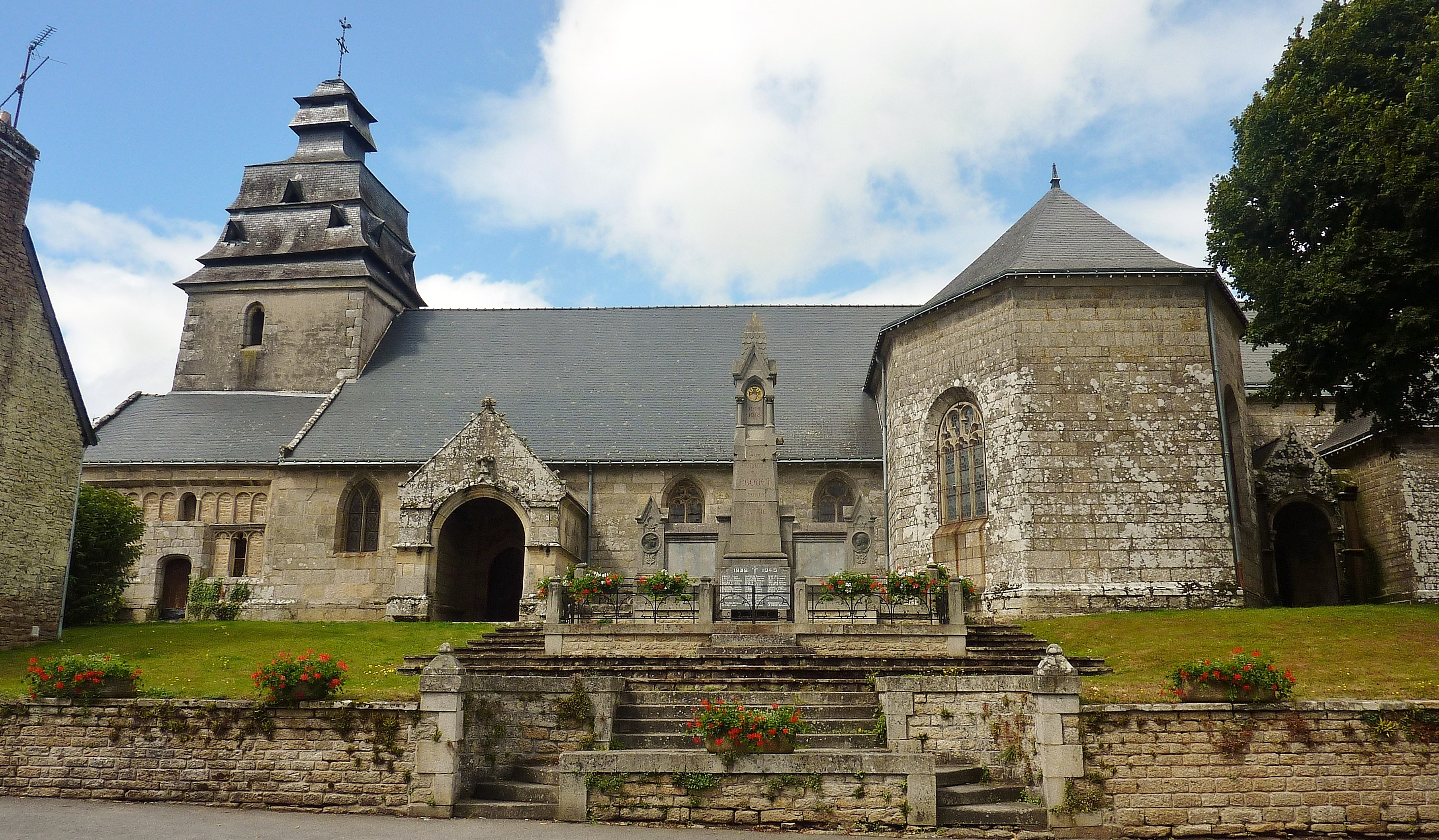
Le Faouët (Morbihan) : l'église paroissiale Notre-Dame de l'Assomption, vue extérieure d'ensemble du placître.
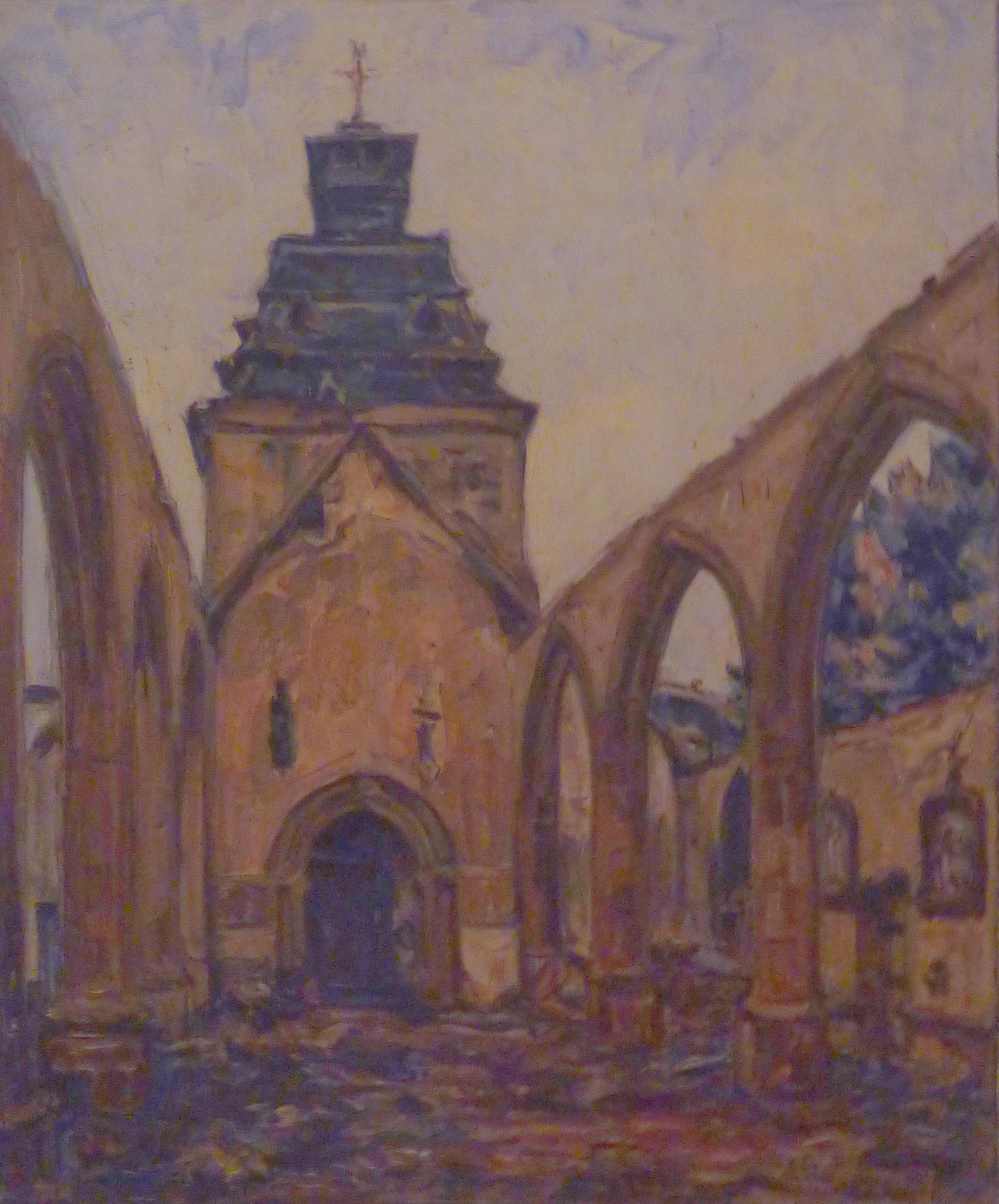
Germain David-Nillet (1861-1932) : L'église du Faouët après l'incendie, vue du clocher (1917, huile sur toile, collection paroisse du Faouët).

#### Chapelle Saint-Sébastien

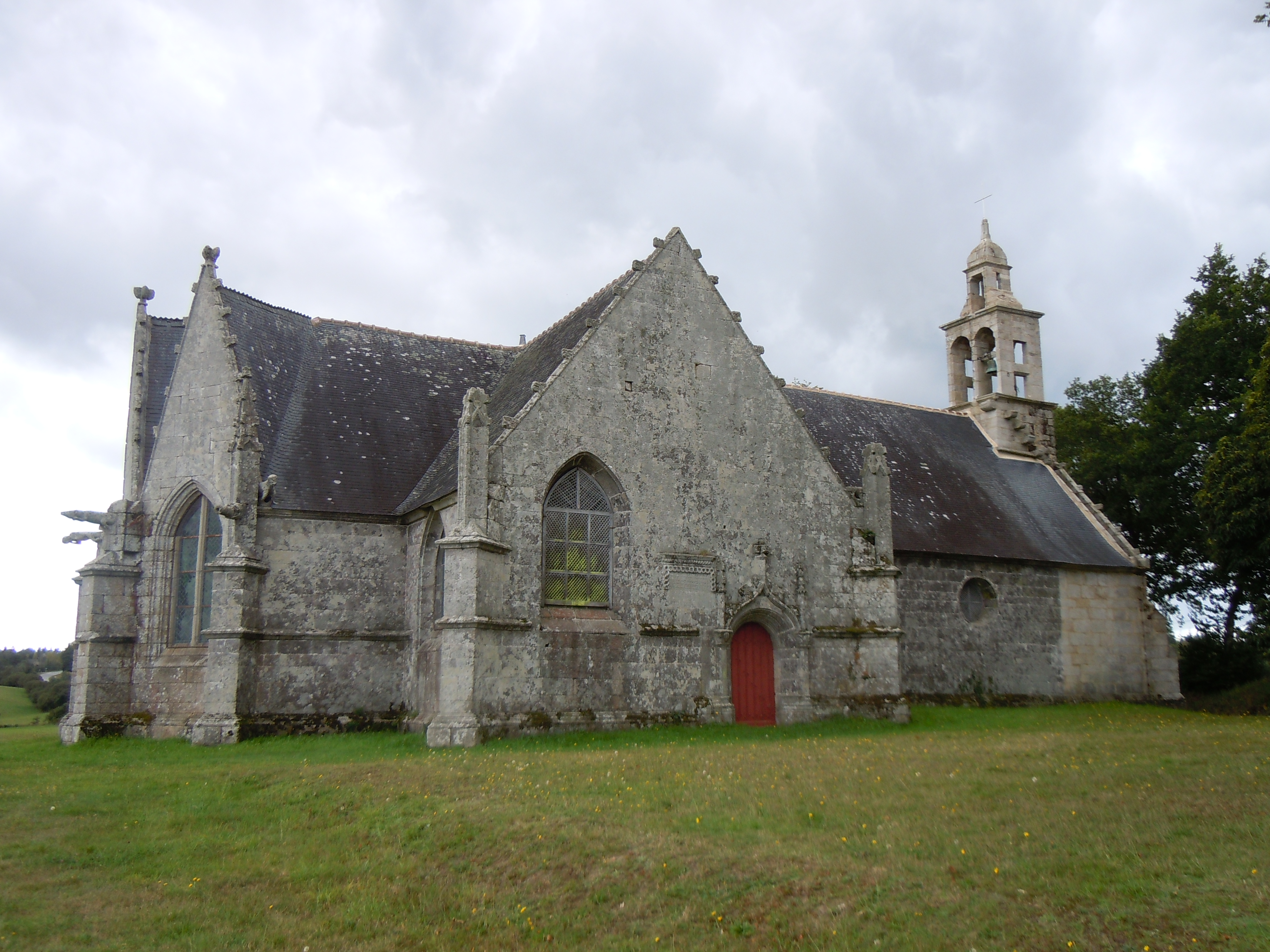
La chapelle Saint-Sébastien.

Construite fin du XVIe siècle et début XVIIe siècle, bas reliefs sculptés sur des sablières représentant divers scènes : sarabande de pécheurs conduite par un diable, martyre de saint Sébastien, scène du roman de Renart. Elle est classée aux monuments historiques.

#### Autres monuments

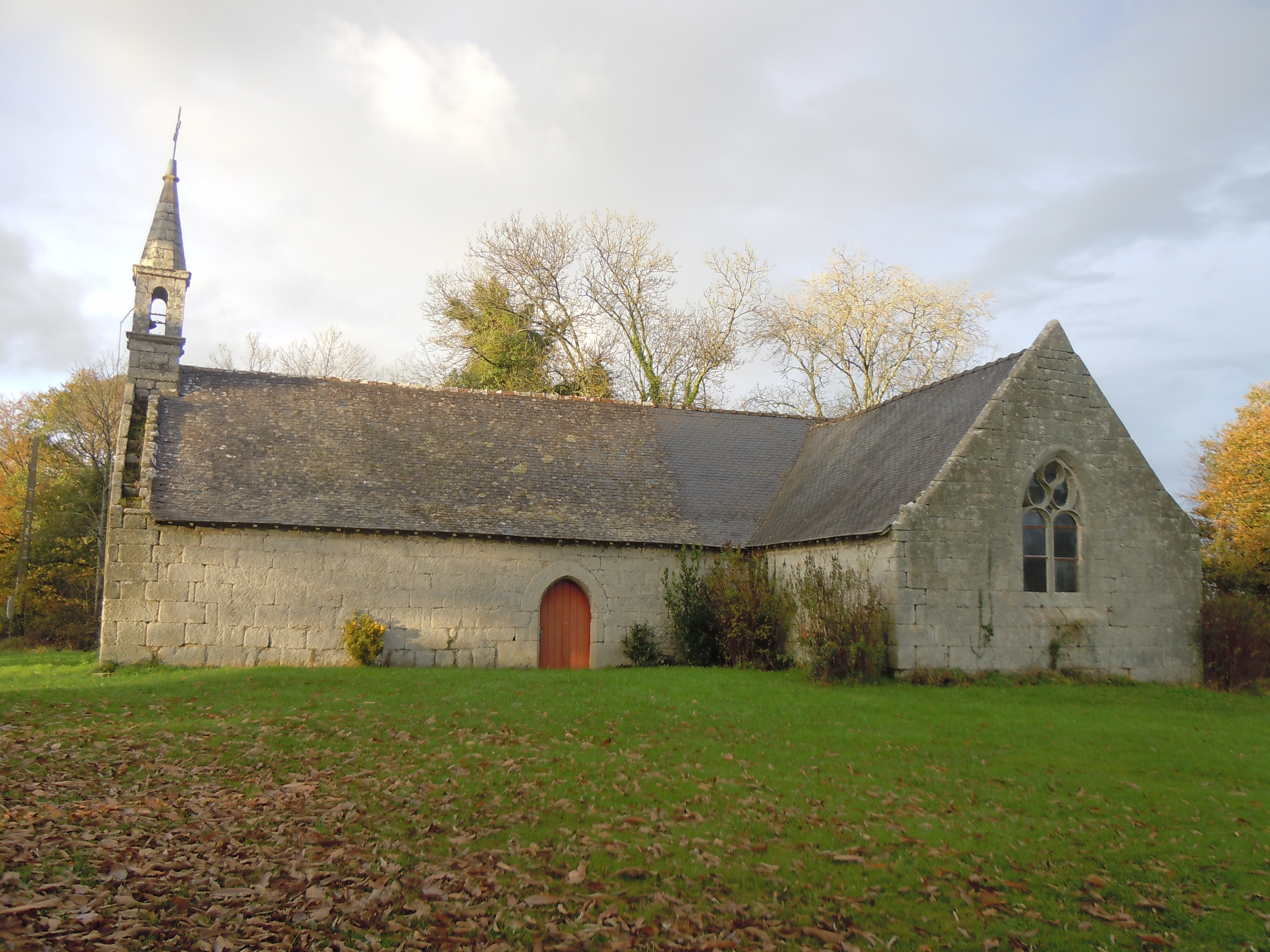
La chapelle Saint-Jean.

- La chapelle Saint-Adrien, probablement première moitié du XVIe siècle, en forme d'un simple rectangle et surmontée d'un clocheton.
- La chapelle Saint-Jean probablement fin XIIe siècle, est ce qui reste de la commanderie du Faouët. Elle a la forme d'une croix latine et surmontée d'un clocheton[84].
- l'ancien couvent des Ursulines du Faouët fondé en 1658 par Sébastien du Fresnay, accueille depuis 1987 le musée de peinture : le musée du Faouët.

### Maisons et autres établissements

#### Halles du Faouët
Les halles du Faouët ont été édifiées entre la fin du XVe siècle et le début du XVIe siècle, au nord de la place Plantée. Elles sont longues de 53 mètres et larges de 19 mètres. Couvert d'une vaste toiture reposant sur de petites colonnes de granite, l'édifice s'ouvre de chaque côté par deux imposants portiques. Elles offrent un magnifique exemple de charpente ancienne, impressionnante par leur qualité et leur volume. Elles sont classées aux monuments historiques.

#### Musée du Faouët
Situé au no 1, rue de Quimper dans l'ancien couvent des Ursulines du XVIIe siècle, le musée est ouvert en 1987. Il présente en particulier une collection, dédiée aux peintres du Faouët, constituée de dessins, peintures, gravures et sculptures, témoignant de la vie quotidienne au Faouët de 1845 à 1945, et comprend plus de 400 œuvres.
Le Faouët est l'un des rares bourgs de la Bretagne intérieure à avoir intéressé les artistes, généralement plus attirés par le littoral et les thèmes marins. Dès la fin du XIXe siècle, Le Faouët est fréquenté par des peintres comme Emmanuel Lansyer, Léon Germain Pelouse, Peder Severin Krøyer, Léon Couturier, suivis dans les premières décennies du XXe siècle par Germain David-Nillet, Constant Puyo, Philippe Tassier, Charles Lhermitte, Arthur Midy, Fernand Legout-Gérard, Marius Borgeaud, Émile Compard, Élisabeth Sonrel, Charles Rivière. Mais d'autres peintres, sans avoir fréquenté longuement la commune, l'ont aussi représentée comme Maxime Maufra, Henri Alphonse Barnoin ou Mathurin Méheut. Des artistes anglais sont aussi venus au Faouët tels que Charles W. Bartlett, Guy Wilthew, Walter Chetwood Aiken, Claude Marks, etc.
En décembre 2015, le musée voit naître une Association des amis du musée (enregistrée sous le régime loi de 1901 en février 2016 à la sous-préfecture de Pontivy). Cette dernière a pour but d’apporter son concours au développement et au rayonnement du musée, de ses collections et de ses expositions, ainsi que de contribuer à l'enrichissement de la collection permanente par l'achat d'œuvres, grâce aux cotisations de ses membres[réf. nécessaire].

#### Musée de l'abeille vivante et la Cité des fourmis
Le Musée de l'abeille vivante et Cité des fourmis se trouvait dans une ancienne ferme à Kercadoret en forme de longère, dans la commune du Faouët. Il a définitivement fermé ses portes le 6 novembre 2022.

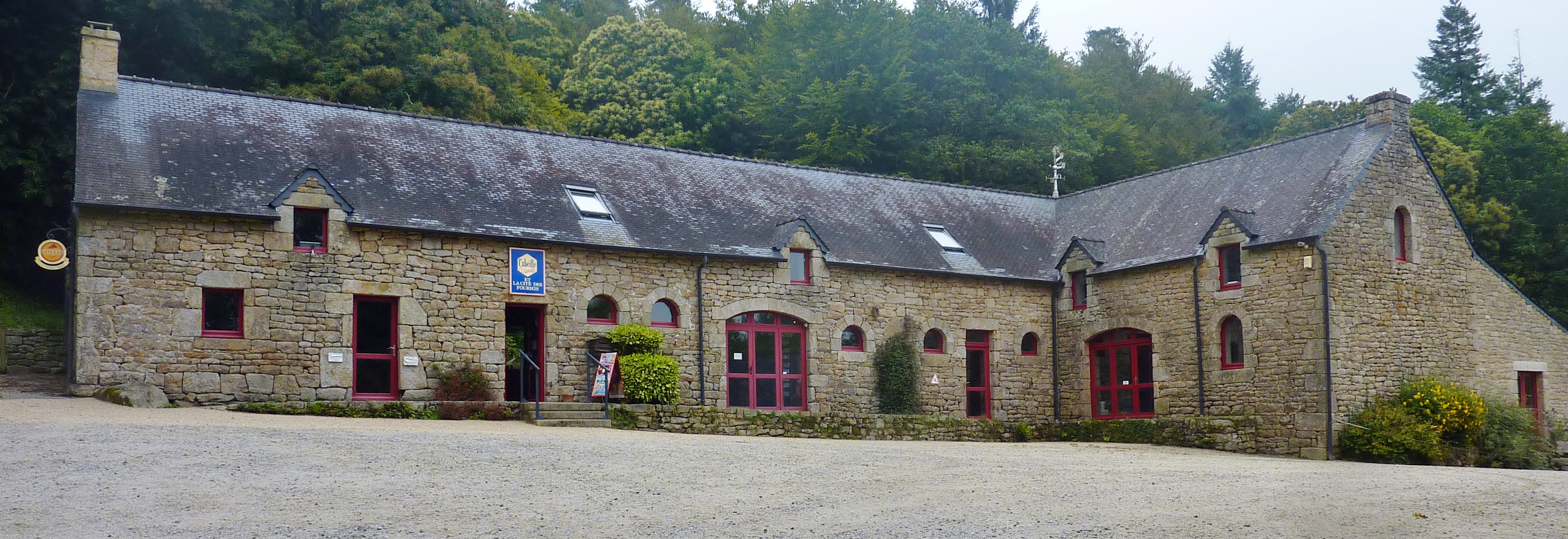
Le musée de l'Abeille Vivante et la Cité des Fourmis, vue extérieure du bâtiment.
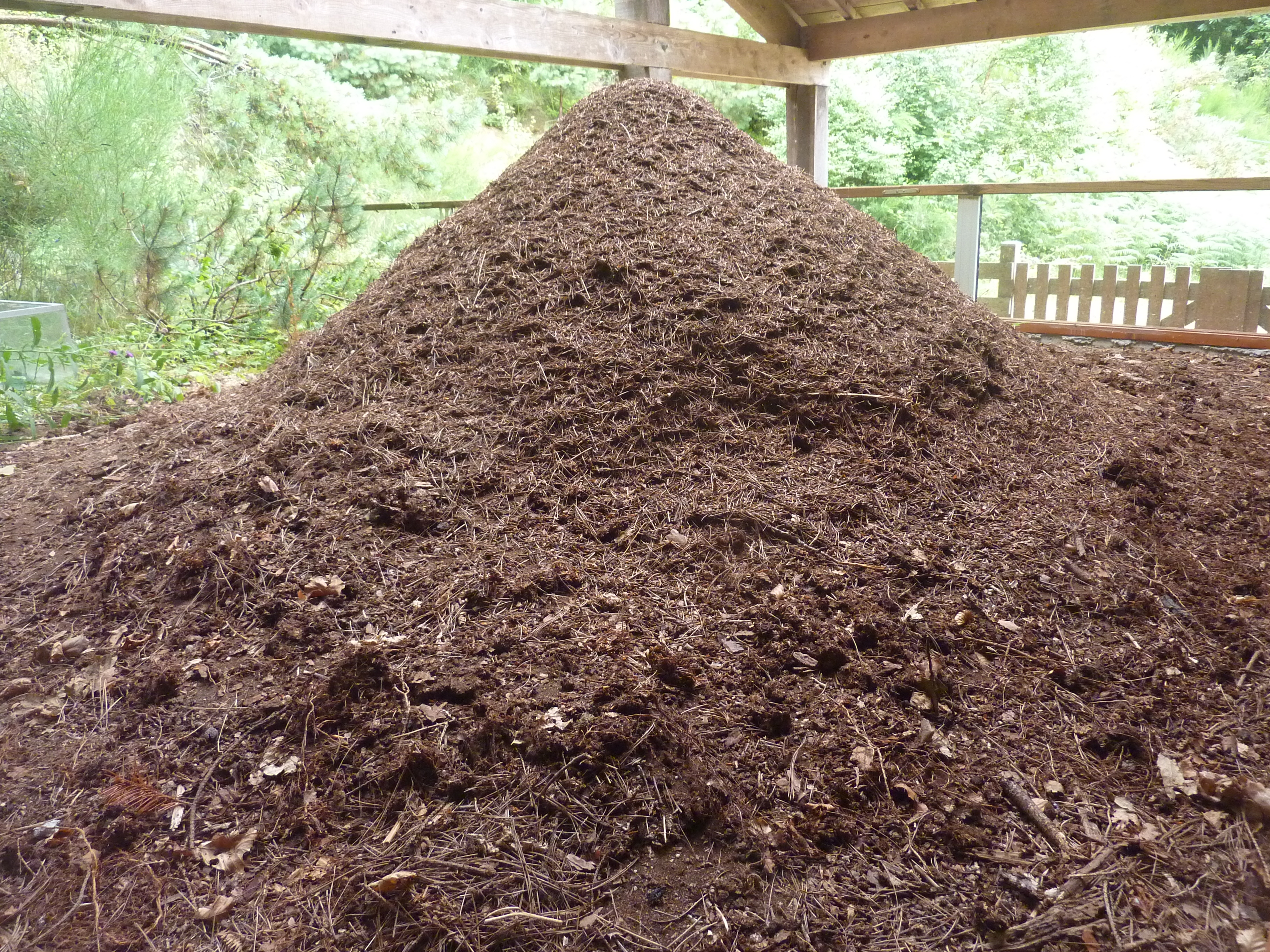
Le musée de l'Abeille Vivante et la Cité des Fourmis, fourmilière de fourmis des bois.
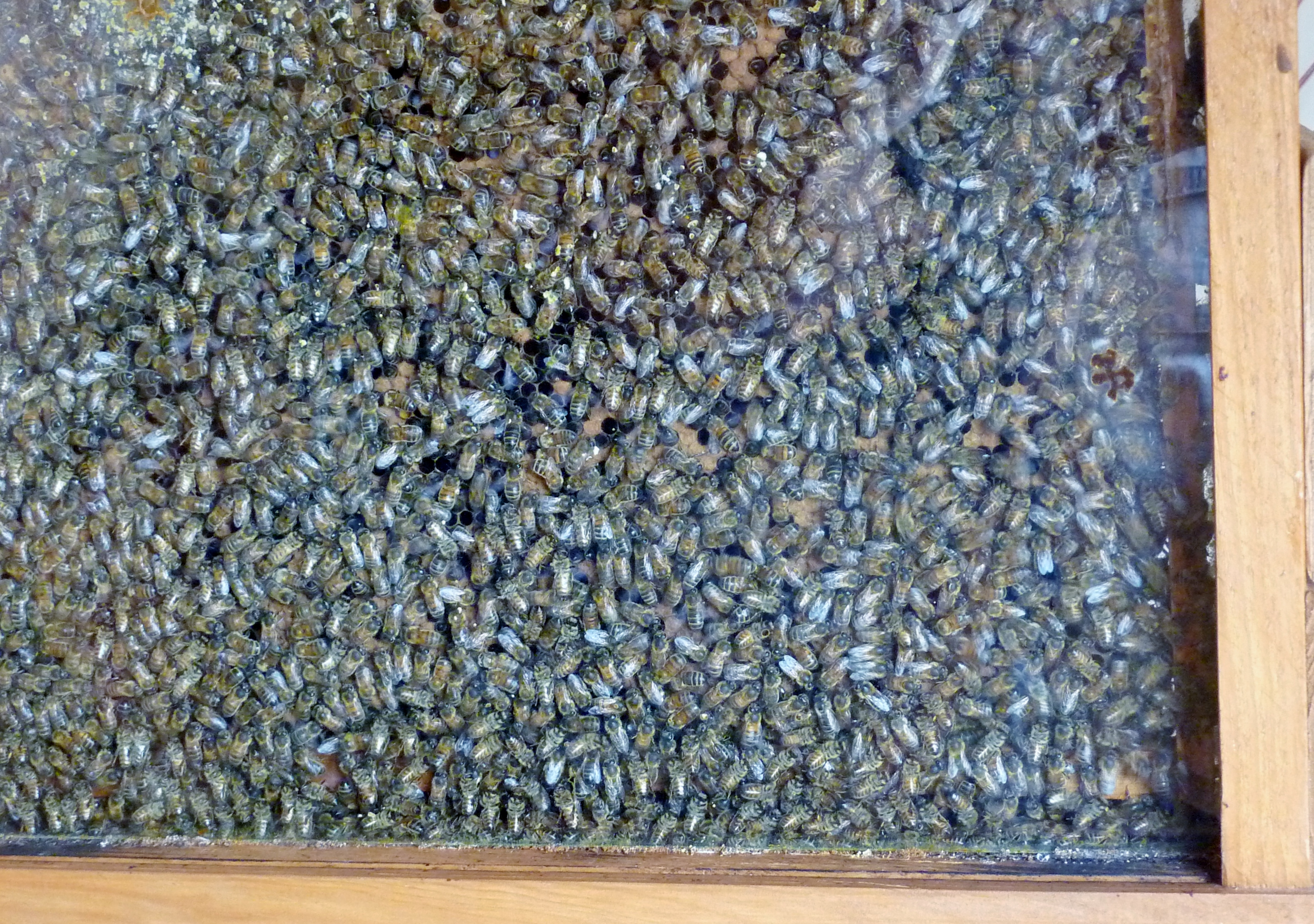
Le musée de l'Abeille Vivante et la Cité des Fourmis, abeilles dans un cadre de ruche.
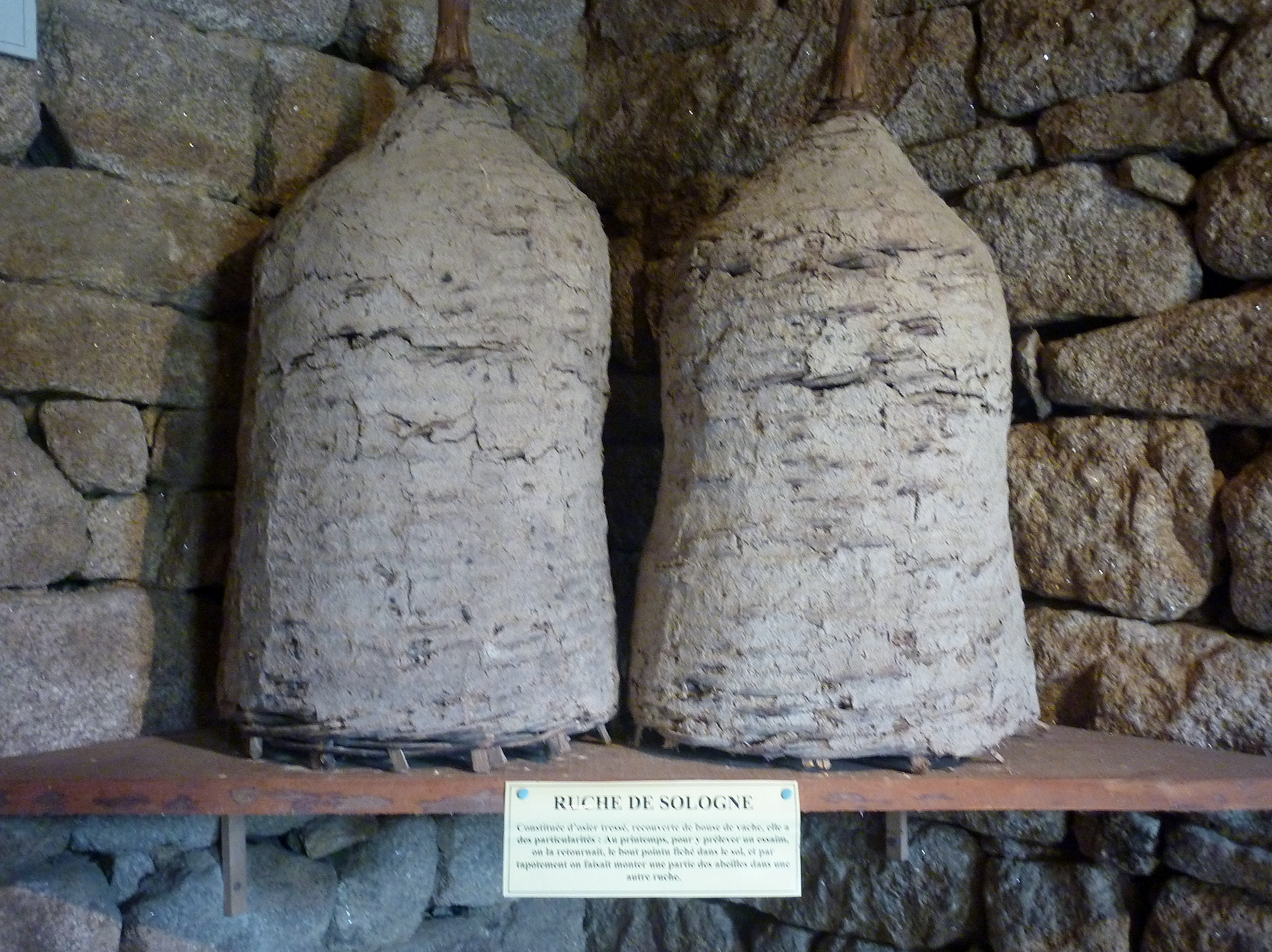
Le musée de l'Abeille Vivante et la Cité des Fourmis, ruches de Sologne constituées d'osier tressé et de bouses de vache.
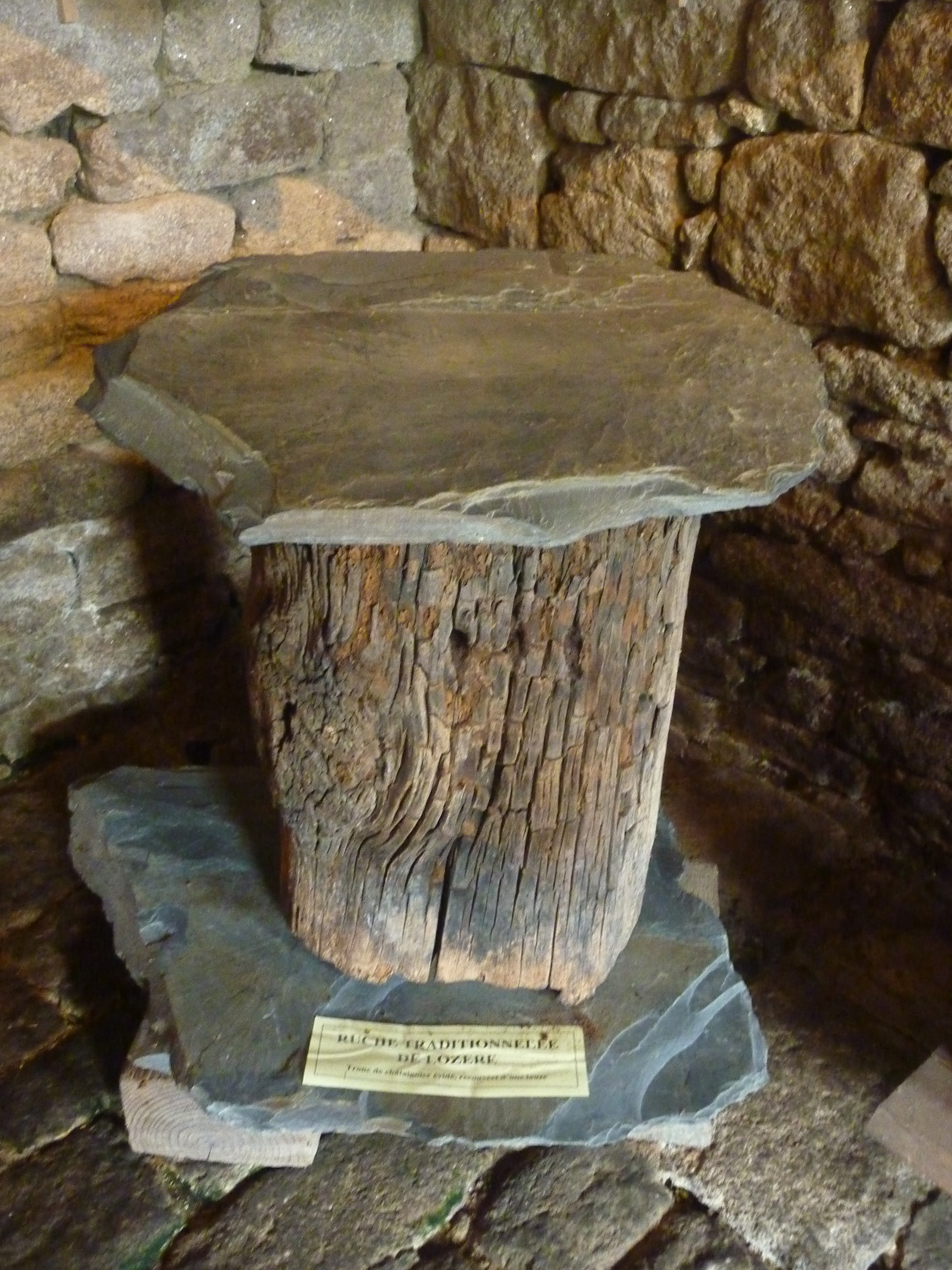
Le musée de l'Abeille Vivante et la Cité des Fourmis, ruche traditionnelle de Lozère (tronc de châtaignier évidé recouvert d'une pierre).
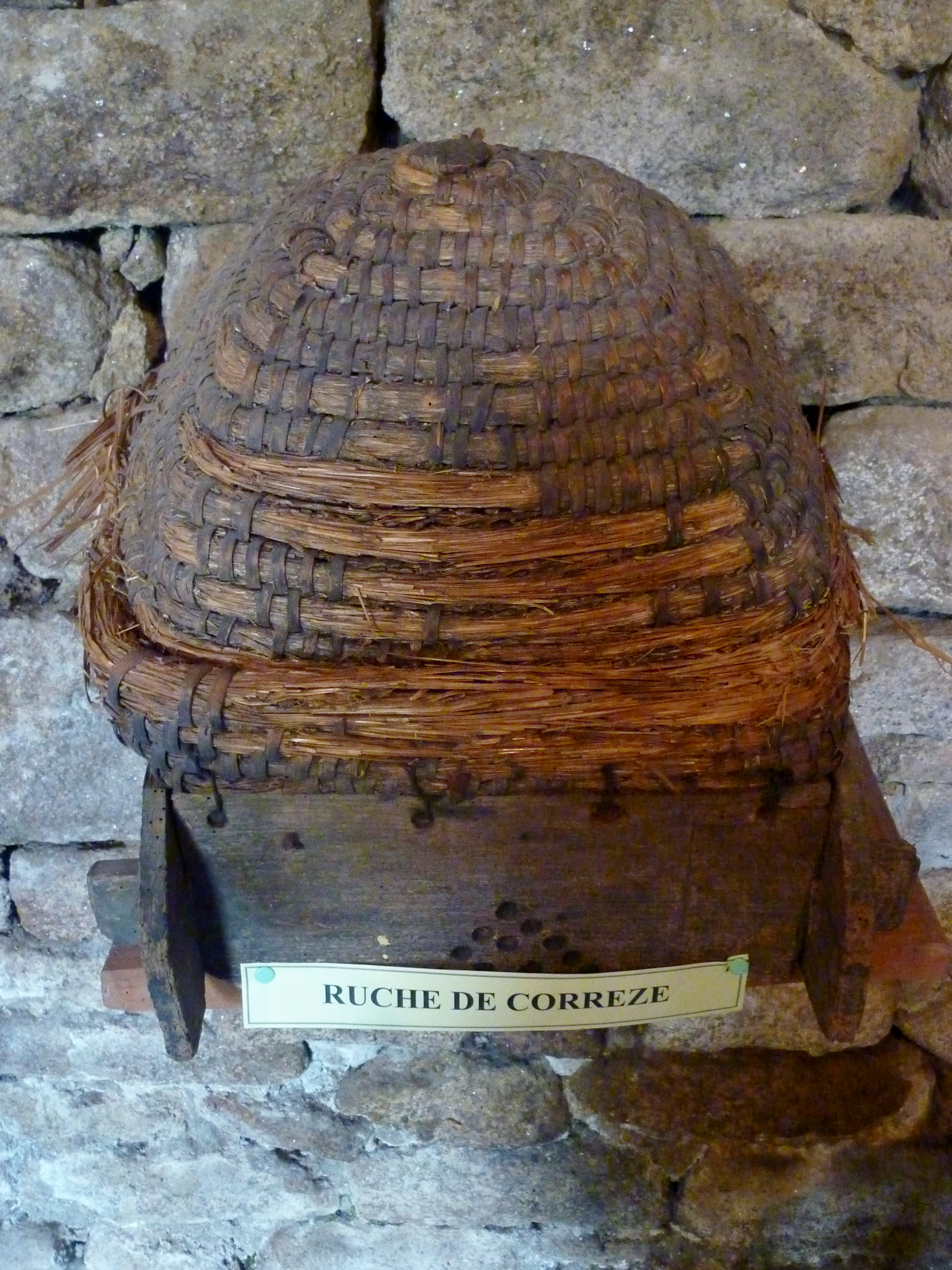
Le musée de l'Abeille Vivante et la Cité des Fourmis, ruche traditionnelle de Corrèze.
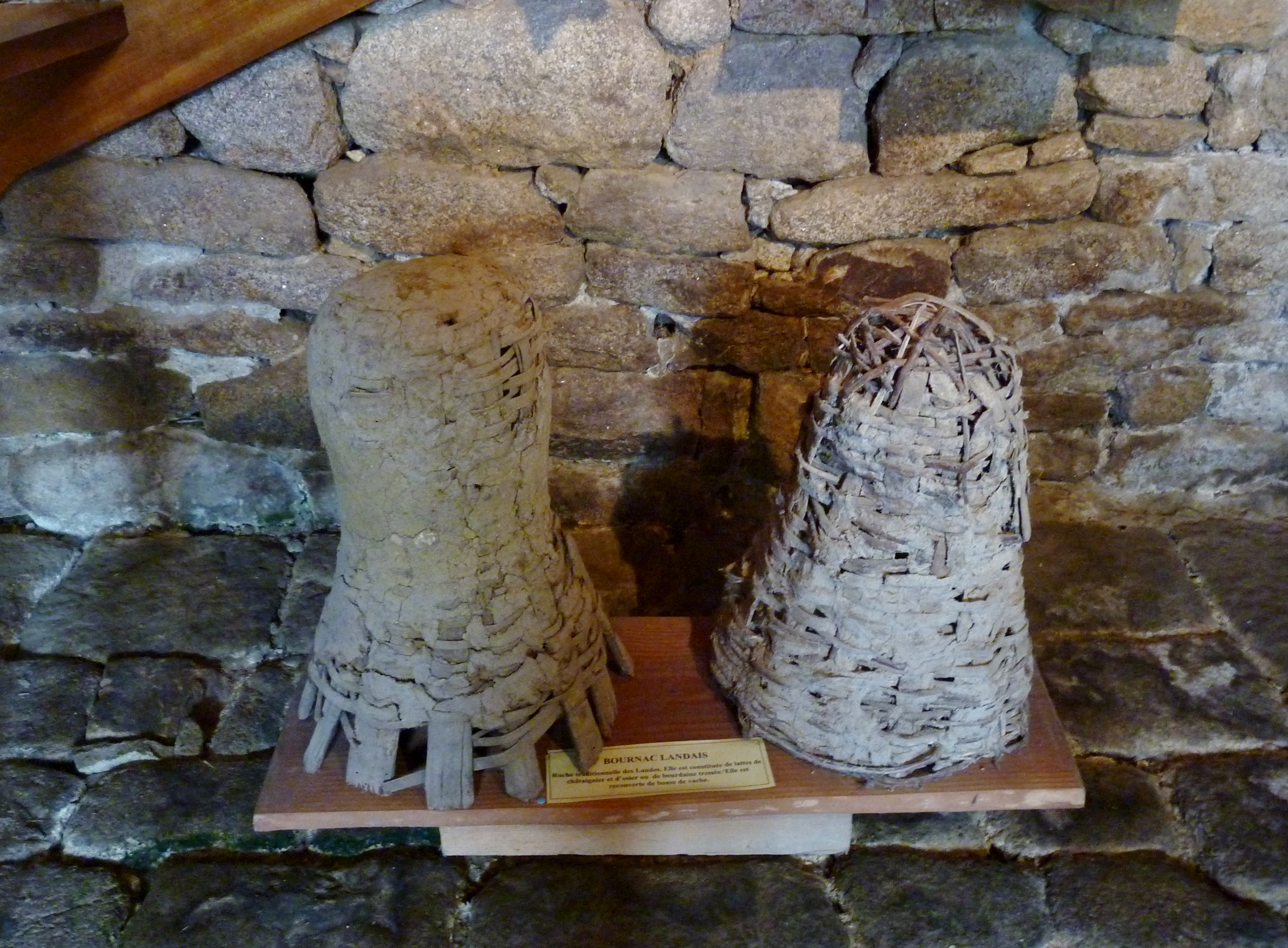
Le musée de l'Abeille Vivante et la Cité des Fourmis, ruche traditionnelle des Landes.

### Châteaux et manoirs
- le château de Barregan, vestiges, inscrit à l'inventaire général du patrimoine culturel[88] ;

- le château du Faouët, vestiges du XVIIe siècle , inscrit à l'inventaire général du patrimoine culturel[89] ;

- le manoir du Diarnelez, inscrit à l'inventaire général du patrimoine culturel[90], est la propriété de la famille Rousseau depuis le XIVe siècle jusqu'en 1717. En 1973 l'aile ouest, bâtie au XVIe siècle, qui comportait une belle galerie à arcades surmontée d'un logis a été démontée puis vendue et partiellement remontée dans un hôtel de tourisme à Roscoff[91] ;

- le manoir de Kerdudou date des XVIe et XVIIIe siècles, il est inscrit à l'inventaire général du patrimoine culturel[92] ;

- le manoir de Kerihuel.

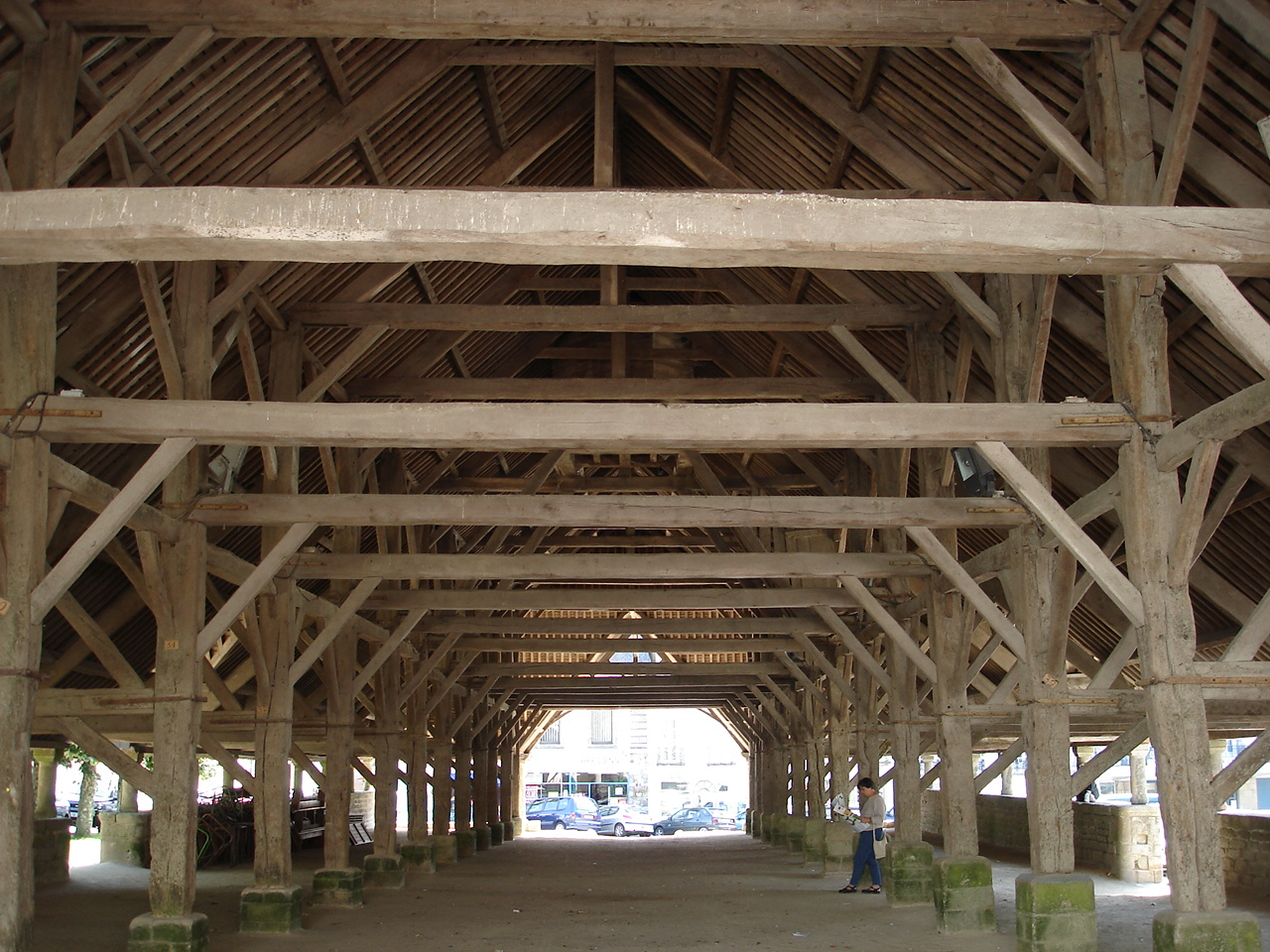
Les halles.
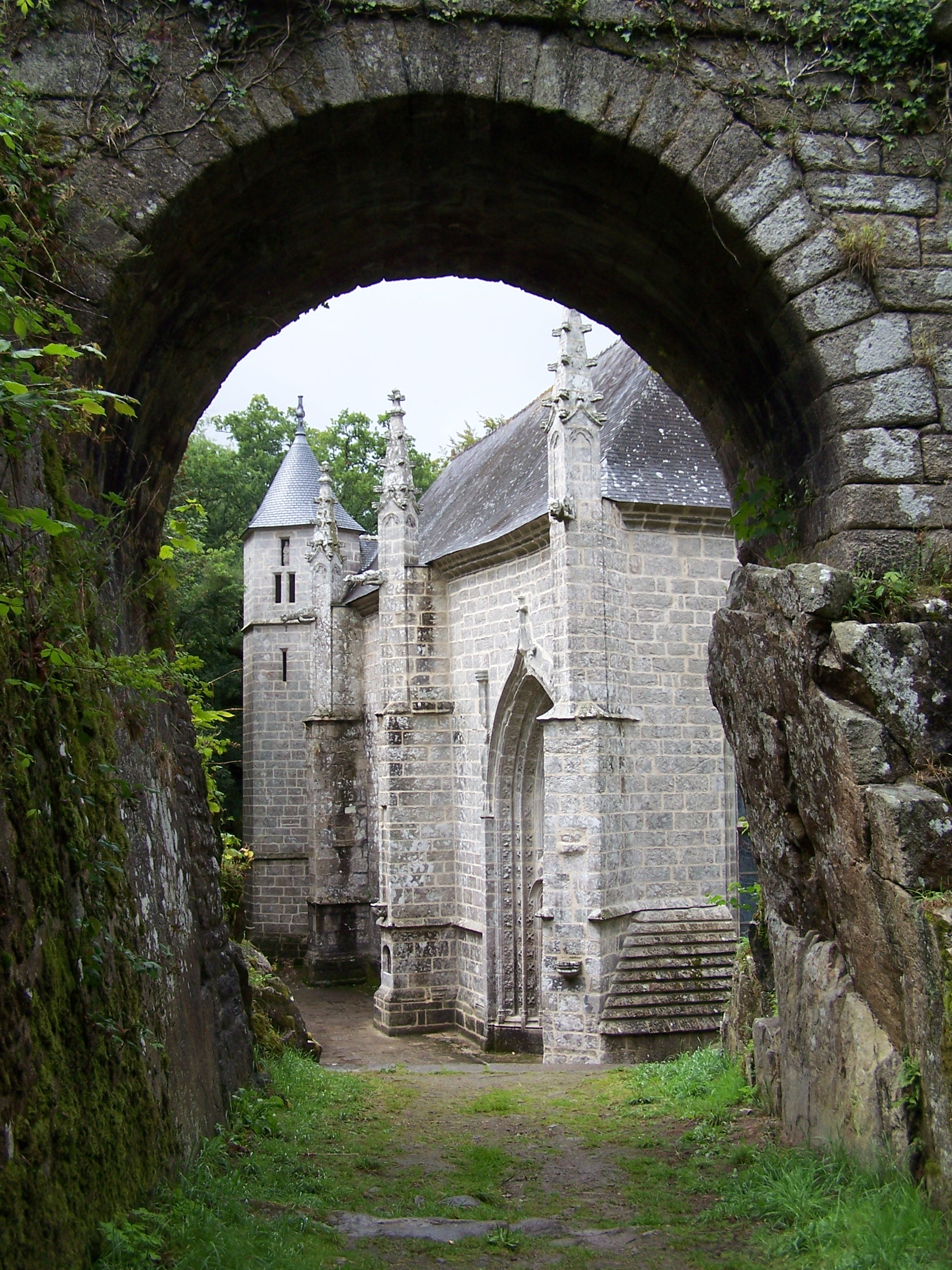
Chapelle Sainte-Barbe, et les arches menant à l'oratoire Saint-Michel.
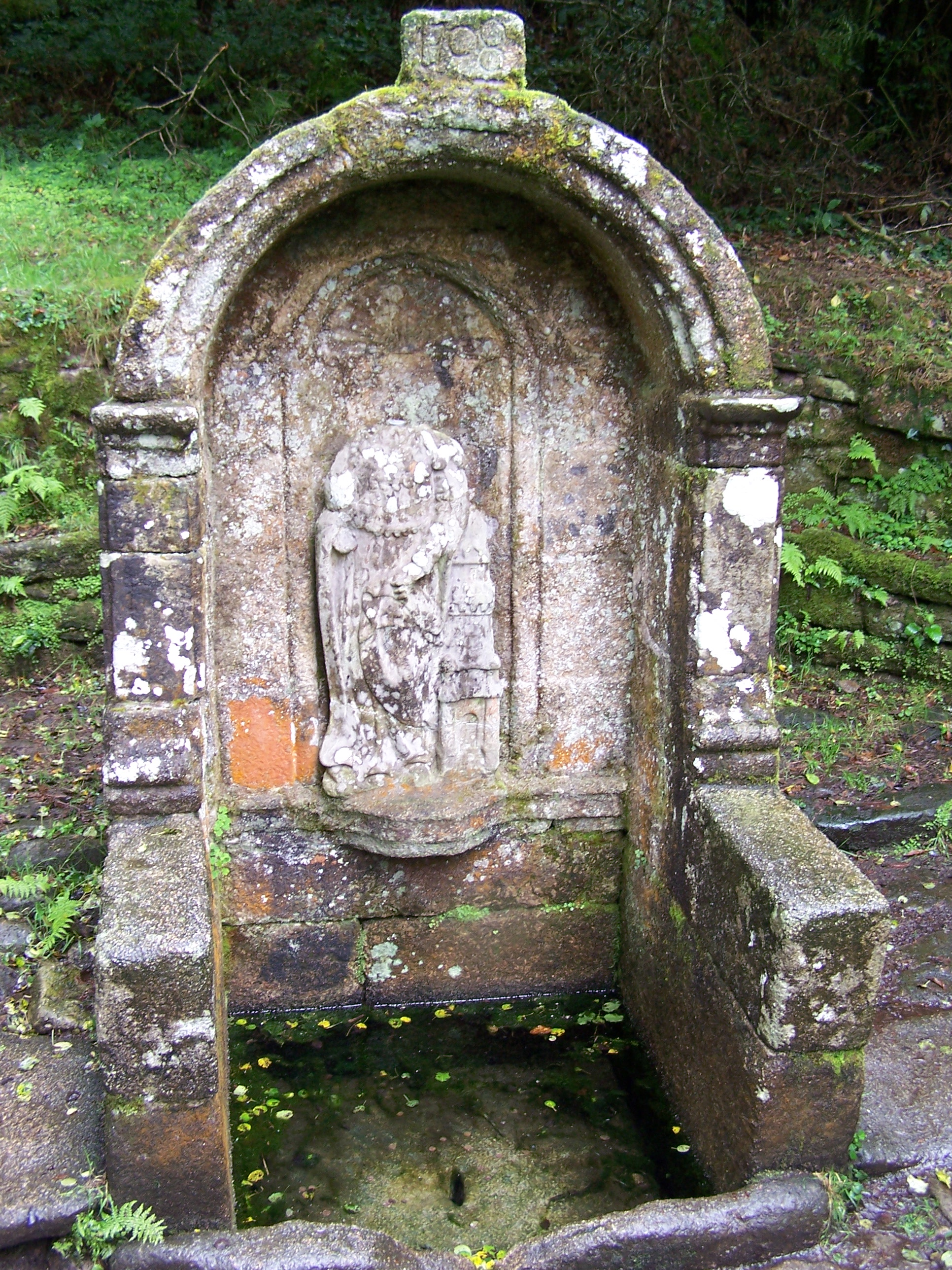
Fontaine Sainte-Barbe.
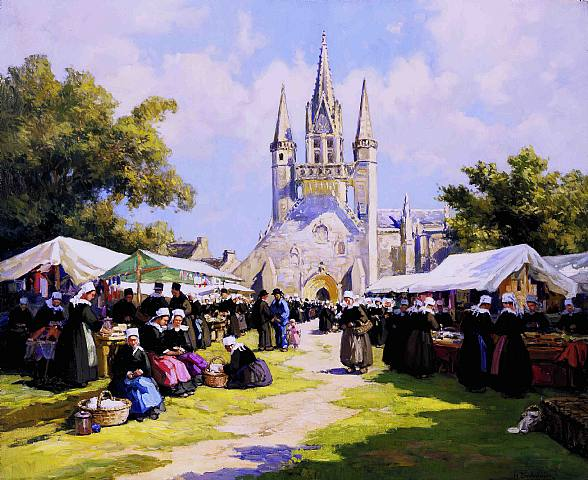
Chapelle Saint-Fiacre, par Henri Alphonse Barnoin (1882–1940).
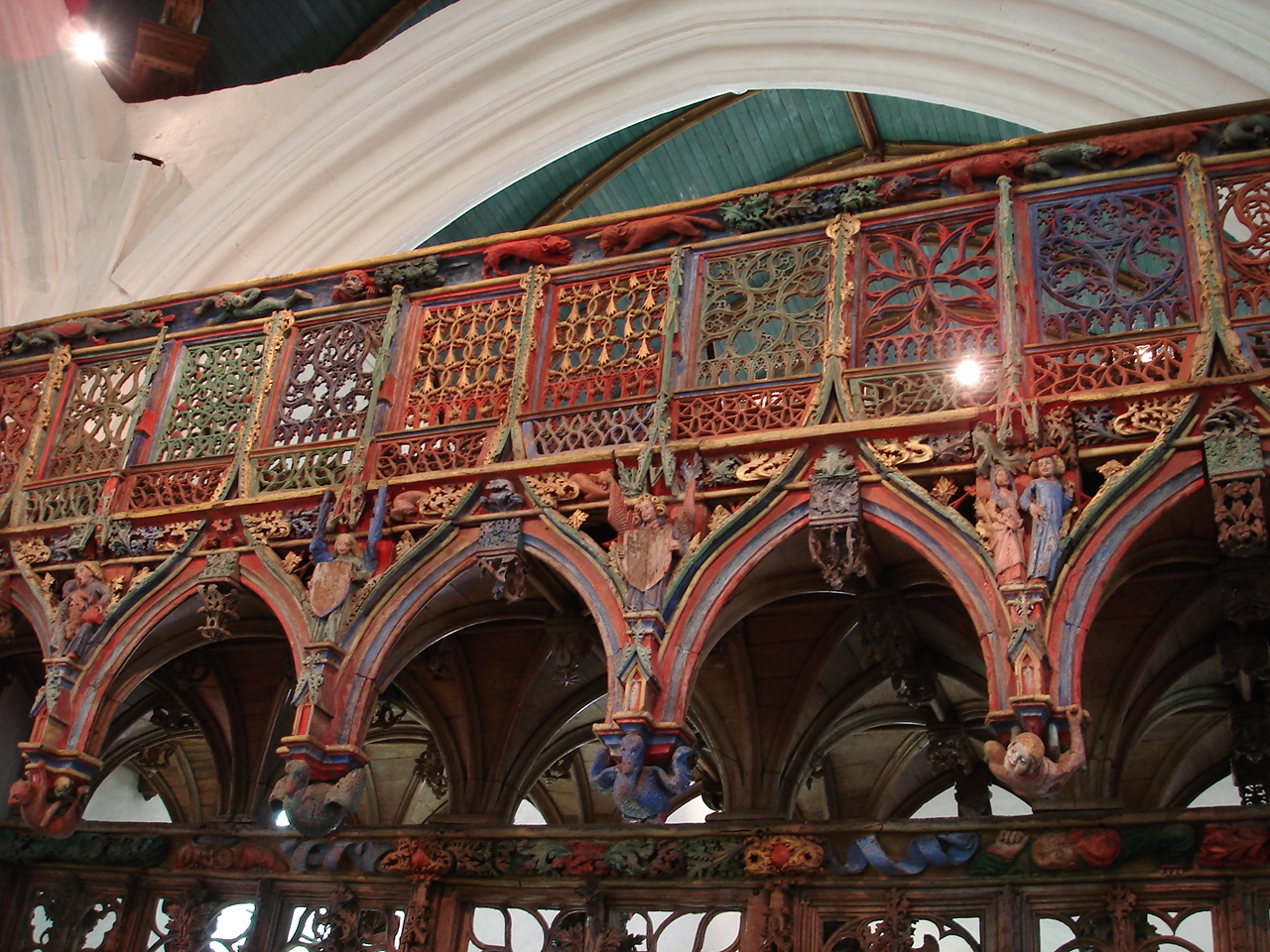
Chapelle Saint-Fiacre, jubé.
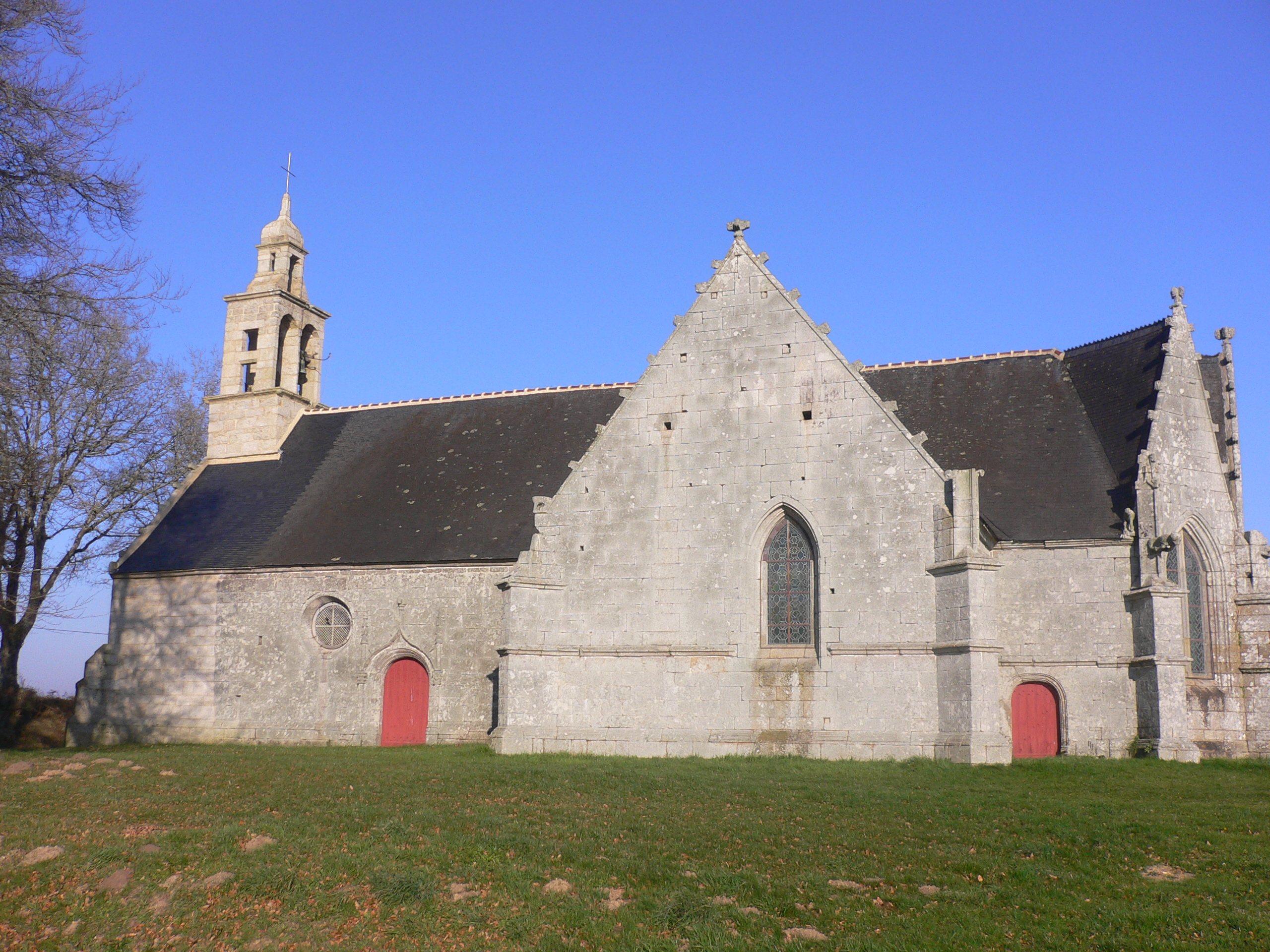
La chapelle Saint-Sébastien.

### Héraldique
| Blason de Le Faouët | d'argent à cinq fusées de geules en fasce. |

## Personnalités liées à la commune

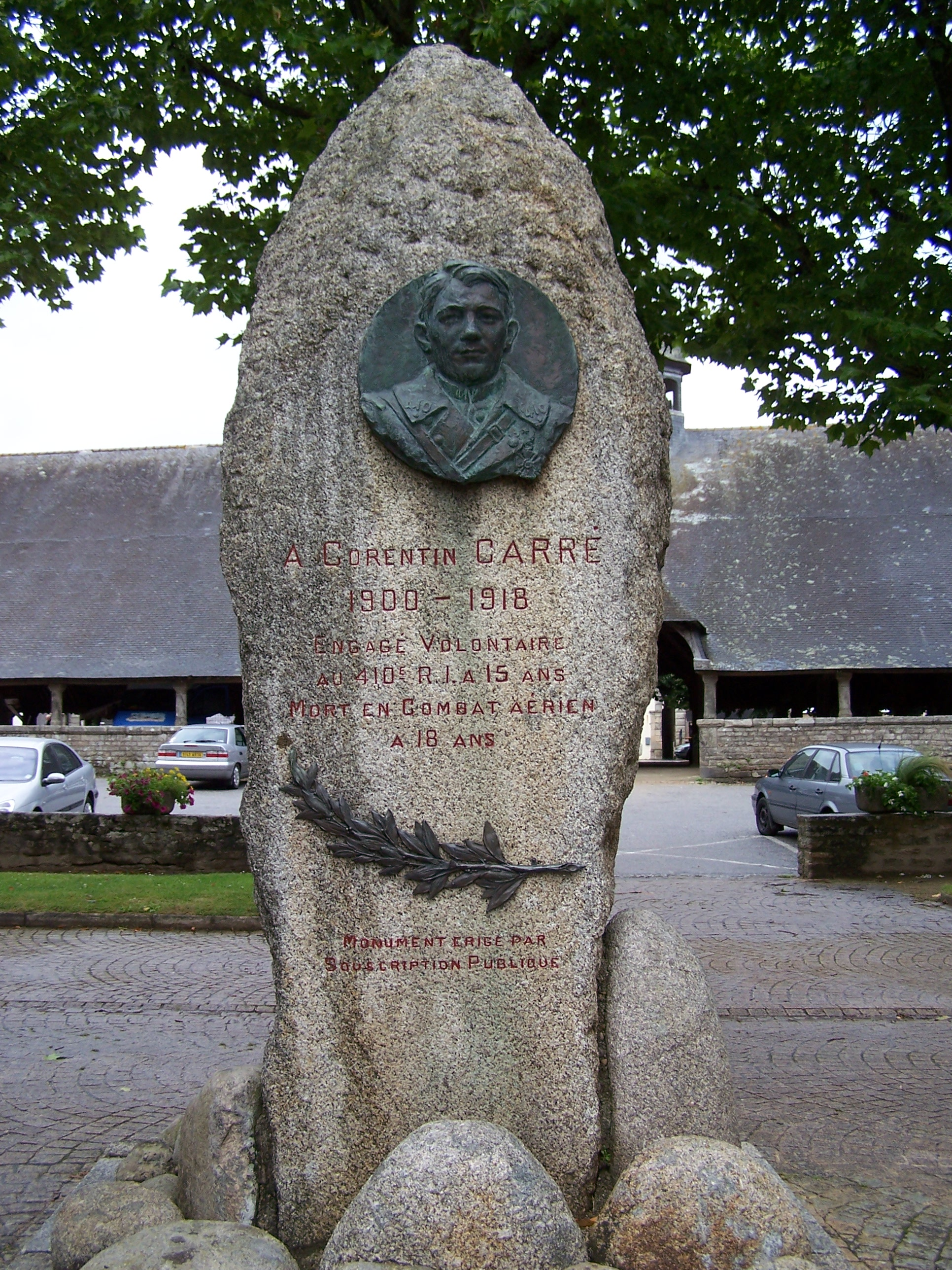
Monument à Corentin-Jean Carré (1900-1918).

- Henri Alphonse Barnoin, (1882-1940), peintre français.
- Marius Borgeaud, peintre suisse, y a peint plusieurs années de suite, à partir de 1920
- Corentin-Jean Carré (1900-1918), le plus jeune poilu de la République, engagé à 15 ans, mort en 1918 ;
- Daniel Cario (1948), écrivain et romancier, est né au Faouët.
- Marie-Josée Christien, poète et critique littéraire, a été élève au CEG de 1967 à 1972.
- Erwan Evenou, enseignant et écrivain de langue bretonne ;
- Marion du Faouët (1717-1755), bandit et chef de bande qui sévissait dans la région.
- Barbe Le Clerc'h (1891- ?), compagne de Marius Metge et membre de la bande à Bonnot, est née au Faouët.
- Jean Le Guilly, (1932-2005), cycliste né au Faouët.
- Raoul Le Moal, évêque de Quimper de 1496 à 1501[93].
- Jean-François Le Ny, (1924-2006), psychologue ;
- Albert Savary (1921-1975), Compagnon de la Libération, y a passé son enfance et y est inhumé. Une rue de la commune porte son nom.
- Guy Wilthew, (1876-1930), peintre, œuvres au musée du Faouët.